# Istoria Regatului Unit
Regatul Unit de acum s-a construit în jurul regatelor independente ale Angliei și Scoției, ambele existente încă din secolul al X-lea. Țara Galilor face parte,  începând cu 1535, din Regatul englez. Prin Legea Uniunii din 1707, Anglia și Scoția se unesc de drept sub un singur monarh, formând Regatul Marii Britanii; cele două regate fuseseră conduse de același monarh încă din 1603.
După aproape un secol, în 1800, parlamentul a votat așa-numitul Legea Uniunii din 1800 , prin care numele țării se schimba din nou, în Regatul Unit al Marii Britanii și Irlandei. Se consfințea, astfel, trecerea Irlandei sub controlul englez, proces care s-a desfășurat, treptat, între secolele al XII-lea și al XVII-lea. Cu toate acestea, disensiunile interne privind felul cum este guvernată Irlanda au dus la proclamarea independenței Irlandei în 1922 , care păstra un statut de dominion. Partea de nord (Irlanda de Nord) a rămas în componența Regatului Unit, aceasta determinând modificarea denumirii statului în forma lui actuală , de Regatul Unit al Marii Britanii și Irlandei de Nord.
Treptat, beneficiind de puterea sa maritimă, ca și de revoluția industrială, Regatul englez și, mai apoi, britanic s-a extins masiv atât înspre răsărit (India, Oceania), cât și înspre apus, în America nu demult descoperită de Columb. La mijlocul secolului al XIX-lea, Regatul britanic era cea mai importantă putere economică și militară a lumii. Multe din ideile contemporane ale lumii occidentale despre democrație parlamentară, economie de piață și libertate au luat naștere în Imperiul britanic, pentru a nu mai aminti de progresele înregistrate în domeniul literaturii și științei. La apogeul său, Imperiul ocupa o treime din suprafața Pământului.
De la începutul secolului al XX-lea, influența britanică s-a diminuat constant. Împreună cu Franța și Rusia formează Antanta, coaliție învingătoare în Primul Război Mondial. Al Doilea Război Mondial a adus, pe lângă serioase probleme economice, și dezmembrarea Imperiului, prin separarea coloniilor în state independente. Aceasta a condus la reinventarea Regatului Unit ca un stat european modern și prosper.
Regatul Unit este membru al Comunității Economice Europene din 1973, însă atitudinea britanicilor față de piața unică europeană este rezervată, fiind, alături de cehi, cei mai eurosceptici cetățeni europeni. Regatul Unit încă refuză adoptarea monedei euro, iar euroscepticismul a cunoscut un avânt fără precedent, așadar cetățenii britanici au votat la data de 23 iunie 2016, printr-un referendum, în favoarea ieșirii Regatului din Uniunea Europeană.
Reforma politică în Regatul Unit este în plină desfășurare. În 1997 a fost recreat Parlamentul scoțian descentralizat, iar în 1999 s-au înființat Parlamente în Țara Galilor (Adunarea Galeză) și Irlanda de Nord, aceste măsuri având ca obiect descentralizarea sporită a puterii către regiuni. Vicepremierul Nick Clegg a anunțat, în 2012, că liberal democrații din coaliția de guvernare doresc reforma cât mai rapidă a Camerei Lorzilor. Partidul Liberal (precursorul PLD de astăzi) s-a angajat în 1911 să elimine definitiv caracterul ereditar al apartenenței la camera superioară a Parlamentului, iar liberal-democrații sunt hotărâți să modifice legea de funcționare a Camerei pentru ca membrii forului să fie aleși, nu nominalizați sau numiți ex officio. Monarhia se bucură de o popularitate revenită, în vreme ce adepții republicanismului și, implicit, ai abolirii monarhiei adună între 15% și 25% cotă de popularitate.
Regatul Unit este membru fondator al Commonwealth-ului, membru permanent în Consiliul de Securitate al ONU și, de asemenea, un membru-cheie al NATO. Este, de asemenea, una dintre puținele puteri nucleare (4 submarine clasa Vanguard cu 69 de focoase termonucleare MIRV pe rachete Trident II).

## Secolul al XIX-lea: Epoca Victorianǎ

### Politica internā

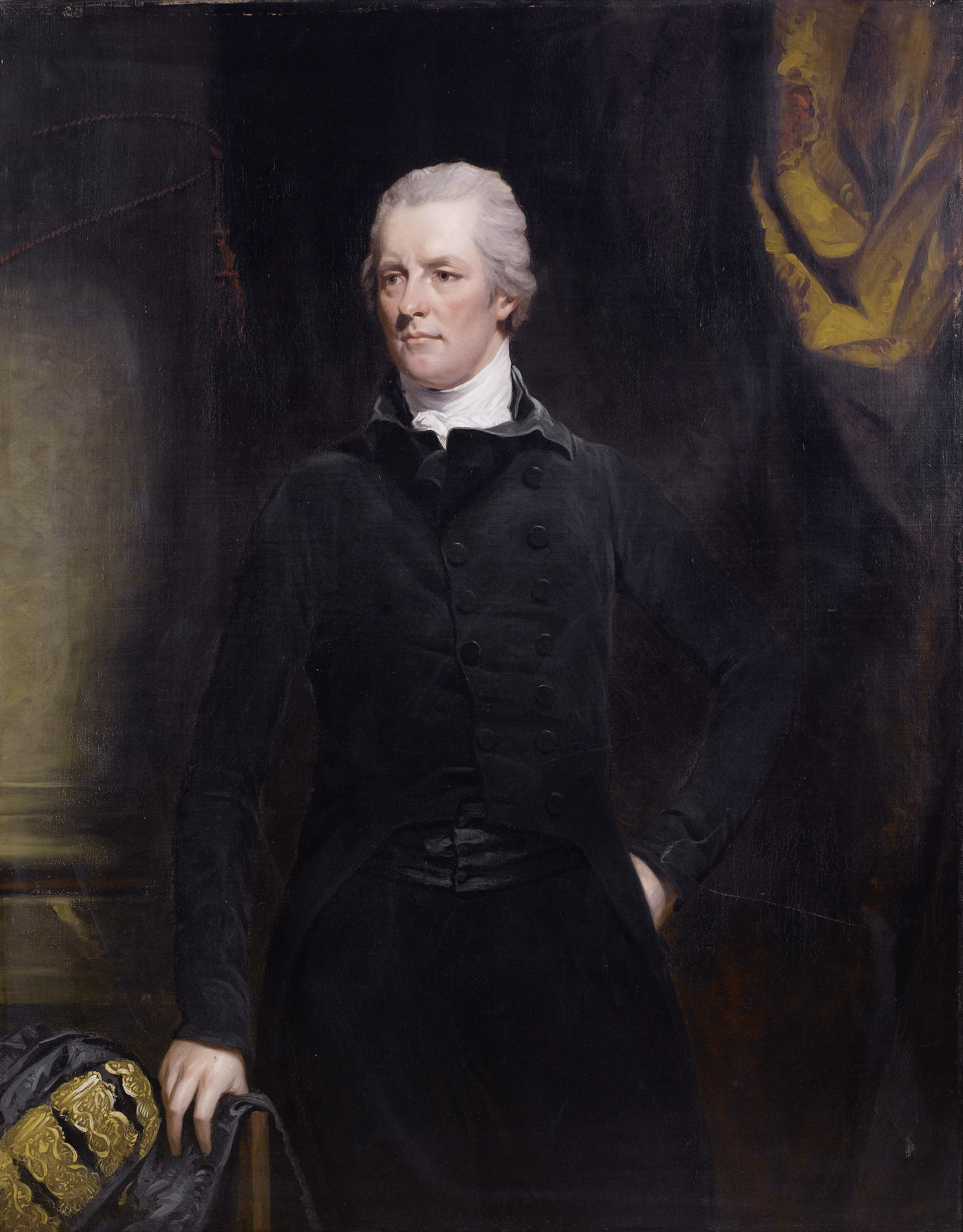
Pitt The Younger

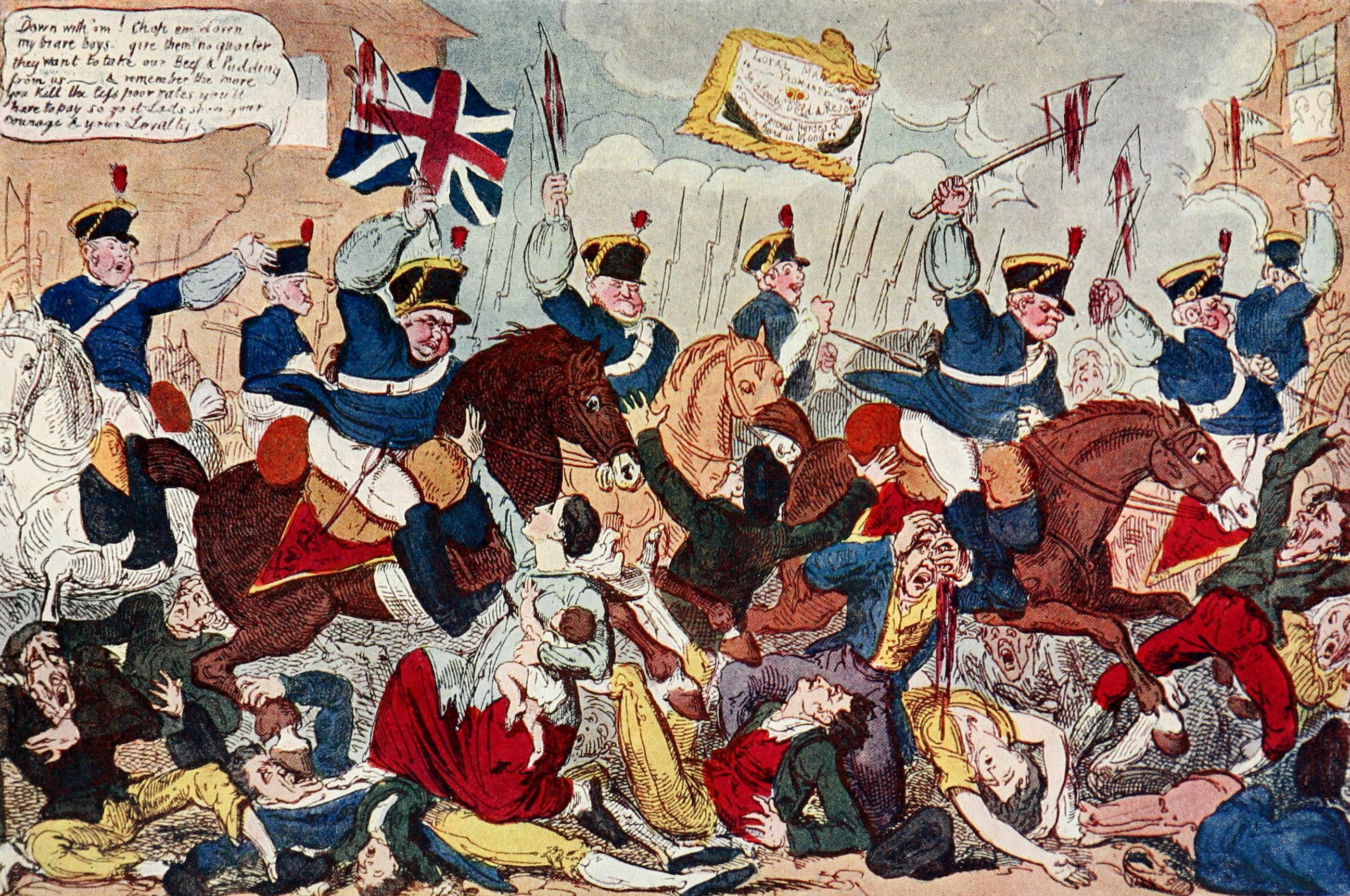
Masacrul de la Peterloo

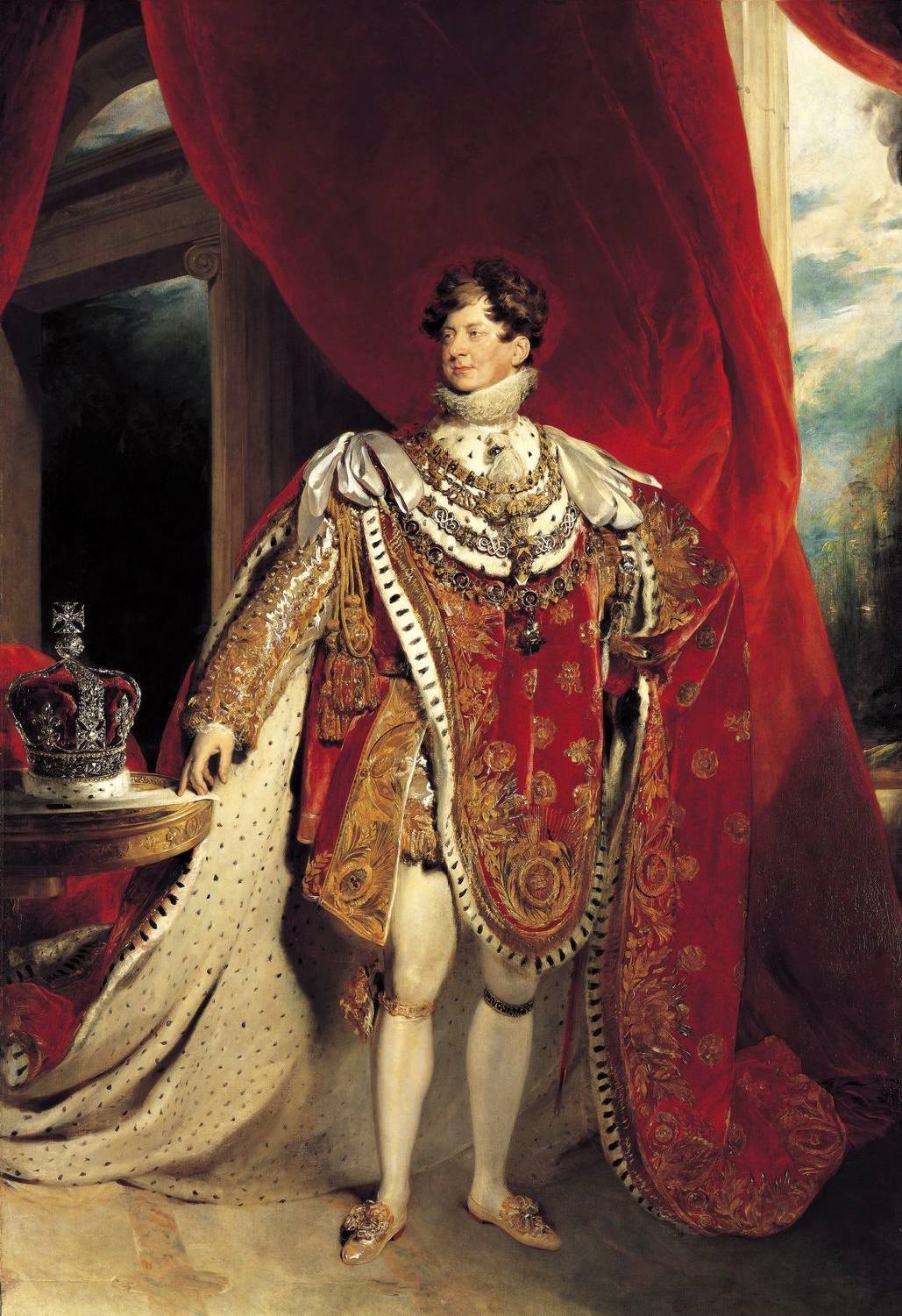
George IV

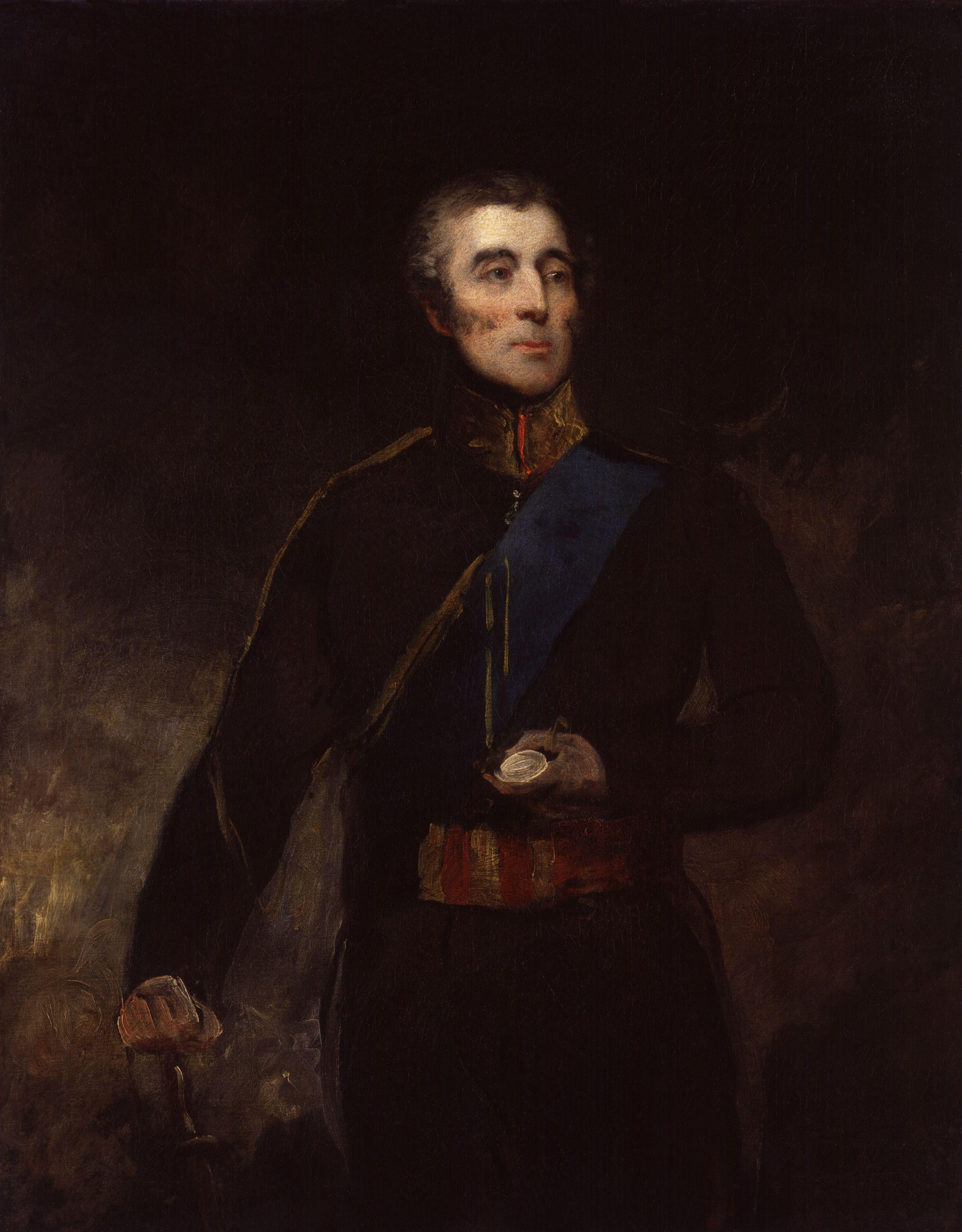
Premierul Arthur Wellesley, Ducele de Wellington

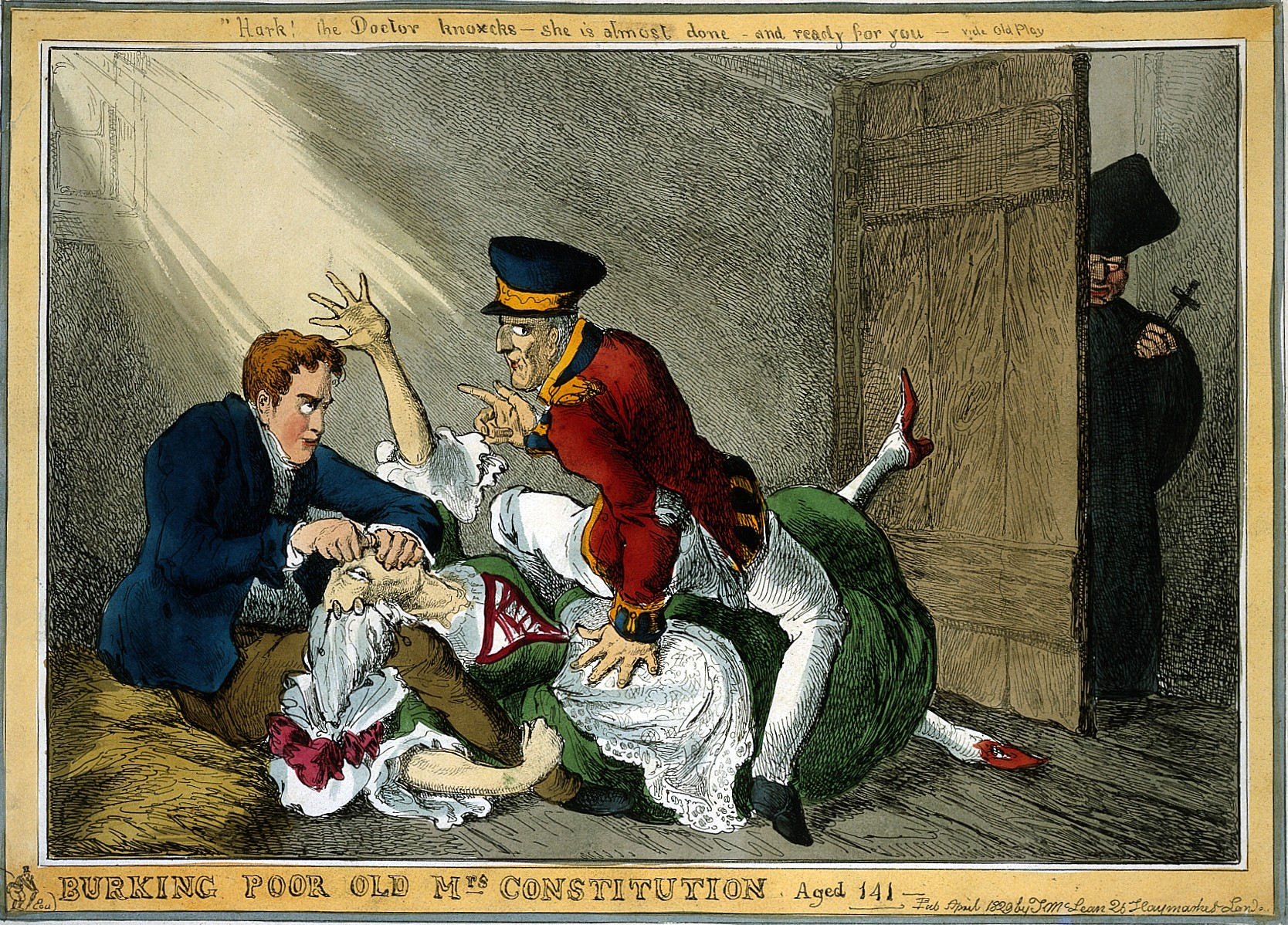
Caricatura satirica de William Heath, reprezentandu-i pe Wellington și Peel cum distrugeau Constituția pentru Emanciparea Catolica.

În cadrul membrilor Coaliției , Marea Britanie a fost cea care a finanțat războiul împotriva lui Napoleon din care a ieșit marea învingătoare. Datoria a fost rezolvată pe plan intern datorită economiei britanice solide și a solidității Băncii Angliei. 
A luat măsuri de siguranță pentru a-și asigura hegemonia continentală, să-și conserve statutul de mare putere navală, să-și asigure controlul asupra căilor de navigație, să mențină controlul asupra principalelor rute de navigație oceanică, să mențină controlul asupra coloniilor, să sprijine regimurile liberale și să nu se lase antrenată în diverse sisteme de alianța de pe continentul european, dorind menținerea păcii. 
Pentru a menține un preț ridicat la grâul britanic, Parlamentul Britanic a aprobat în 1815 un tarif împotriva importurilor, cunoscut ca Legea Cerealelor (Corn Laws), însă prețul ridicat al pâinii a provocat rebeliuni. Ca reacție, regentul George al IV-lea a restrâns drepturile civile, ca cele de liberă asociere și libertatea presei. 
Pe 24 mai 1819, Victoria (viitoarea regină a Angliei) s-a născut la Palatul Kensington, Londra. La 16 august 1819, o revoltă pașnică a 60.000 - 80.000 muncitori  a  fost suprimată brutal în Masacrul de la Peterloo, când cavaleria britanică a deschis focul asupra mulțimii adunate pe străzile din Manchester la cererea autorităților. Au rezultat 15 morți și 400 - 700 răniți. Conservatorii au realizat că pentru a menține stabilitatea erau necesare reforme. Prima dintre legile fabricilor (Factory Act) au fost aprobate din 1802 ce prevedea sancțiuni pentru muncă nocturnă a copiilor și limitarea zilei de muncă la 12 ore pentru ucenici.Angajarea în fabrici a copiilor cu vârste sub 9 ani a fost interzisă în 1819.  Abia  în 1824, muncitorilor li se recunoștea dreptul la grevă și la formarea asociațiilor. Însă cum statul nu deținea control deplin, legile erau ușor de încălcat.
Sistemul politic britanic traversa o importantă transformare. Puterea executivă trecuse în mod decisiv din mâinile regelui în cele ale guvernului. Regele George al III-lea a încercat să joace un rol politic, dar a eșuat, rolul său diminuându-se datorită bolii de care suferea. A fost declarat iresponsabil și a fost convocat un consiliu de regență. Regele fiind vulnerabil, acesta nu mai putea să reinstaureze controlul monarhiei în politică britanică. Premierul William Pitt cel Tânǎr a diminuat datoria statului și a adus Compania Indiilor Orientale sub controlul guvernului. 
În 1820, regele George al III-lea moare și este succedat de urmași slabi și lipsiți de calități. Puterea executivă efectivă e preluată de guvern având astfel un rol decizional politic în Marea Britanie. Fiul regelui George al III-lea, regele George al IV-lea al Regatului Unit (1820-1830) a contribuit la subminarea instituției monarhice.
Facțiunile din cadrul Parlamentului și-au consolidat poziția. Aristocrația devenise membră a camerei superioare a Parlamentului, Camera Lorzilor. Deținătorii de proprietăți se orientau spre Camera Comunelor. Gentilomii înstăriți din mediul rural și aristocrații dominau ambele camere, precum și cele două partide: Tory și Whig.Guvernul era realizat  în urma alegerilor pentru Camera Comunelor dintre partidele Tory și Whig, iar Prim-ministrul forma guvernul. 
Partidele politice moderne britanice s-au creat în jurul unor instituții politizate. Tory a creat Carlton Club în 1832 și era alcătuit din elită personalităților conservatoare. În 1836, Whig a fondat Reform Club în care activau membrii cu idei radicale.
În 1815, în Marea Britanie, apar 250 de publicații periodice, inclusiv câteva cotidiene. Cel mai stimabil ziar era The Times care simpatiza cu Tory.
Exista pe deasupra și presa radicală care susținea radicalismul, Whig și ideile sale de a crea și mobiliza politică de masă, generând uneori violențe. Partidul Whig s-a interesat permanent de probleme religioase, societatea britanică fiind interesată de acestea, participând cu pasiune la disputele religioase, secularizarea nefiind atât de radicală. Toate astea se datorau faptului că nu exista o biserica majoritară care să nu aibă concurenți, în Marea Britanie existând o singură biserica oficială care era subordonată statului-Biserica Anglicană, fiind și alte biserici care rivalizau cu aceasta pentru a-și mari audiență socială. Proletariatul nu se dezicea de valorile religioase, ateismul persista, dar cu puțină influență spre deosebire de continentul european unde valorile creștine erau abandonate. S-a încercat să se creeze un climat pentru ca toate religiile să se poată manifestă liber ca în SUA. 
Problemele politice derivau și din situația economică. De pe urma tranziției au profitat radicalii, provocând comoții ce s-au resimțit și pe plan social. În urma Masacrului de la Peterloo s-au luat măsuri împotriva agitațiilor radicale și împotriva libertății presei. 
Partidul Tory era adeptul frecvent al conformismului religios sub tutela Bisericii Anglicane și se opunea republicanismului revoluționar francez. Partidul Tory și-a impus doctrina timp de mulți ani. Sub premierul Lordul Liverpool (1811-1828) și Ducele de Wellington (1828-1830)-învingătorul lui Napoleon la Waterloo, partidul a continuat să domine în guvern până în 1830.
Tradițional, Whig, susținuți de burghezi, îi reunea pe aristocrați , proprietarii de pământ, având multe aspecte comune cu partidul Tory, dar apăra interesele clasei industriale în ascensiune și cele ale disidenților protestanți.Ambele partide parlamentare erau alcătuite din membri care doreau reforme moderate. Partidul Whig și afaceriștii adepți ai comerțului liber constituiau principala amenințare la adresa tradițiilor și legilor susținute de către vechea elită. Ambele partide erau suficient de pragmatice pentru a trata problemele cu flexibilitate pentru a nu se ajunge la conflicte ireconciliabile, la crize care să provoace mari neajunsuri din moment ce asupra memoriei colective plană războiul civil de la mijlocul secolului XVII. 
Cele două partide nu erau în raporturi antagoniste. Existau diferențe între programele celor două partide, dar nu ireconciliabile. Cele două partide vor vota reprezentanți aparținând tuturor claselor sociale.
Între 1824-1825 au fost adoptate legi privind aprobarea creării și organizării sindicatelor, abrogându-se  legile de la 1800 care le desființau datorită războaielor cu Napoleon. 
Cum gruparea Tory era tradiționalistă și deținea supremația în Parlamentul britanic, reforma sistemului electoral a devenit principalul obiectiv al facțiunilor nemulțumite. Membrii parlamentului au intrat în corpul legislativ în calitate de reprezentanți ai comitatelor rurale și ai orașelor mici. Fiecare district trimitea în parlament câte două persoane. Procedurile de alegere a acestor reprezentanți au rămas neschimbate timp de 150 de ani. "Târgurile putrede" continuau să fie reprezentate de doi membrii în Parlament, în timp ce câteva centre urbane importante nu erau reprezentate.
În peisajul multiconfesional erau anglicanii și catolicii, precum și dizidenții care erau congregaționiști, baptiști și metodiști. Dizidenții și nonconformiștii erau deseori discriminați. Nu puteau să facă parte din parlament sau să efectueze studii la Cambridge. 
Reformele erau necesare și pentru stabilirea unei echități între confesiuni. În raport cu membrii Bisericii Anglicane, catolicii erau tolerați, dar aveau puține drepturi civile. Abia în aprilie 1829, datorită ministrului Arthur Wellesley, duce de Wellington și a altora s-a aprobat Decretul de degrevare romano-catolic (Roman Catholic Relief Act). Cunoscută sub numele de Emanciparea Catolică, această lege a pus capăt discriminării oficiale a catolicilor, cărora li s-a permis să devină membri ai Parlamentului. Dizidenții și  nonconformiștii puteau să facă studii și să facă parte din parlament. Chiar dacă din 1829 se putea vorbea de o egalitate religioasă, nu se poate spune același lucru și despre comunitatea evreiască, fiind supusă discriminărilor până în anii 1858 când li s-au acordat drepturi politice depline.

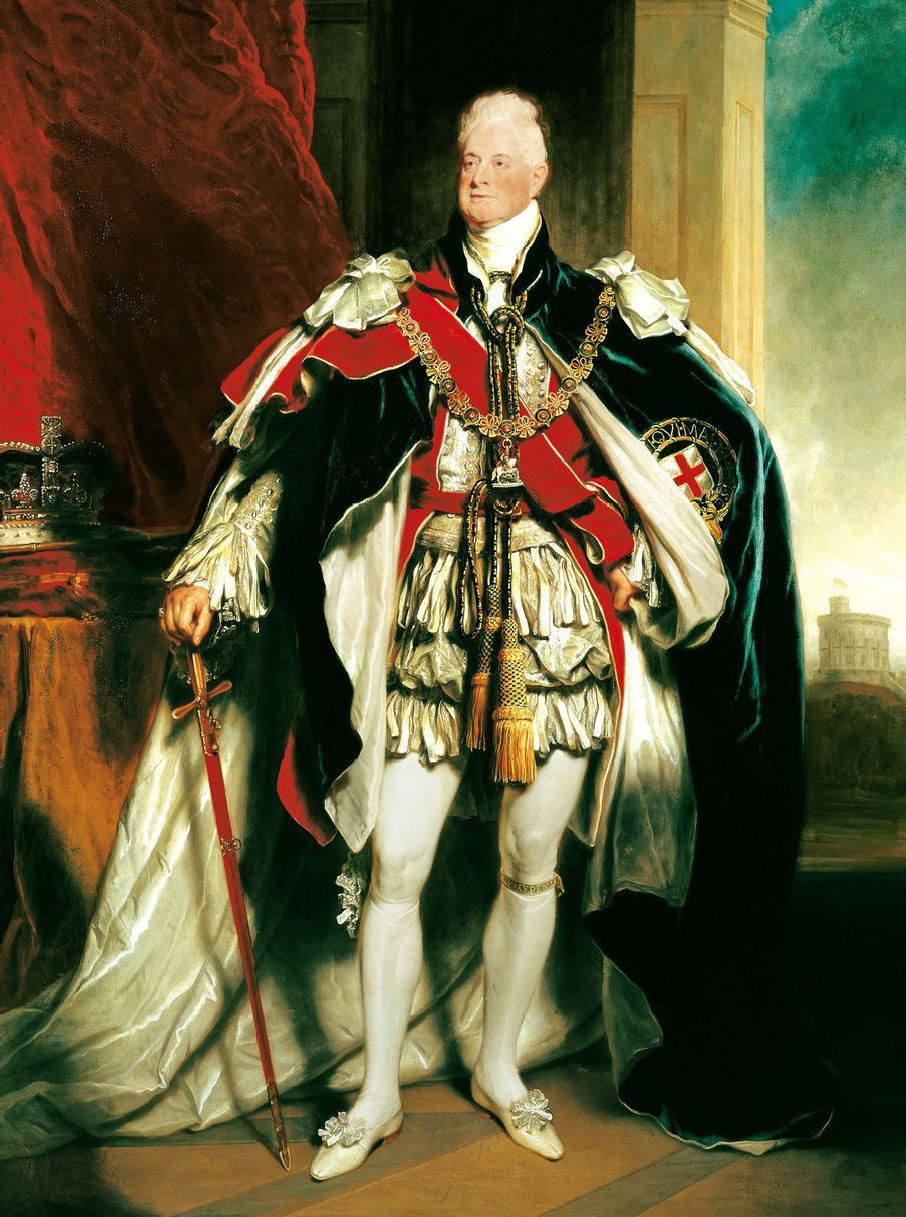
William IV

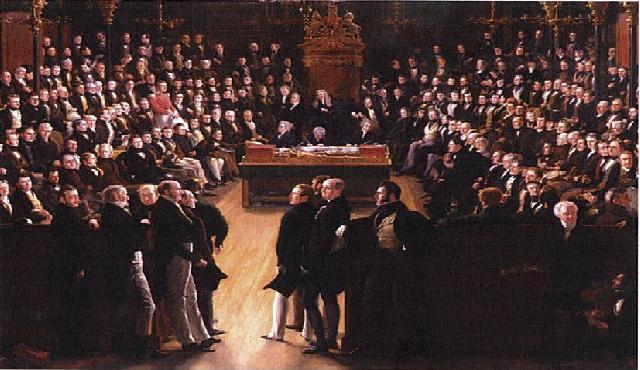
Prima sesiune a Casei Comunelor reformate după trecerea actului de reforma electorala

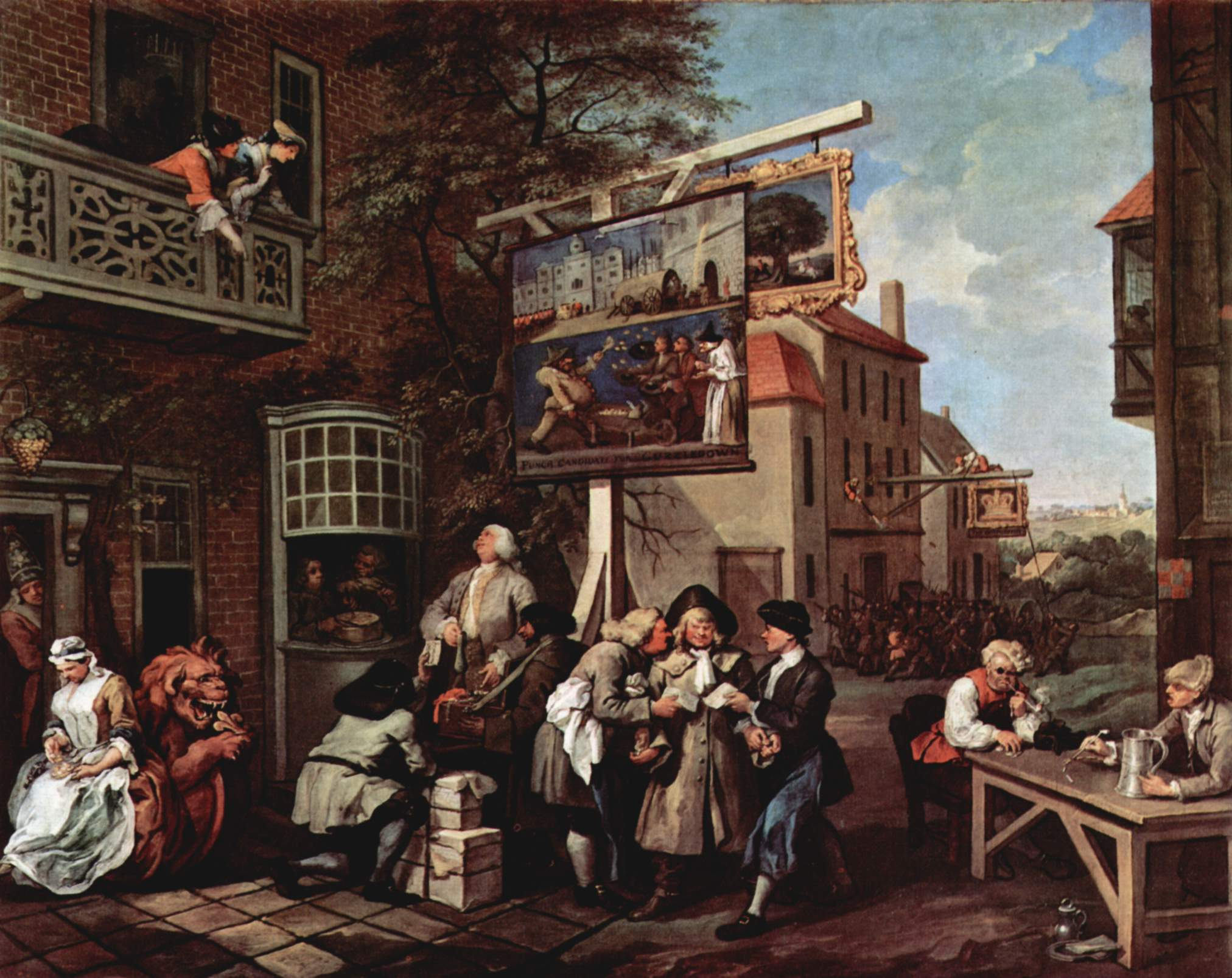
Prospectare pentru voturi -corupția politică endemică în campaniile electorale anterioare Actul de reformă.

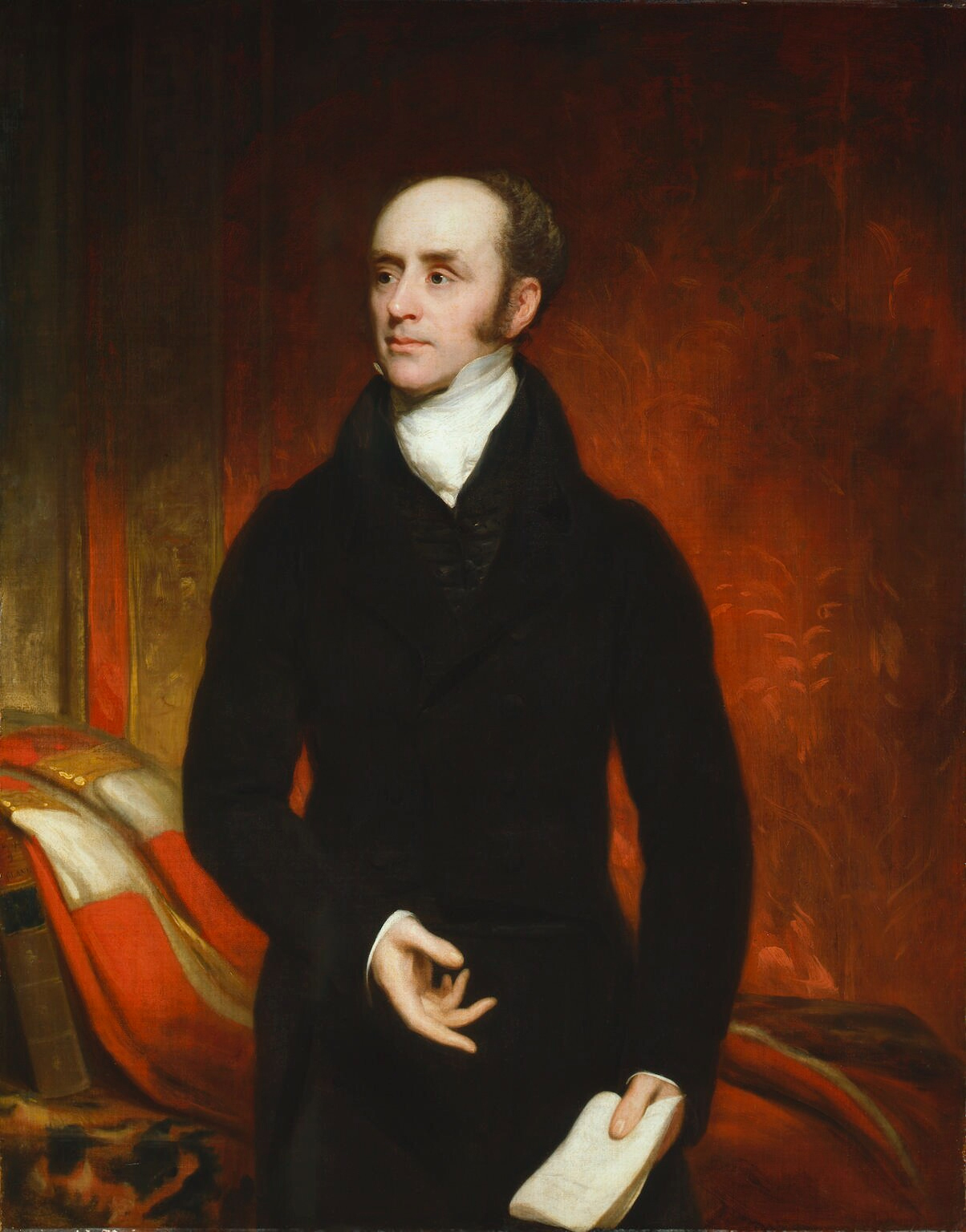
Premierul Lord Grey a inaugurat proiectul de lege de reformă prin Parlament.

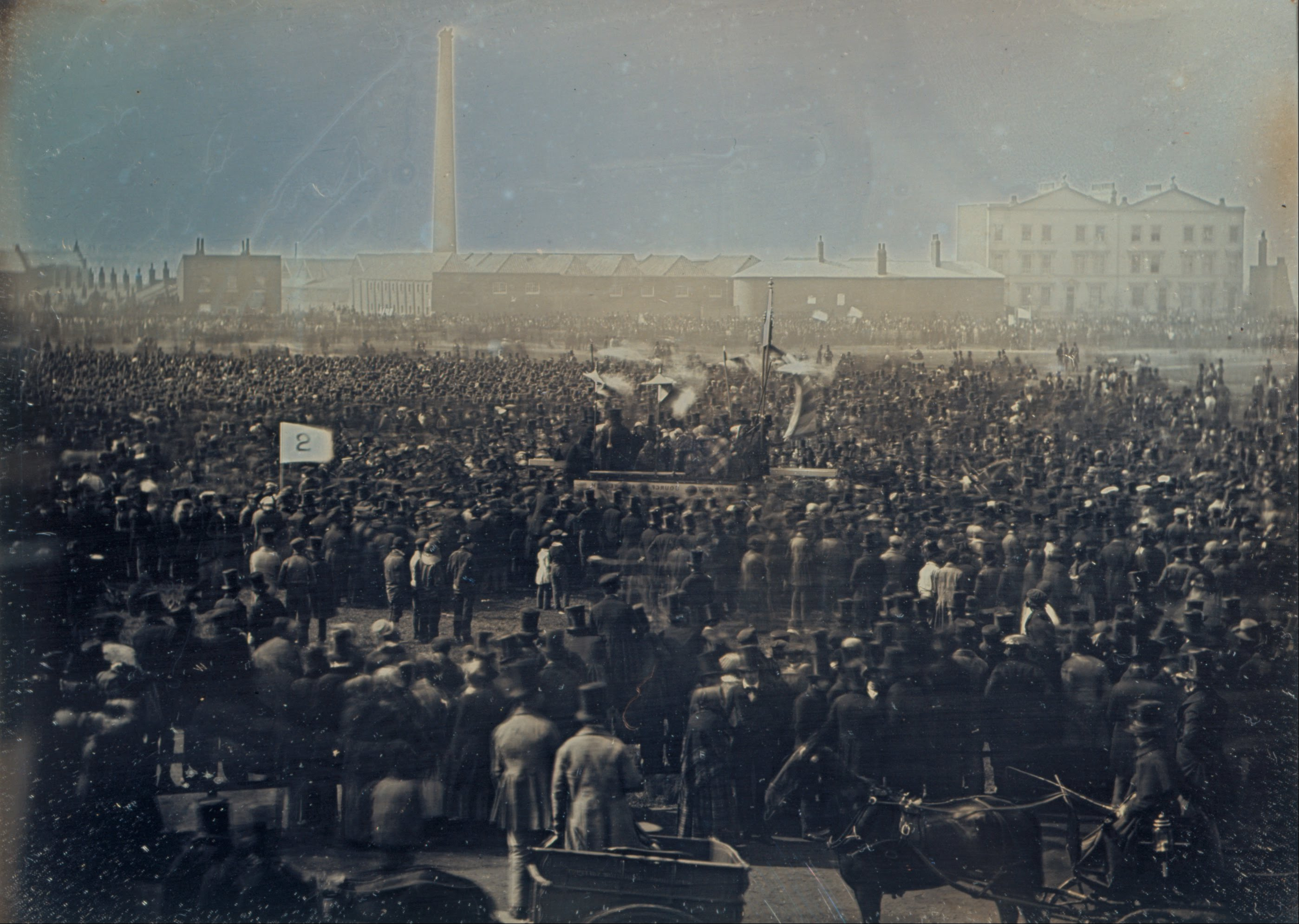
Intrunirea cartistilor

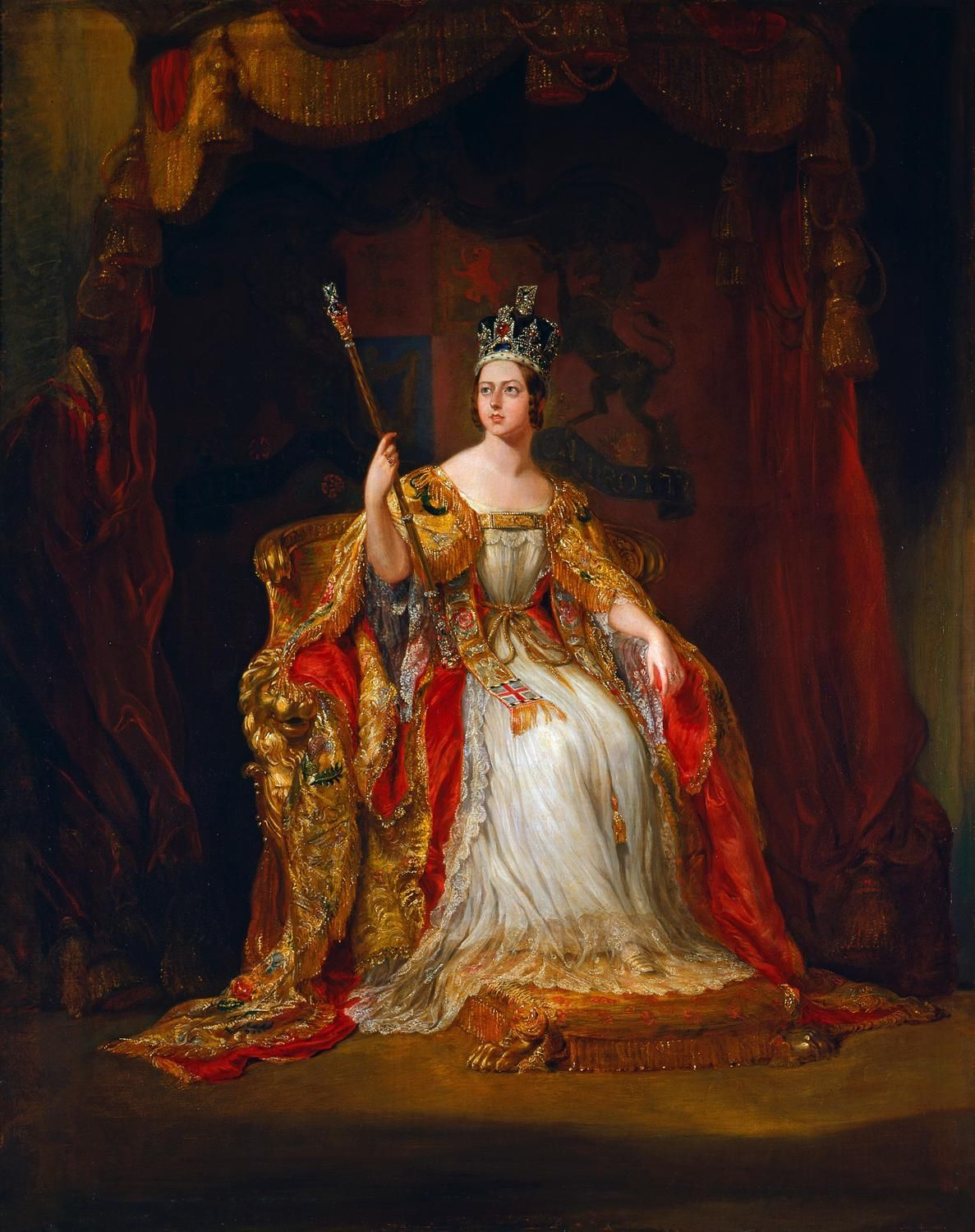
Tanara regina Victoria

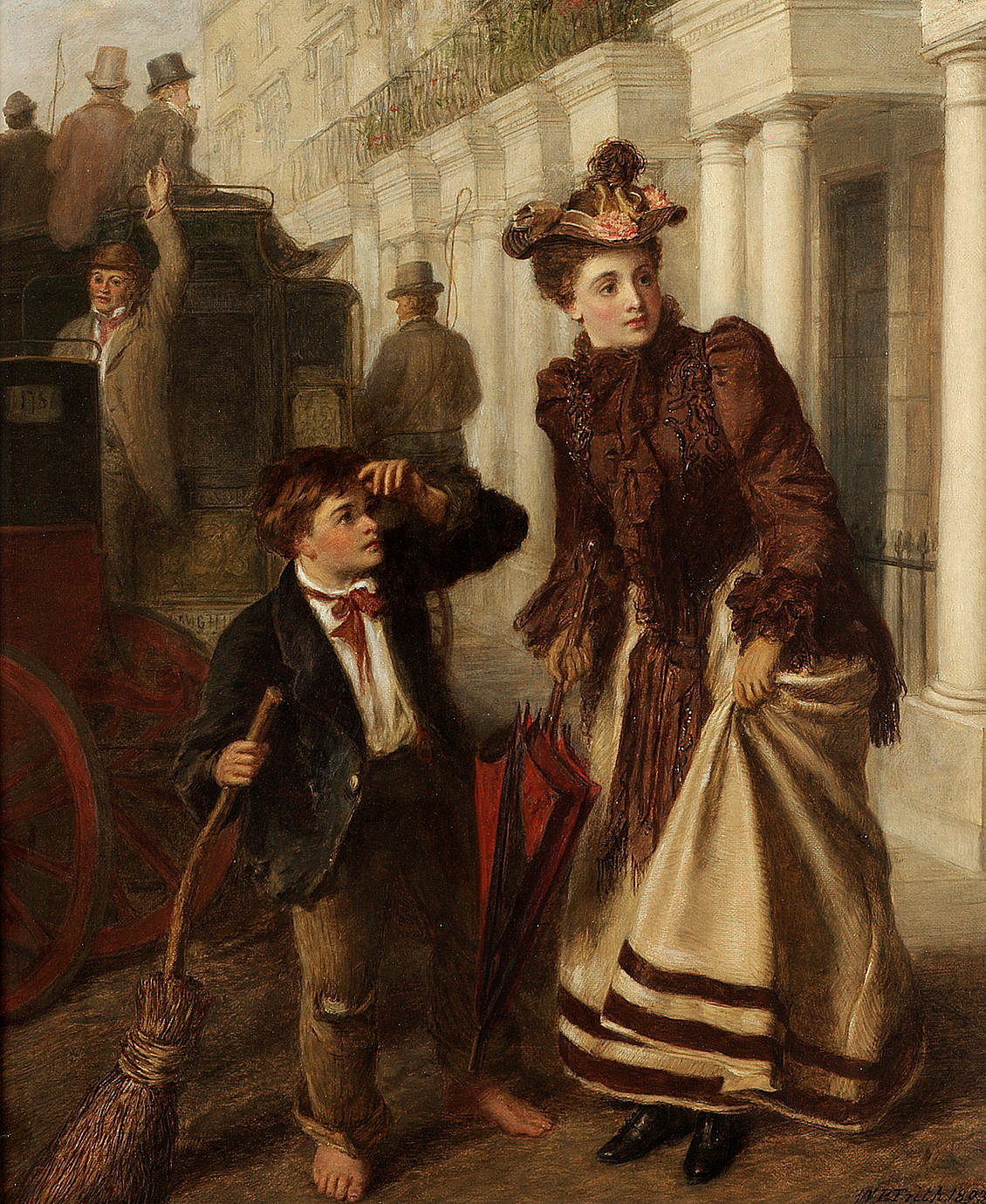
William Powell Frith-The crossing sweeper

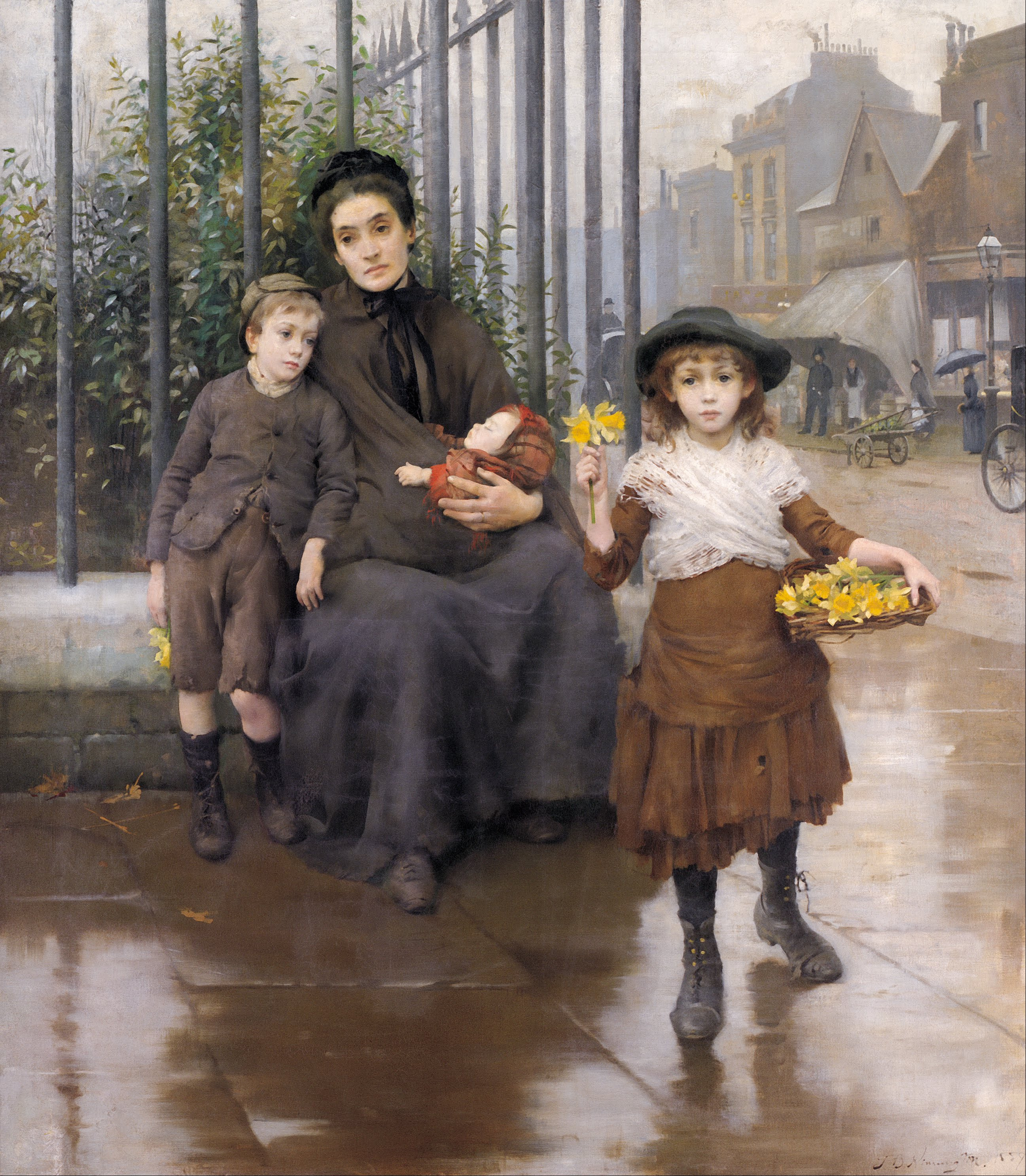
Thomas B. Kennington - The pinch of poverty

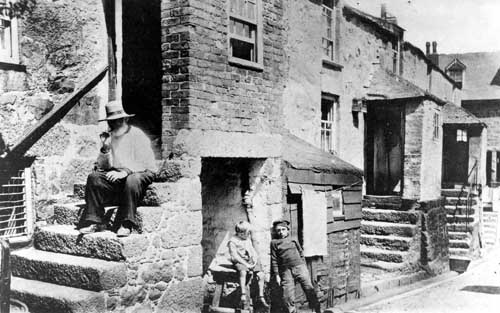
Viata muncitorilor in Wetherby, West Yorkshire

După moartea regelui George al IV-lea, pe tron a urcat William al IV-lea al Regatului Unit , un rege cu idei reformatoare. În anii 1829-1830, radicalii au relansat agitații îndreptate împotriva guvernului conservator, Tory, acuzat că nu vrea să impună reforme, iar pentru dezarmarea acestui climat, erau necesare alegerile parlamentare. Principala problemă era reforma parlamentară și scăderea censului (acordarea dreptului de vot unui număr mai mare de persoane) și reforma privilegiilor electorale ce nu mai corespundea geografiei actuale de secol XIX. Localitățile mici ofereau locuri în parlament, în timp ce marile orașe,simboluri ale revoluției industriale, ca Manchester și Liverpool, nu ofereau și se produceau astfel nemulțumiri și izbucnea corupția. Puterea legislativă era reprezentată de parlament bicameral (Camera Comunelor cu legitimitate populară și Camera Lorzilor fără legitimitate populară). Ambele camere aveau aceleași atribuții, iar votul conta în aceeași măsură. 
În 1830, în urma alegerilor parlamentare, 50 din locurile deținute de Tory au revenit partidului Whig și altor grupări similare. Regele îl numește pentru formarea guvernului pe lordul Grey, liderul Whig care propunea un proiect de reforma parlamentară aprinzând dispute cu Tory. De partea radicalilor erau personalități ca Benthen, George și John Stuart Mill, David Ricardo sau John Braint care era un industriaș dizident și unul dintre cei mai buni oratori din parlament. 
Mișcarea radicală dorea multe reforme politice: reformarea sistemului britanic, reforma penitenciarelor, abolirea sclaviei, acordarea dreptului de vot cât mai multor persoane.
În 1831, reforma electorală a fost adoptată în Camera Comunelor în timp ce conservatorii antireformiști din Camera Lorzilor au blocat reforma ce prevedea redistribuirea locurilor din Camera Comunelor și extinderea dreptului de vot. Pentru a se vedea care era opinia țării în privința reformelor, alegerile parlamentare erau convocate încă o dată. Consultările electorale se făceau înainte la un interval de șapte ani. Cei care votau erau pentru reforma parlamentară. Premierul Lord Gray l-a convins pe rege să anunțe că va asigura creșterea numărului de membri pentru ca legea să fie aprobată în camera superioară. Regele a amenințat că va acordă titlul de Lord numărului necesar de persoane pentru a schimba raportul de forțe din Camera Lorzilor. Camera Lorzilor a cedat în cele din urmă și a fost obligat să accepte trecerea proiectului de reforma parlamentară. Reforma electorală a dublat astfel numărul alegătorilor la 700 000. În Camera Comunelor ajung reprezentanți ai localităților și ai comitatelor.
În iunie 1832, reforma electorală a preluat 150 de locuri de la districtele reprezentate excesiv și le-a repartizat unor zone insuficient reprezentate. Legea a coborât de asemenea limita de avere a electoratului, suficient pentru a acorda drepturi electorale la o cincime din populație. Schimbările au sporit influență clasei de mijloc urbane, aflată în plină dezvoltare, creând astfel un precedent pentru schimbări electorale pe criterii socio-economice. 
Legea a instituit în Regatul Unit al Marii Britanii cel mai democratic sistem de guvernare din Europa, însă la conducere continua să se afle o minoritate. Puterea Parlamentului a sporit fiindcă populația urbană crescuse rapid datorită migrației de la sate. Împărțirea locurilor în Parlament nu mai corespundea numărului de alegători, districtele de votare fiind reorganizate în favoarea orașelor. 
În rândul Tory, o personalitate remarcată, Robert Peel, care a crescut sub aripa lordului Liverpool, în cursul campaniei electorale din 1834, în momentul cunoscut ca "Tamworth Manifesto", a acceptat reforma din 1832 în numele partidului Tory. Pragmatismul și responsabilitatea au determinat ca liderul conservatorilor să accepte adaptarea partidului la situația în care erau mai mulți alegători în Marea Britanie. 
Din 1770, radicalii militau pentru eliminarea comerțului cu sclavi și abolirea sclaviei, fiind militanți din rândul dizidenților. Parlamentul a abolit sclavia în Imperiul Britanic prin Slavery Abolition Act 1833, cumpărând cu 20 milioane de lire toți sclavii și eliberându-i.Începe o nouă politică socială. Până atunci, ajutorarea săracilor se organiza la nivel local, doar parohiile preocupându-se de soarta acestora, neexistând structuri ale statului care să acționeze uniform. 
În 1833 a fost aprobată prima lege eficientă a fabricilor care limita numărul de ore de muncă pe zi pentru femei și copii: copiii sub 13 ani nu erau lăsați să lucreze mai mult de opt ore pe zi. Un departament de supraveghere controla respectarea legii. Unele dintre îmbunătățirile condițiilor de viață și de muncă s-au datorat lui Anthony Ashley-Cooper, al șaptelea conte de Shaftesbury, care încuraja construirea locuințelor sociale și înființarea școlilor pentru copii săraci.
În 1834 a fost amendamentată Legea Săracului din 1601, fiind create districte ad-hoc, parohii cu resurse puse la comun de localități, cu un personal profesionalizat în domeniu, care construia ateliere (workhouse) în care erau aduși săracii supuși unui regim de recluziune. Copii erau dați la școală sub supravegherea personalului având două ore de cursuri. În același an, în urma unui incendiu, începe renovarea Camerelor Parlamentului sub conducerea arhitectului Sir Charles Barry, renovare care va dura până în 1870.
În 1835 este emisă Legea Corporațiilor Municipale (Municipal Corporations Act) care favoriza alegerea consiliilor urbane. Protestul împotriva reformei electorale liberale din 1832 a dus la formarea Partidului Conservatorist și Unionist, căutând să atragă o mare parte din electorat. Cu toate că reforma votului din 1832 a urmărit întărirea clasei de mijloc, numărul de alegători era încă foarte mic, circa 4% din populația Regatului Unit. Charles Dickens a publicat novela The Pickwick Papers și și-a câștigat faima instant.
În 1837, o asociație de muncitori din Londra a prezentat Camerei Comunelor o Cartă a Poporului.Carta Poporului a susținut reforma democratică pe baza celor șase puncte: 
- un om,un vot;
- circumscripții electorale egale;
- plata membrilor parlamentului;
- alegerile prin vot secret;
- îndepărtarea criteriilor de proprietate pentru parlamentari;
- parlament ales în fiecare an.

Cartiștii cereau drept de vot universal pentru bărbați, vot secret și plata deputaților, astfel încât și cei săraci să facă parte din Parlament. Acesta a respins documentul în ciuda petițiilor cu aproape 3 milioane de semnături și a grevei generale. Conducătorii cartiștilor au fost arestați în timpul tulburărilor din Wales în 1839. 
Cartismul a câștigat un sprijin substanțial în rândul oamenilor ce au prezentat trei petiții în 1839, 1842 și în 1849, fiind cel mai important grup radical de presiune din secolul XIX. 
După moartea regelui William al IV-lea, pe 20 iunie 1837, nepoata sa, Victoria , urcă pe tronul Marii Britanii la vârstă de 18 ani ca ultimul suveran al Casei de Hanovra, începându-și lungă domnie marcată de schimbări sociale, economice și tehnologice semnificative din care va rezultă extinderea puterii industriale și expansiunea Imperiului Britanic, fapt care va caracteriza epoca ce-i va purta numele. 
În 1838, Charles Dickens publică romanul „Oliver Twist” .  Printr-o inversare a bildungsroman-ului și cu umor negru autorul analizează relele societății engleze din secolul al XIX-lea: sărăcia, exploatarea minorilor, criminalitatea urbană și ipocrizia societății victoriene.
În Caraibele britanice, pe 1 august 1838, 700 000 de sclavi au fost eliberați în Caraibe după ce proprietarii de plantații au fost plătiți de guvern cu 20 milioane de lire sterline pentru despăgubiri. Foștii sclavi n-au primit însă nimic. Pe 17 septembrie 1838  este inaugurată  prima linie de cale ferată care lega Londra de Birmingham. Finalizarea tunelului Kilsby a deschis calea ferată de 112 mile, proiectată de inginerul Robert Stephenson.
În 1839 a fost brevetat primul telegraf comercial în Marea Britanie și instalat pe Great Western Railway ce conecta Paddington cu West Drayton. 
Pe 7 mai 1839, demisia premierului Whig, Viscount Melbourne a generat scântei de criză politică în urmă unei dispute privind guvernarea în Jamaica. Victoria i-a cerut lui Sir Robert Peel, în calitate de lider al opoziției conservatoare, să formeze un nou guvern. Peel a respins cererea   pentru că regina refuză să le excludă pe domnișoarele pro-Whig din anturajul ei. Melbourne și-a repreluat funcția în timp ce Peel aștepta oportunitatea de a prelua funcția în circumstanțe mai favorabile.
Pe 10 ianuarie 1840, pentru a elimina abuzurile și corupția, este introdus Uniform Penny Post în sistemul poștal britanic .S-a propus crearea unui adeziv pentru timbru pentru a indică pre-plata poștală și astfel a fost lansat „Penny Black” cu chipul reginei Victoria. În deceniul următor, volumul de scrisori trimise în Marea Britanie a crescut de cinci ori la aproape 350 de milioane pe an. 
În iunie 1840 Parlamentul a permis autoritățile locale să-i vaccineze pe cei săraci.
Victoria se căsătorește cu vărul ei primar , Prințul Albert de Saxa-Coburg-Gotha în Capela Royal Palace St. James, Londra. La zece luni de la căsătorie, primul lor copil  s-a născut. Ei vor avea nouă copii în total. 
În 1840, Henry Fox Talbot , sprijinit de Hershel și Brewster , reușește să obțină câteva fotografii de bună calitate obținute după negative care trebuiau expuse suficient de mult timp pentru că în momentul extragerii ei din aparat, imaginea să fie complet vizibilă.În septembrie 1840 descoperă că, la expuneri foarte scurte, pe negativ se formă o imagine latentă și care putea fi apoi întărită prin utilizarea unor substanțe chimice (revelator). În acest fel, timpul de expunere de ordinul zecilor de minute sau chiar ore, se reducea la câteva secunde.

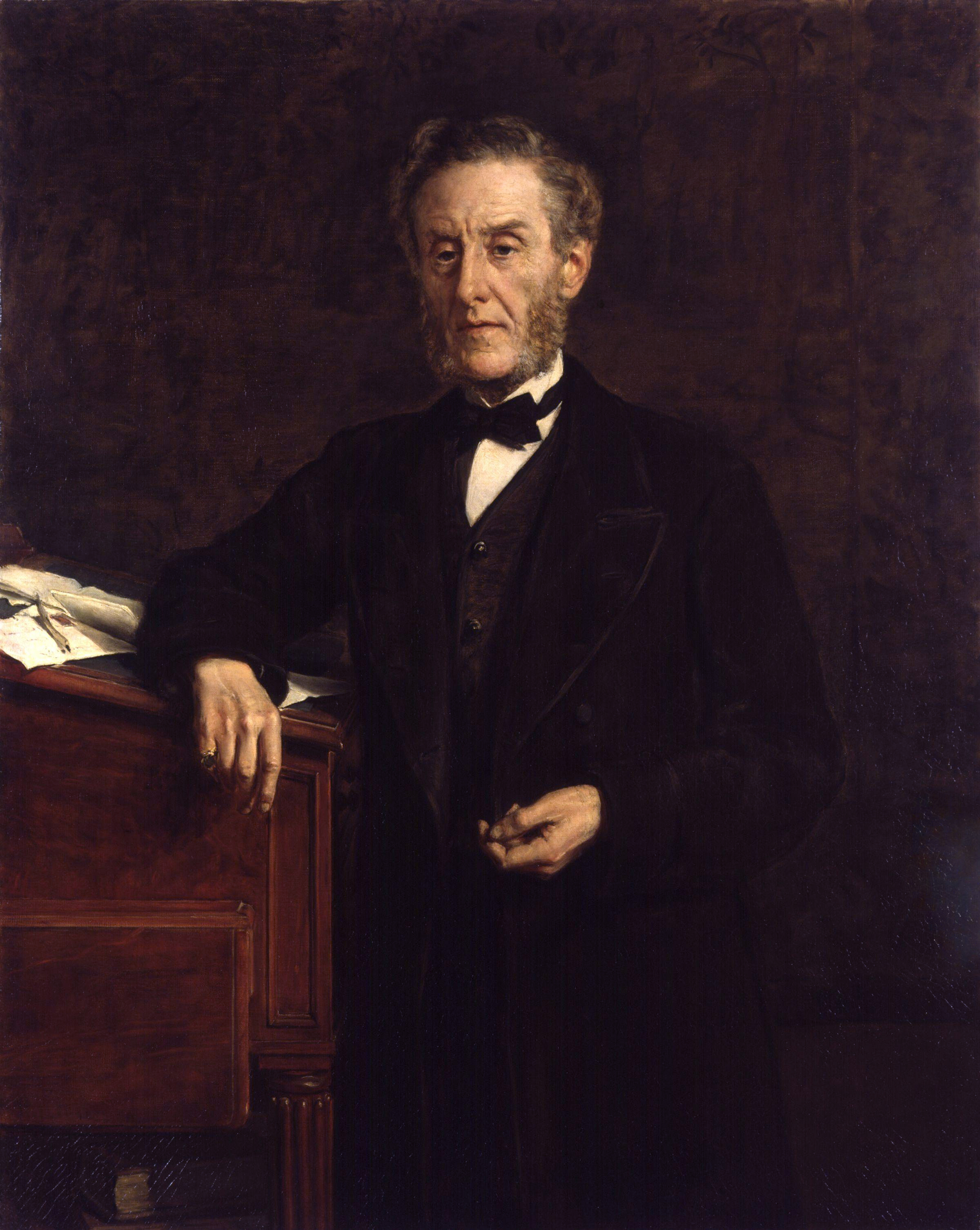
Anthony Ashley-Cooper, al saptelea Earl de Shaftesbury

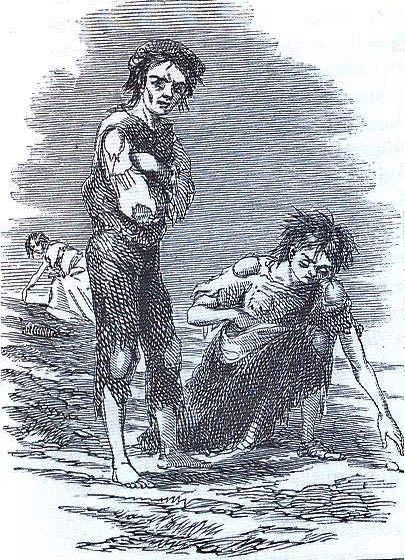
Foametea din Irlanda
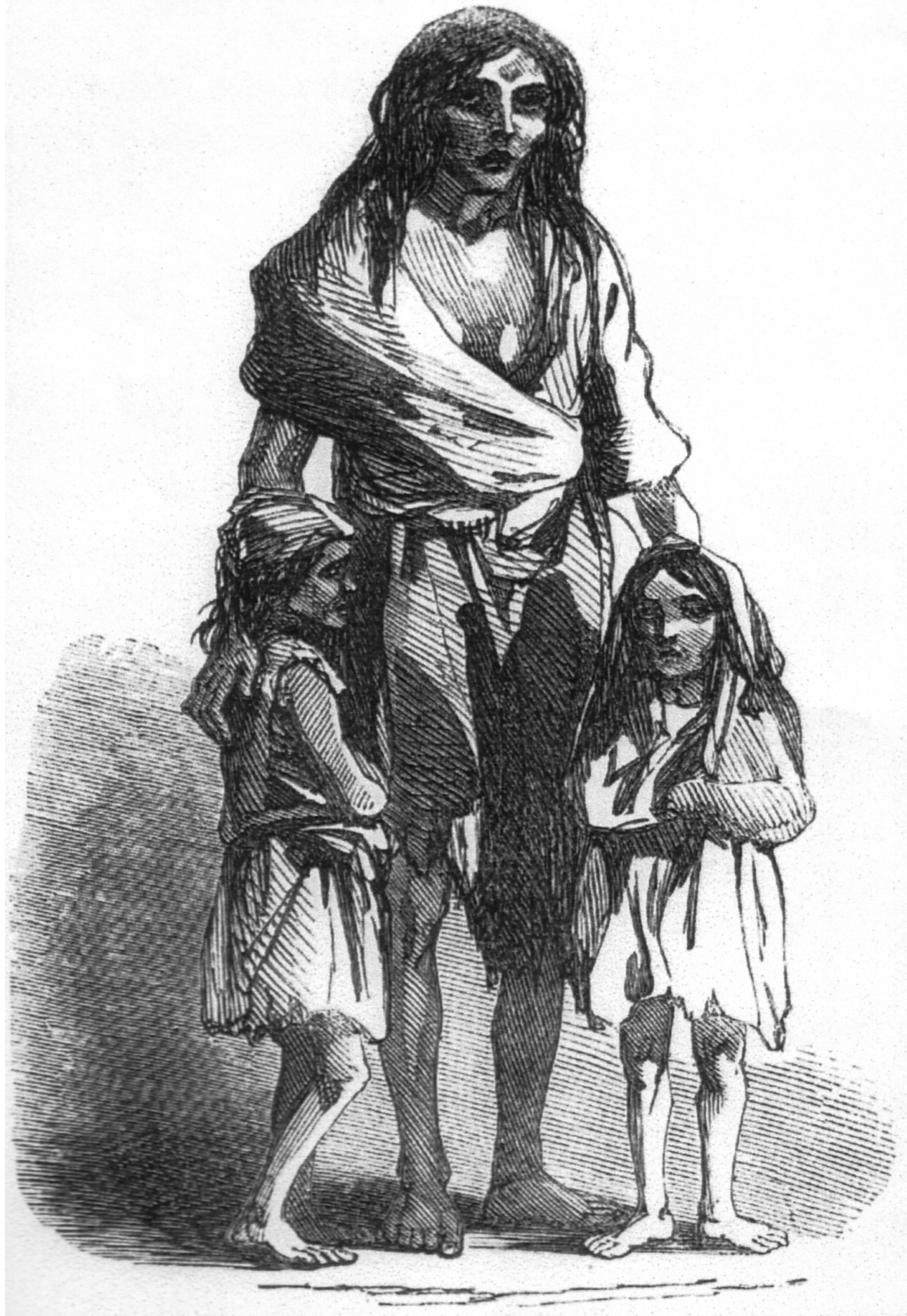
Irlandeza cu copii ei infometati
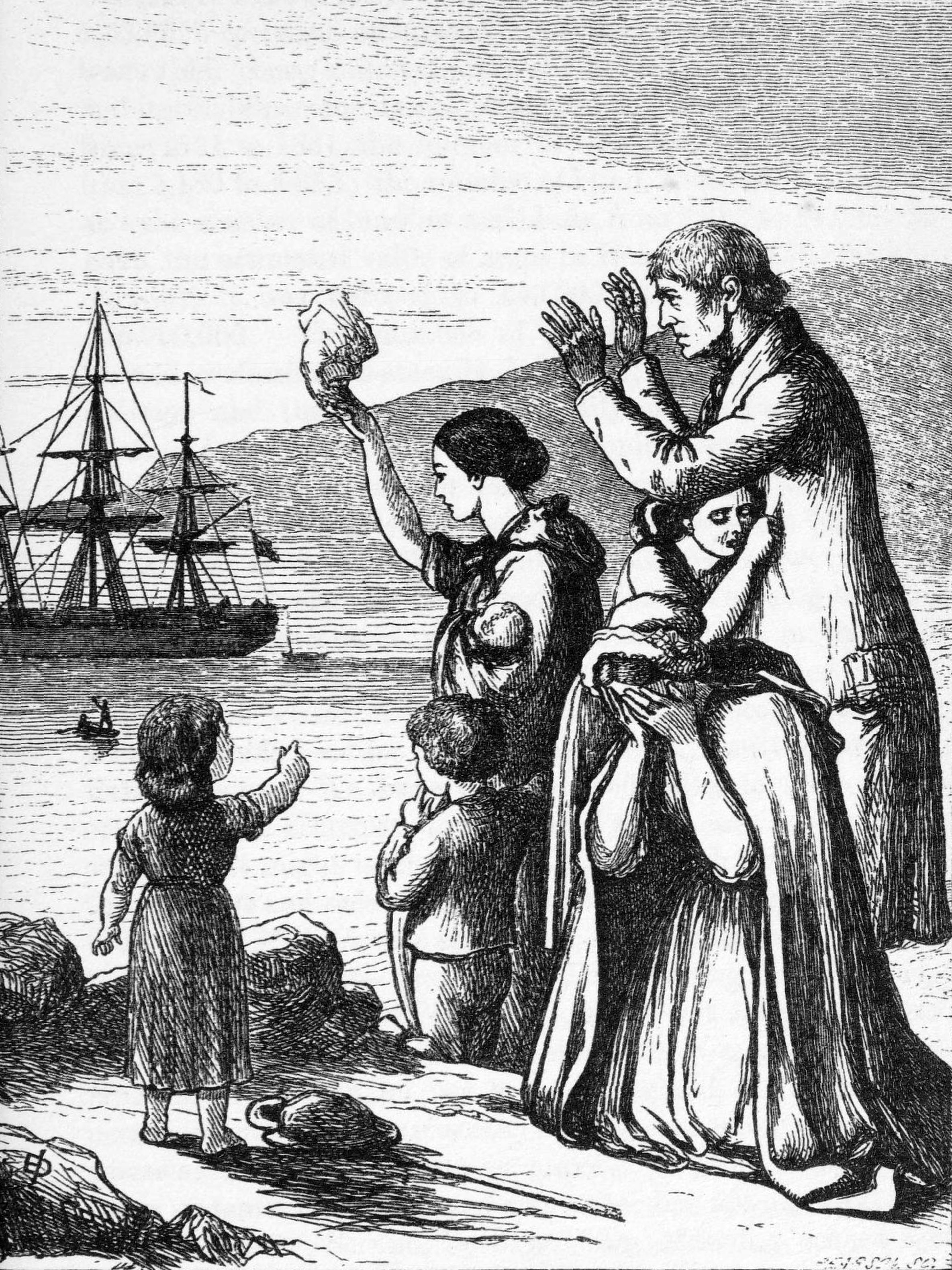
Emigrantii parasesc Irlanda

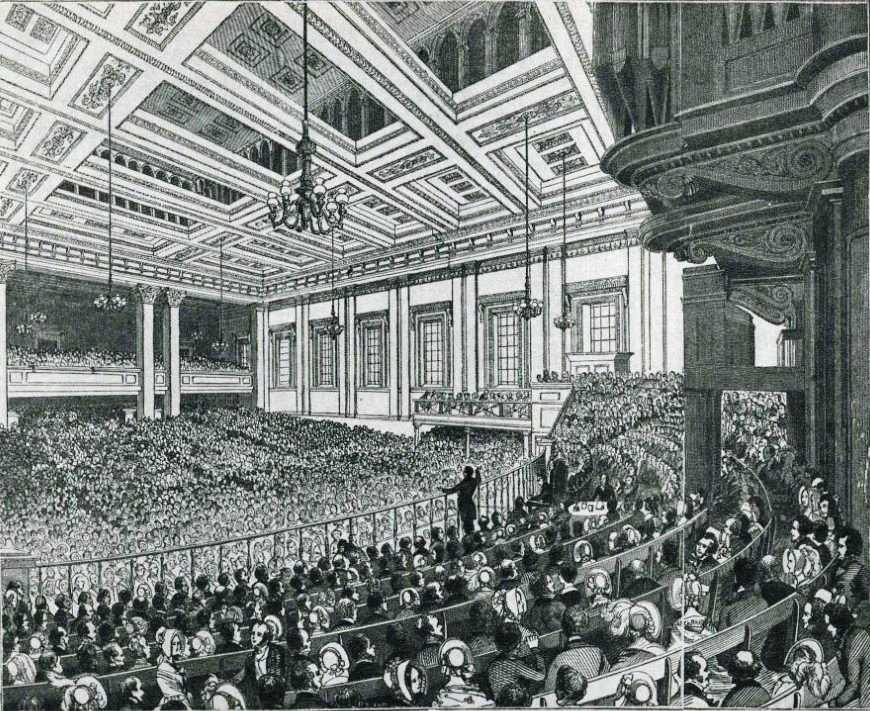
1846 - Intrunire impotriva legii cerealelor

În august 1841, Sir Robert Peel a format un guvern conservator. Guvernul Whig al lui Viscount Melbourne a înfruntat dificultăți financiare și pubice tot mai mari și astfel, Sir Robert Peel a forțat alegeri generale după ce a învins Whig printr-o moțiune de cenzură depusă în Camera Comunelor. Conservatorii au câștigat o majoritate de locuri în Camera Comunelor. 
În iunie 1842 a fost introdus impozitul pe venit. Anthony Ashley-Cooper a introdus legea care interzicea angajarea femeilor și copiilor în mine. 
În mai 1843, 450 de ministere ale Bisericii Scoțiene s-au separat de această și au fondat o nouă biserica liberă pentru a respinge patronajul laic al bisericii oficiale. Charles Dickens a publicat nuvela „A Christmas Carol” de pe urmă căreia s-au vândut 6000 de exemplare în 6 zile. Brunnel a proiectat SS Great Britain primul vapor metalic propulsat de elice a fost lansat, în 1845 traversând Oceanul Atlantic în 14 zile.
În septembrie 1845, în Irlanda, izbucnește Criza Cartofului. Dacă anterior, cartofii furnizau 60% din necesarul de alimente, culturile respective au început să putrezească în toată Irlanda din cauza vremii nefavorabile în acel an și datorită creșterii spectaculoase a populației irlandeze. A izbucnit o foamete cumplită: Marea Foamete Irlandeză  care a durat până în 1849. Premierul de atunci, Lordul John Russell, a refuzat ajutorul de stat pentru ameliorarea crizei. A trimis soldați pentru a contracara tulburările izbucnite. Peste un milion de irlandezi au murit de foame și datorită epidemiilor. 2 milioane de irlandezi au emigrat, mai ales în SUA. Naționaliștii au cerut independența politică a Irlandei, iar societățile secrete, ca Fenianii, i-au asasinat pe reprezentanții guvernului britanic. Se estimează că un milion de irlandezi au murit de foame.
În 1846, după mari presiuni din partea Școlii de la Manchester-un grup de industriași textili înființat în 1835 și condus de Richard Cobden și John Bright , interesat de comerțul liber și aliat cu muncitorii, legea cerealelor aprobată introdusă în 1815 a fost abrogată. Școală de la Manchester a mai cerut de asemenea educație publică generală și reforma electorală. Partidul Conservator s-a scindat când premierul Sir Robert Peel s-a orientat către comerțul liber. Pe 30 iunie 1846, Prim-Ministrul Sir Robert Peel a demisionat după abrogarea legii cerealelor. Datorită industrializării și dezvoltării transportului feroviar și naval, transportarea cerealelor a devenit mai ieftină. Taxele de protecție au fost eliminate.
În 1847, a fost aprobată legea prin care ziua de muncă era reglementată la 10 ore, săptămâna de lucru-63 ore(ulterior a scăzut la 58) pentru femeile și tinerii care lucrau în fabrici. Legile muncii erau susținute și de Robert Owen, coproprietar la o fabrică de bumbac din New Lanark, Scoția, care nu permitea muncă copiilor și susținea limitarea zilei de lucru la 10 ore și găzduia muncitorii într-un complex de locuințe și a căror copii mergeau la școală și își cumpărau alimente ieftine de la magazinele subvenționate de acesta. În ciuda costurilor, fabricile sale prosperau. În 1844 este înființată Mișcarea Cooperatistă în Rochdale, Anglia, care i-a preluat ideile.
Pe 13 mai 1848, naționalistul irlandez John Mitchel a fost arestat pentru trădare. Fondator al revistei „United Irishman”, a solicitat independența irlandeză pe fondul foametei și a militat pentru atacarea trupelor britanice. Acuzat de trădare, a fost arestat și condamnat, fapt ce va provoca rezistență irlandeză pe cale violentă. 
În iulie 1848 este adoptat Public Health Act pentru a reduce rata deceselor (23 la 1000) și a îmbunătăți condițiile mediului urban.
În 1849  pre-rafaeliții, un grup de artiști englezi, respingeau elementele realiste și simbolismul specific secolului XVI în pictură. Doreau o revenire la redarea artistică sinceră specifică picturii medievale, cei mai importanți artiști ai mișcării fiind fost Holman Hunt, Dante Gabriel Rossetti și John Everett Millais
Pe 5 martie 1850 a fost inaugurat podul tubular Britannia Bridge în Anglesey, North Wales, ce oferea o legătură feroviară. Tot în același an este adoptată Public Libraries Act care permitea deschiderea librăriilor și bibliotecilor publice și este creat primul cablu de telegraf peste Canalul Mânecii.
Datorită reformelor din anii 1830-1840, Marea Britanie nu a fost afectată de revoluțiile din 1848 din întreagă Europă. Creșterea economică spectaculoasă a fost urmată însă de o criză care a exacerbat problemele sociale.

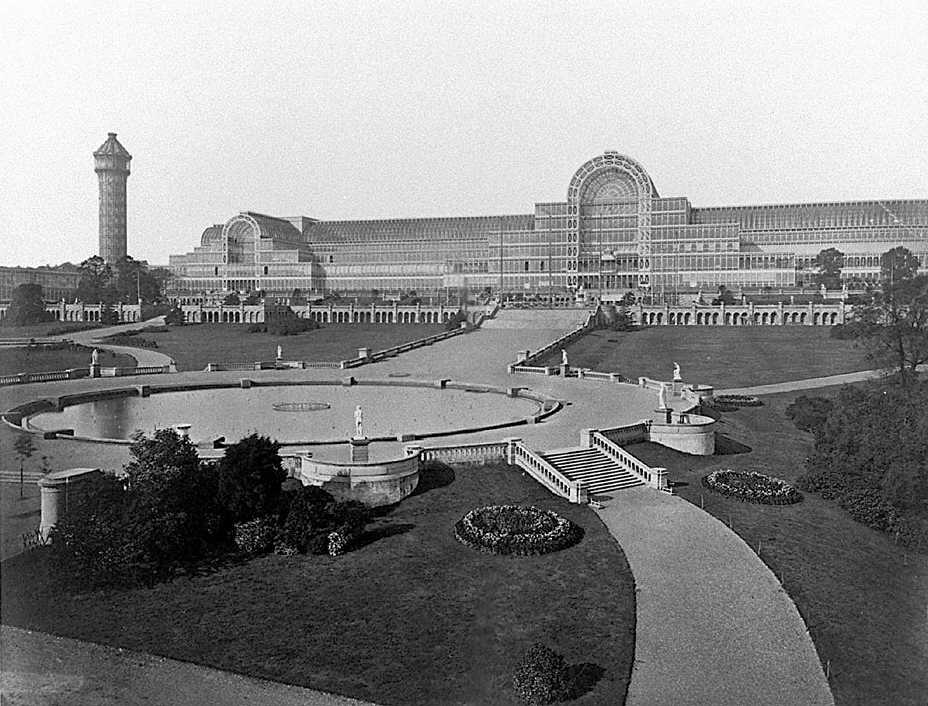
Palatul de Cristal
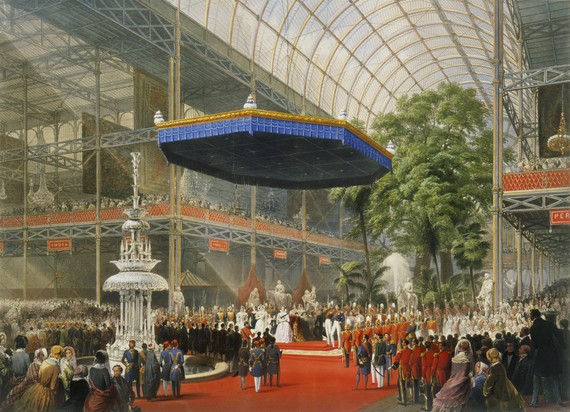
Regina Victoria inagureaza marea expozitie
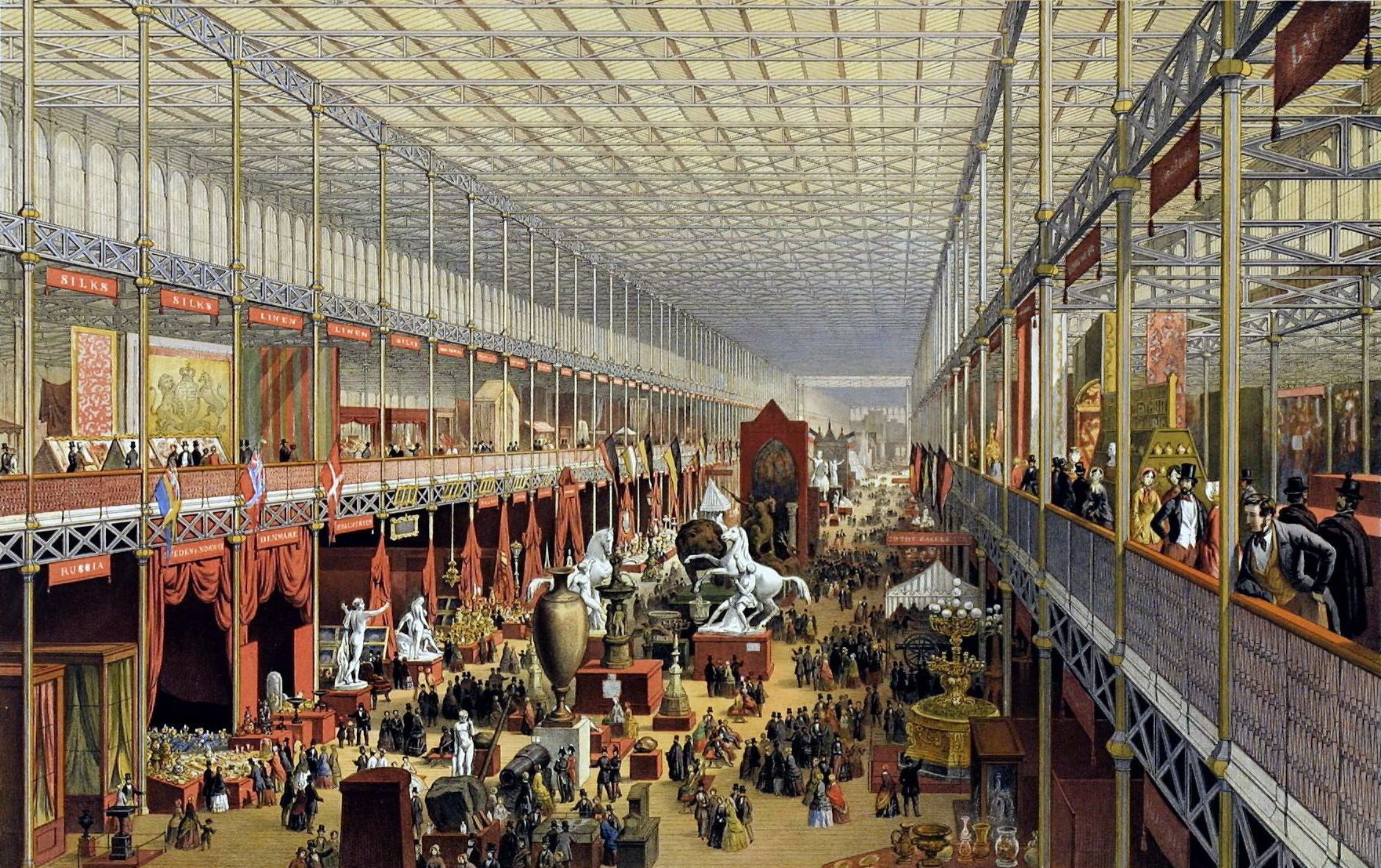
Interiorul palatului
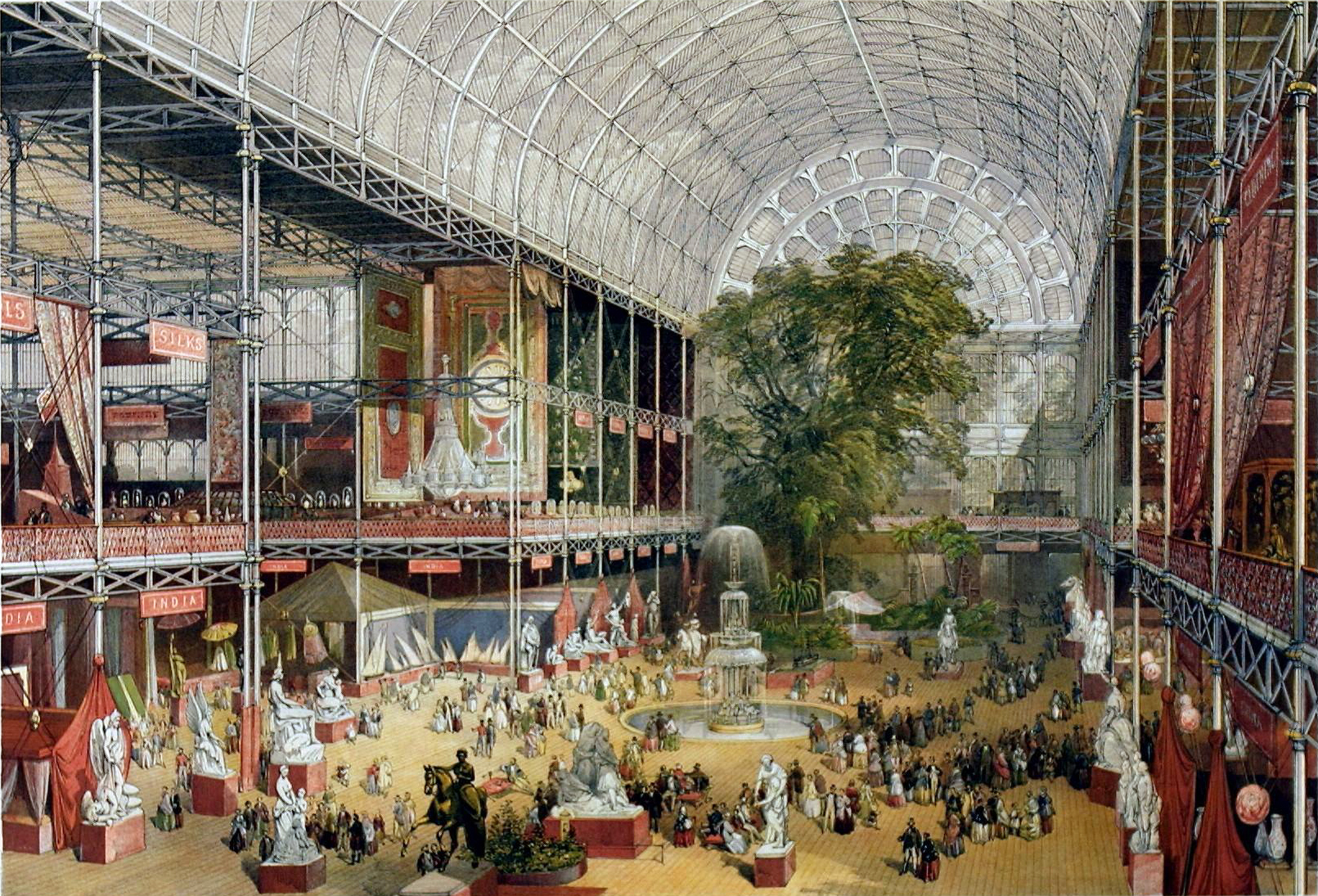

În martie 1851 are loc un recensământ care relevă gradul de sprijin al Țării Galilor în proporție de 80% pentru biserica nonconformistă. Gradul de conștientizare numerică superioară a încurajat cererea pentru desființarea bisericii Angliei în Țară Galilor.
În mai 1851 se deschide Prima expoziție universală în Hyde Park, Londra, proiectată pentru a expune marile invenții ale lumii și operele de artă. Evenimentul a atras șase milioane de vizitatori în cinci luni. Călătoria cu trenul devenise  mai ieftină. Populația orașului londonez numără 2 700 000 de locuitori în acel moment. 
În 1854, Dr. John Snow descoperă că holeră era transmisă de apă contaminată din canalizare pusă la dispoziția publicului. Opinia sa nu a fost acceptată la început. 
În martie, Marea Britanie și Franța alături de Imperiul Otoman au declarat război Rusiei și a început Războiul Crimeei. 
În 1855 este eliminată taxa pe timbrul de ziar. 
În 1856, Henry Bessemer inventează Convertorul Bessemer care permitea producția în masă a oțelului. Războiul Crimeei este încheiat din care Marea Britanie iese învingătoare. Este deschisa prima fabrică de tutun din Anglia. Este creată cea mai înalta decorație- "Crucea Victoria", primul premiu universal acordat armatei britanice pentru acte de eroism. 
Pe 10 mai 1857 are loc o revoltă a armatei în Bengal, India, care capturează Delhi. Autoritatea britanică nu a putut fi pe deplin restaurată până în iulie 1858. Revoltă a dus la sfârșitul dominației Companiei Indiilor Orientale în India și înlocuirea cu conducerea britanică directă din 1858. 
Este lansată legea matrimonială care permitea ca divorțul să fie judecat în mod civil.   
În ianuarie 1858 este fondată prima orchestra simfonică permanentă. Este lansată cea mai mare nava construită până atunci, SS Great Eastern care putea transporta 4000 de pasageri. 
Pe 31 mai 1859, clopotul Big Ben din turnul de nord al Palatului Westminster din Londra este pus un funcțiune. 
Pe 24 noiembrie 1859, Charles Darwin a publicat lucrarea „Originea speciilor” în care susținea teoria evoluționistă și selecția naturală după 20 de ani de cercetare în călătorii efectuate cu vasul Beagle. 
De-a lungul acestui deceniu, sunt efectuate misiuni de explorare britanice. Livingstone descoperă Mosi-oa-Tunya pe care o  redenumește  Cascada Victoria  .
John Speke și Richard Burton, explorând Africa de Est  au descoperit Lacul Victoria.

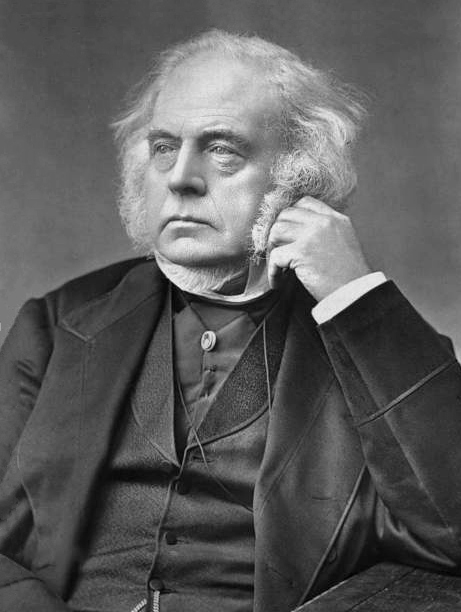
John Bright

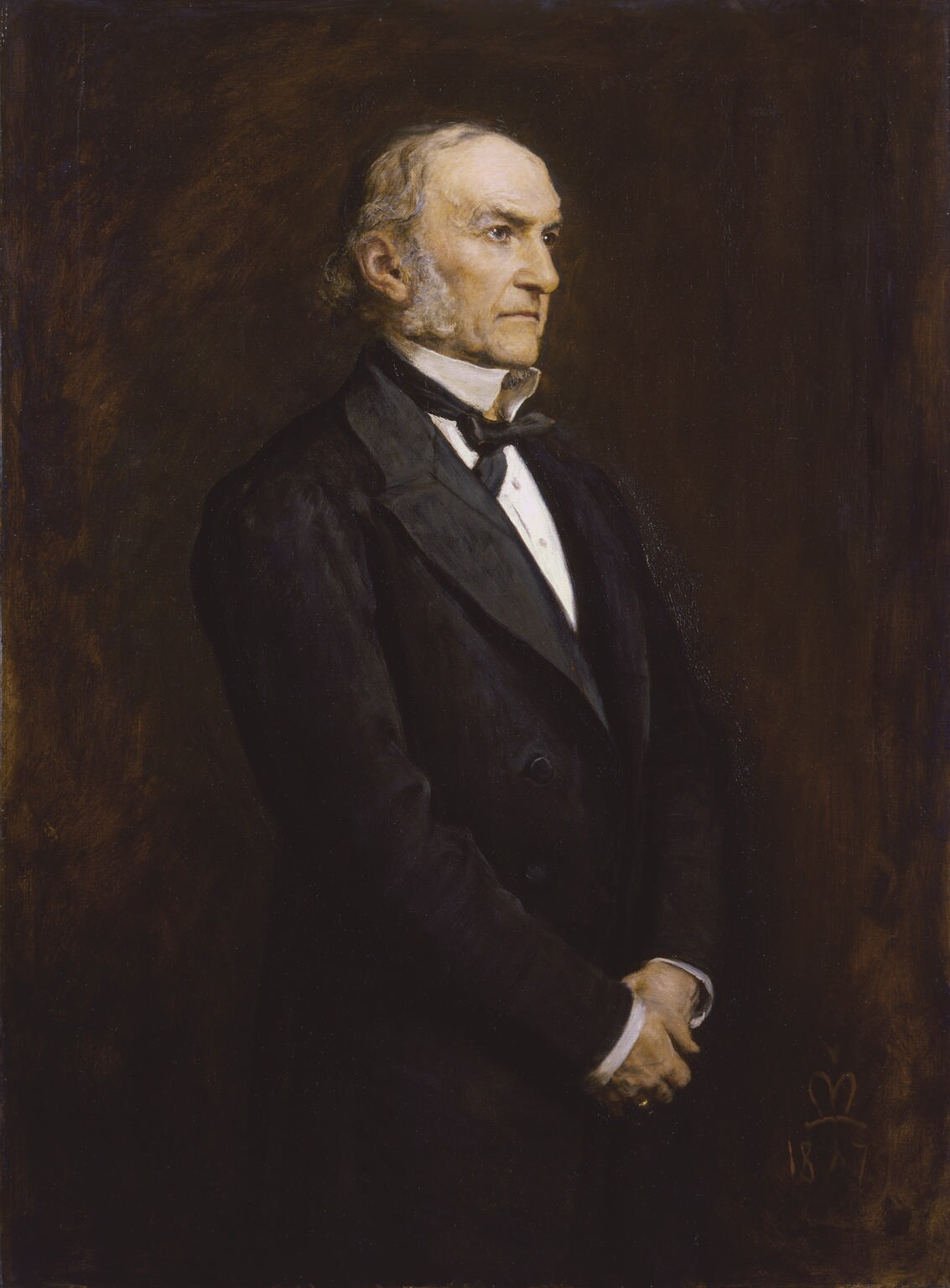
William Gladstone

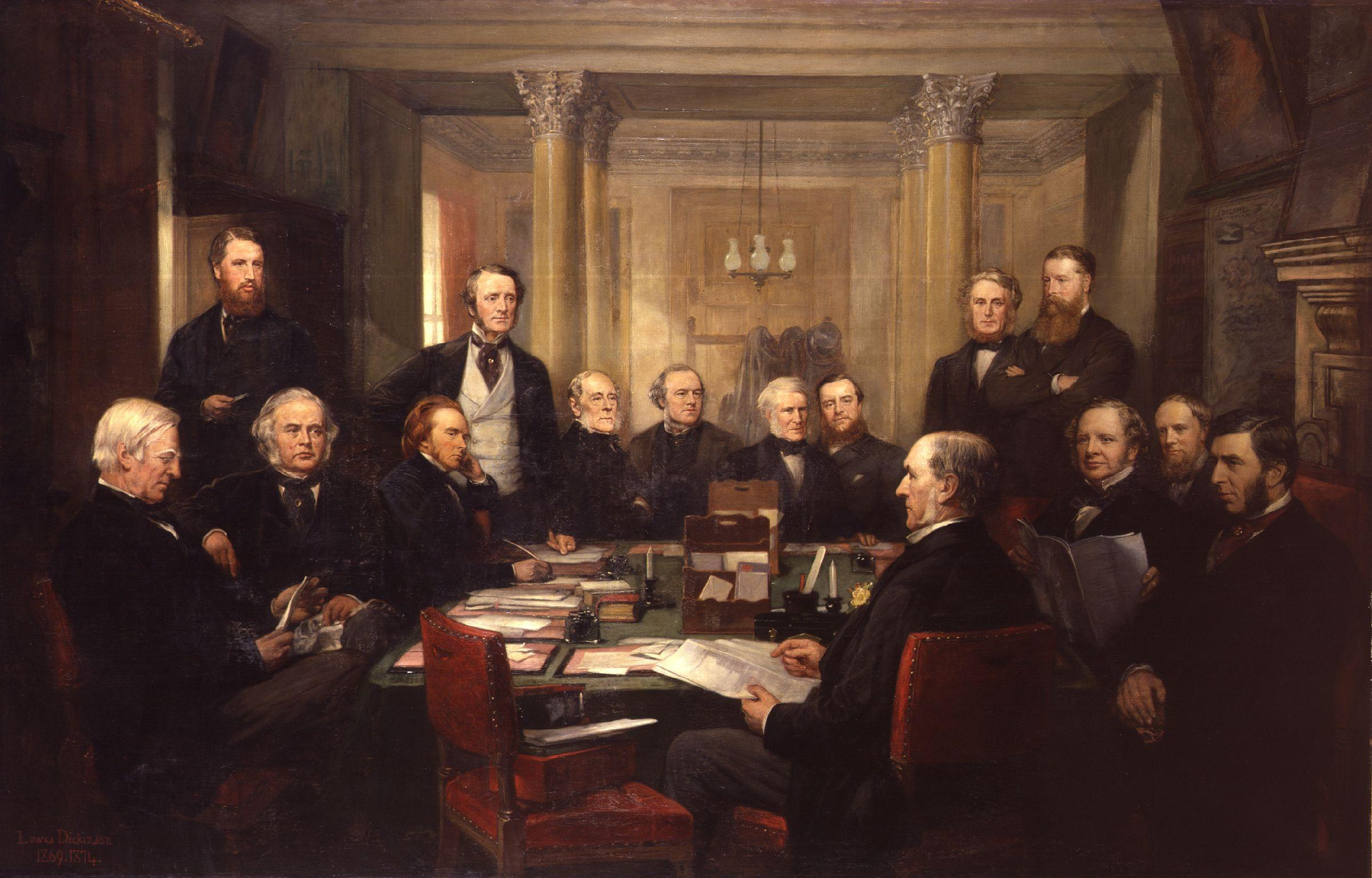
Cabinetul Gladstone in 1868

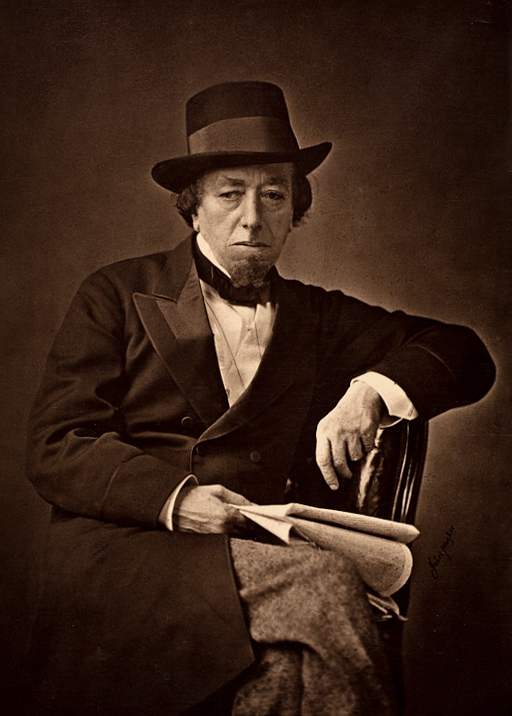
Benjamin Disraeli

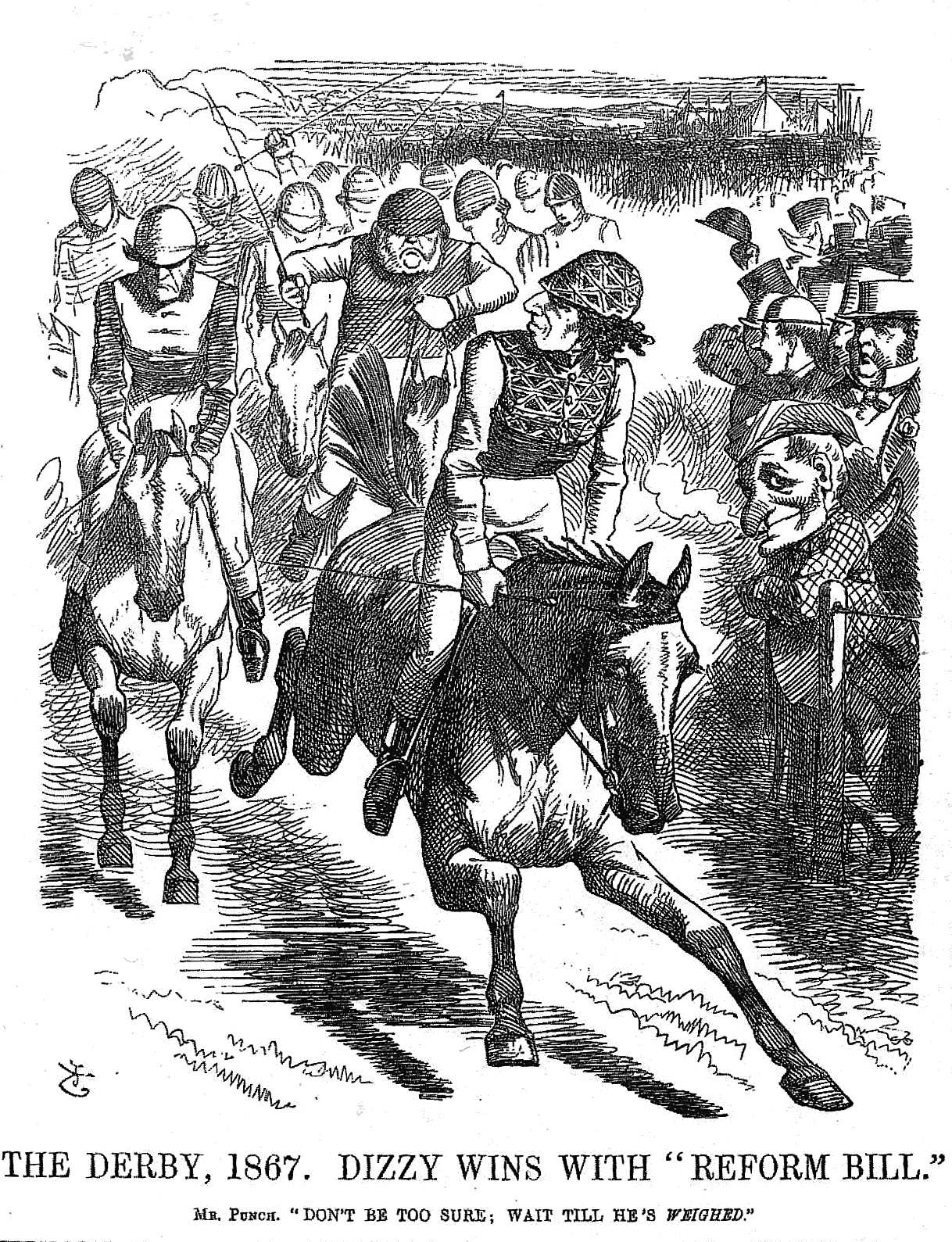
Caricatura cu Disraeli care il depaseste pe Gladstone in cursa

Din 1860, în Regatul Unit au apărut organizații politice restructurate, conduse de noi lideri eficienți. John Bright și William Gladstone au transformat Partidul Whig în Partidul Liberal, iar Benjamin Disraeli i-a reunit pe Tory cu Partidul Conservator. Liberalii și conservatorii au declanșat o campanie de extindere a dreptului de vot, fiecare partid aspirând să capete sprijinul cetățenilor. Partidul Liberal, influențat și inspirat de Gladstone, a început lupta pentru democratizare.
În 1861, Charles Dickens a publicat Great Expectations, considerate a fi cel mai bun roman. 
Pe 14 decembrie 1861, soțul Victoriei, Prințul Albert, moare la 42 de ani de febra tifoidă. Moartea soțului energic care a jucat un rol important în viață științifică și intelectuală a aruncat-o pe Victoria într-o lungă perioada de doliu și de retragere din viață publică, timp în care mișcarea republicană câștigă popularitate. 
Pe 13 februarie 1862, învățământul este finanțat în funcție de rezultatele elevilor. 
În 1863 este construit primul metrou din lume: Metropolitan Railway, în Londra. 
În 1865 este proiectat sistemul de drenaj londonez de 83 de mile. Charles Dodgson ca Lewis Carroll a publicat „Alice în Țara Minunilor”. Este emisă legea ce impunea limita de viteză a locomotivelor. 
În 1866 este activat primul cablu de telegraf ce traversează   Oceanul Atlantic prin intermediul  SS Great Eastern. 
În 1867, Joseph Lister scrie despre antiseptice în „The Lancet”, fiind privit ca fondatorul practicii chirurgicale moderne.
În 1867 are loc reforma electorală, inițiată dintr-un demers partizan, ce prevedea dublarea numărului de cetățeni cu drept de vot. Acordă drept de vot tuturor bărbaților care dețineau o casă. Beneficiau de dreptul de vot și bărbații din mediul urban care închiriau o locuință. Legea era mai puțin restrictivă pentru bărbații de la oraș decât pentru cei din mediul rural, făcând discriminări între săracii din zona rurală și cea urbană și excludea pe deplin femeile. 
În următorii 17 ani, nici administrația Gladstone, nici Disraeli nu au extins dreptul de vot. Liberalii au obținut promulgarea legii electorale din 1884, care prevedea pentru bărbații de la sate aceleași criterii stabilite în 1867 pentru bărbații din mediul urban. Nouă lege acordă drept de vot tuturor bărbaților, exluzând muncitorii fără domiciliu stabil, servitorii și bărbații necăsătoriți care locuiau cu părinții. Femeile, reunite în asociații Suffragette, luptau pentru obținerea dreptului de vot.
În 1868, unioniștii s-au organizat în Congresul Sindicatelor (Trade Union Congress) care aveau din ce în ce mai mulți membri. Pe 9 decembrie1868, William Gladstone devine prim-ministru pentru prima dată. 
William Gladstone a condus un guvern liberal  după ce a învins guvernul conservator condus de Benjamin Disraeli   în alegerile generale. Gladstone este acreditat cu trecerea multor reforme, în special cu privire la administrare, armata și sănătatea publică. 
Pe 26 iulie 1869  William Gladstone a desființat Biserica Irlandei și a trecut-o sub controlul unor comisari care o foloseau pentru a reduce sărăcia și a extinde învățământul superior. Episcopii irlandezi au fost excluși din Camera Lorzilor. Tensiunile și fărădelegile sunt reduse în Irlanda. 
Pe 17 noiembrie 1869, britanicii finalizează și deschid Canalul Suez care leagă Marea Mediterana de Marea Roșie.
În 1870, Gladstone, aflat la putere, a emis un decret prin care a permis accesul tuturor cetățenilor la funcțiile de conducere a statului, selecția fiind făcută pe baza unor examene. Reforma încerca să pună capăt tendinței de a angaja personal pe criteriul relațiilor clientelare decât pe competențe. Similar, guvernul reducea controlul forțelor sociale tradiționale asupra învățământului superior și asupra corpului ofițeresc. Muncitorii beneficiau de pe urma interesului manifestat de liberali față de categoriile defavorizate. Femeile obțin drepturi limitate să-și păstreze proprietatea după căsătorie. 
Este adoptată legea educației elementare-"Forster Act" prin care accesul la învățământul primar era gratuit pentru copii cu vârste cuprinse între 5-12 ani. Însă părinții încă continuau să plătească taxe săptămânale. 
În august 1870 este adoptată Irish Land Act prin care erau acordate drepturi chiriașilor și le acordau despăgubiri celor evacuați forțat. 
Femeile obțin  drepturi limitate să-și păstreze proprietatea după căsătorie.
În 1872 este adoptată o lege prin vot secret care prevedea interzicerea represaliilor împotriva muncitorilor care nu votau în favoarea intereselor patronilor. 
În 1874, după ce conservatorii au preluat controlul asupra Parlamentului, premierul Disraeli și partidul sau au continuat să promoveze curentul reformist în avantajul maselor. În 1875 au fost promulgate două legi ce instituiau programe de ameliorare a igienei publice și de construirea locuințelor pentru săraci. 
La 1 mai 1876 regina Victoria a fost declarată împărăteasa Indiei. 
În 1878, străzile Londrei sunt pentru prima dată iliminate electric. 
La 13 iulie 1878 , Benjamin Disraeli și Robert Cecil, marchiz de Salisbury participând la Congresul de la Berlin, Marea Britanie primește Ciprul de la Turcia. 
În 1880, ritmul reformei încetinea, accelerându-se abia la începutul secolului XX. 
Pe 2 august, învățământul devine obligatoriu pentru copii sub 10 ani.
Mișcarea muncitorească de la sfârșitul secolului al XIX-lea a reflectat convingerea că cele două partide principale nu-i reprezenta interesele. În 1883, un grup de intelectuali simpatizanți clasei muncitoare au pus bazele organizației Fabian Society, care milita pentru democrație deplină și o economie socialistă. Fabienii au lansat ideea formării unui partid al muncitorilor care să sprijine egalitatea socială. În 1893, minerul scoțian Keir Hardie și fabienii au organizat un grup politic colateral, dezvoltând sindicatele alcătuite din muncitori necalificați pentru a demonstra că liderii muncitorimii doreau să dețină mai multă putere în Anglia.

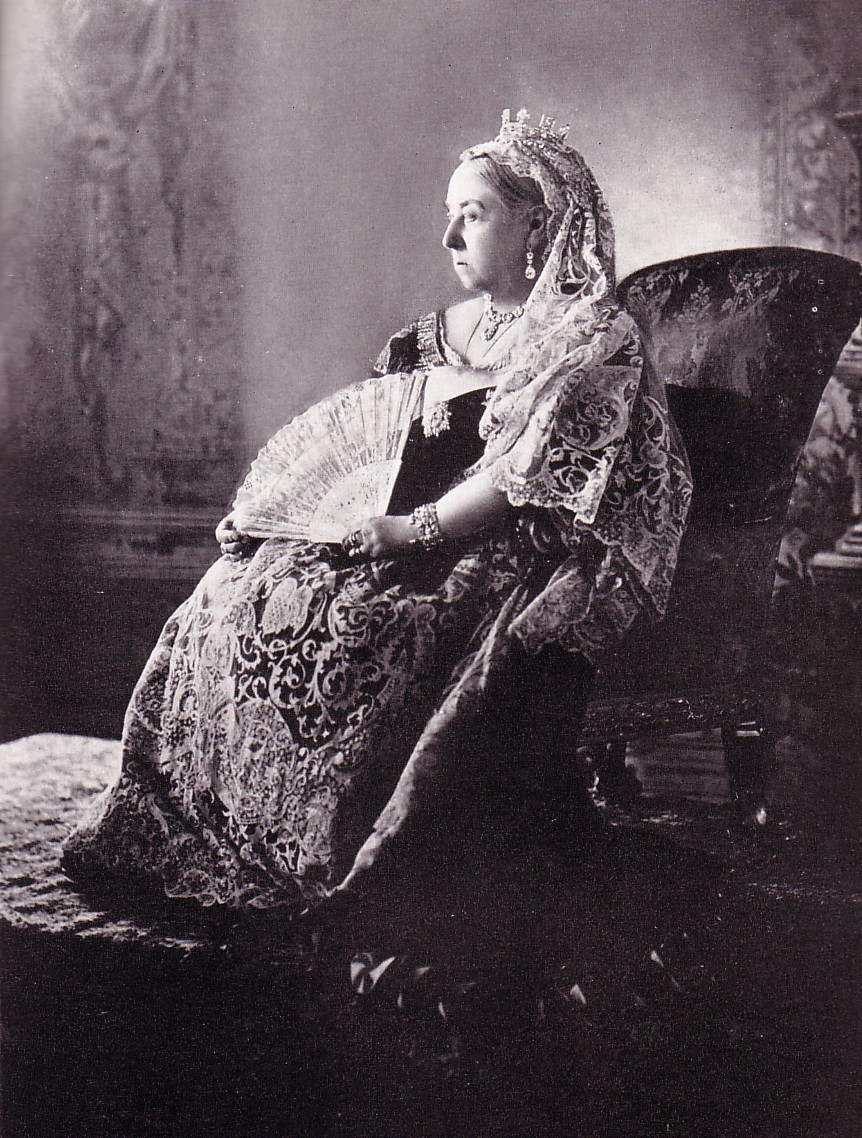
Regina Victoria la 60 de ani

Pe 17 ianuarie 1881, casa lui Sir William Armstrong a fost prima care din istorie folosea lumina electrică. 
Pe 16 august 1881 este adoptată cea de-a doua lege a Pământului Irlandez. 
Pe 6 mai 1882 însă, doi oficiali britanici au fost uciși la Dublin de către extremiști Feniani ceea ce îl va provoca pe Gladstone să impună o politică aspră în Islanda. 
Pe 1 ianuarie 1883, femeile măritate obțin dreptul de a-și pretinde propriile bunuri după căsătorie. 
În decembrie 1884 este emisă cea de-a treia reforma electorală prin care servitorii, adulții care trăiesc cu părinții , funcționarii și soldații nu aveau drept de vot. 
Pe 17 decembrie 1885 apar zvonuri cum William Gladstone ar susține „Home Rule” pentru Irlanda. 
În 1887 se celebrează jubileul reginei Victoria care domnea de 50 de ani. Mulți monarhi europeni și prinți au fost invitați la banchetul ceremonial. Un atentat al republicanilor irlandezi care încercau să se infiltreze în Westminster Abbey a fost dejucat. În același an, Arthur Conan Doyle publică prima ediție cu „Sherlock Holmes”, iar autoritățile sunt în căutarea unui criminal denumit „Jack Spintecătorul” acuzat de crime în serie. 
În 1889, noile autorități locale guvernamentale preiau răspunderile sub Local Government Act. Scoția avea să aibă și propria ei lege administrativă locală. 
În 1894 sunt introduse taxele pe moșteniri. Sunt create Consilii Parohiale. Pe 10 octombrie 1899 izbucnește cel de-al Doilea Război Boer în Africa de Sud.
Pe 22 ianuarie 1901, Epoca Victoriană se încheie cu moartea reginei Victoria la vârstă de 81 de ani la casă Osborne din Isle of Wight și este succedată de Eduard al VII-lea.
Domnia reginei Victoria (a cărui nume a fost dat perioadei în care a domnit) a fost cea mai îndelungată din istoria britanică. De-a lungul domniei ei, au avut loc progrese în industrie, știință (teoria evoluționistă a lui Charles Darwin), comunicații (telegraful, presă populară), s-au construit cai ferate și de metrou și poduri la Londra, au fost dezvoltate canalizarea și rețelele de distribuție a energiei, au fost realizate multe invenții, iar imperiul s-a extins enorm, crescând populațiile urbane în orașe ca Manchester, Leeds și Birmingham și crescând rată de alfabetizare, lucrări civice și numărul finanțărilor făcute de filantropi industriali.

### Politica externǎ de colonizare

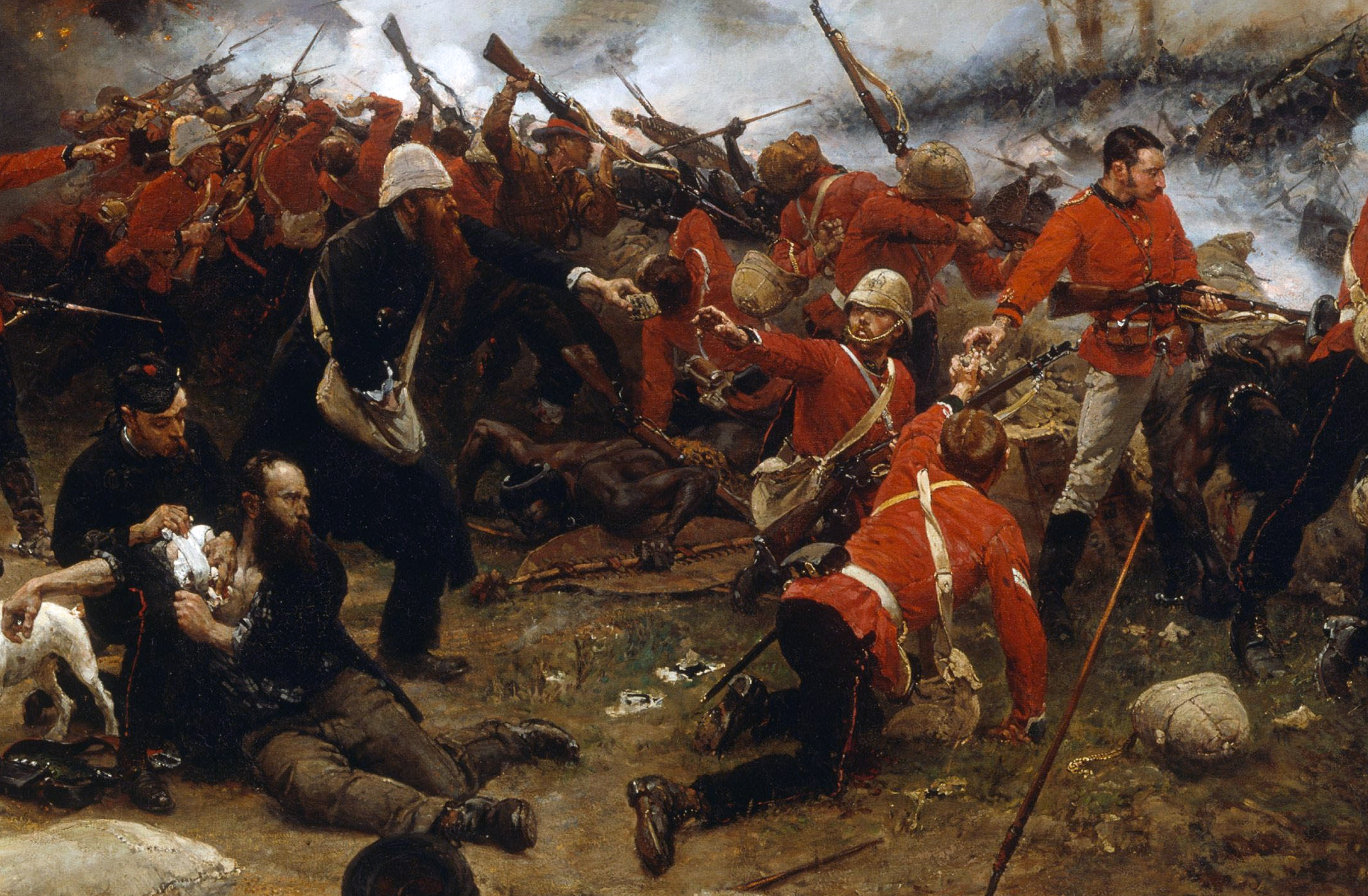
Razboiul Anglo-Zulu

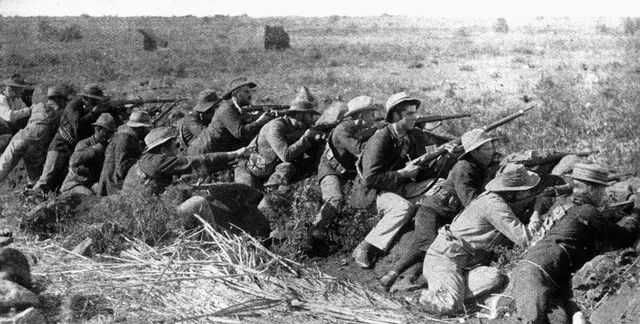
Al doilea razboi al burilor

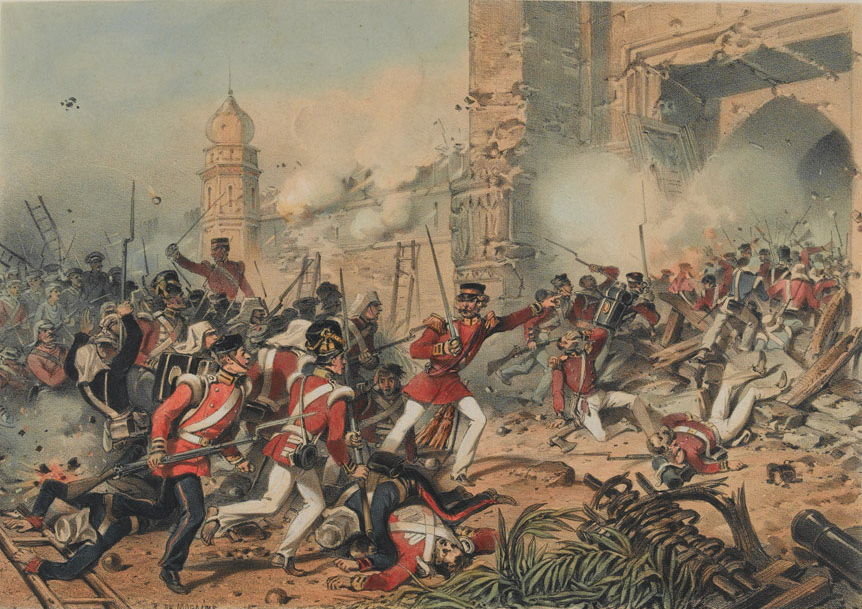
Capturarea Delhi, 1857.

Razboaiele Opiumului

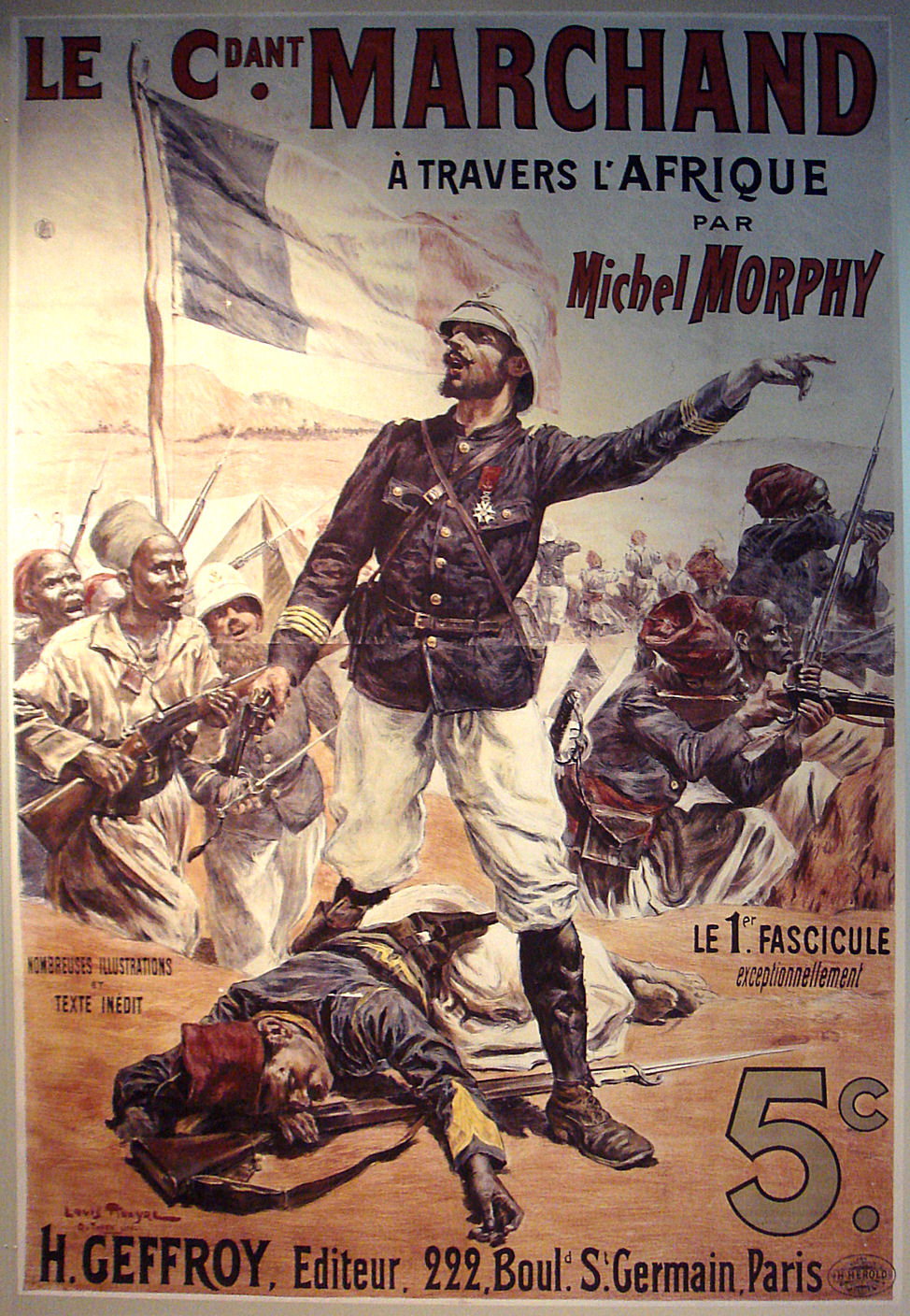
Incidentul "Fashoda"

Lunga domnie a reginei Victoria a fost marcată de pretenții imperialiste și de expansiune continuă a imperiului colonial britanic. În 1858, când Compania Indiilor Orientale a fost desființată, în ajunul răscoalei Sipailor, Coroana Britanică a preluat atribuțiile guvernului Indiei, în fruntea căruia a fost stabilit un vicerege englez, Victoria autoproclamandu-se Împărăteasa Indiei în 1876. Coloniile din Hong Kong (pe care Imperiul Britanic le arendase pentru 99 de ani prin Tratatul de la Nanjing care a încheiat Războiul Opiului din 1842) și Singapore au asigurat expansiunea în China și în Pacific. 
Imperiul Britanic a intrat apoi în conflict cu Imperiul Rus. În Lupta pentru Africa, Imperiul Britanic a intrat în dispută cu Franța și Germania pentru ultimele regiuni necolonizate din lume.
În 1882, Egiptul este ocupat de britanici pentru a obține accesul la Canalul Suez. În 1890, Imperiul Britanic s-a aflat în pragul unui război cu Franța pentru controlul asupra Sudanului, condus mai târziu de condominiul anglo-egiptean, în Criza de la Fashoda. Ambele puteri s-au aliat în cele din urmă împotriva Imperiului German în 1904, formând Triplă Înțelegere-Antanta, la care s-a alăturat și Rusia în 1907.
Coloniile cu populații mari de emigranți europeni au cerut autonomie. Transformarea imperiului într-o federație de națiuni (Commonwealth) în secolul XX a început cu Raportul Durham din 1839, care prevedea unirea și autonomia guvernamentală a provinciilor canadiene. Coloniile rămâneau astfel sub tutela țării-mama, până când obțineau și independneța politică.
Teritoriile colonizate s-au unit în federații mari și au adoptat constituții după modelul britanic. Canada, Australia, Nouă Zeelandă și teritorii din Africa de Sud au fost definite că dominioane-regiuni guvernamentale în interiorul Imperiului Britanic, autonome administrativ la Conferința colonială din 1887.
Odată cu intrarea în Primul Război Mondial, de partea patriei-mamă, statutul coloniilor și al dominioanelor s-a schimbat, acestea fiind recunoscute în 1917 ca națiuni autonome ale federației imperiale. La Federația Britanică s-au adăugat și alte teritorii, când unele dintre fostele colonii germane și otomane au devenit protectorate sau teritorii sub mandat britanic.

## Secolul al XX-lea

### Epoca Edwardianǎ

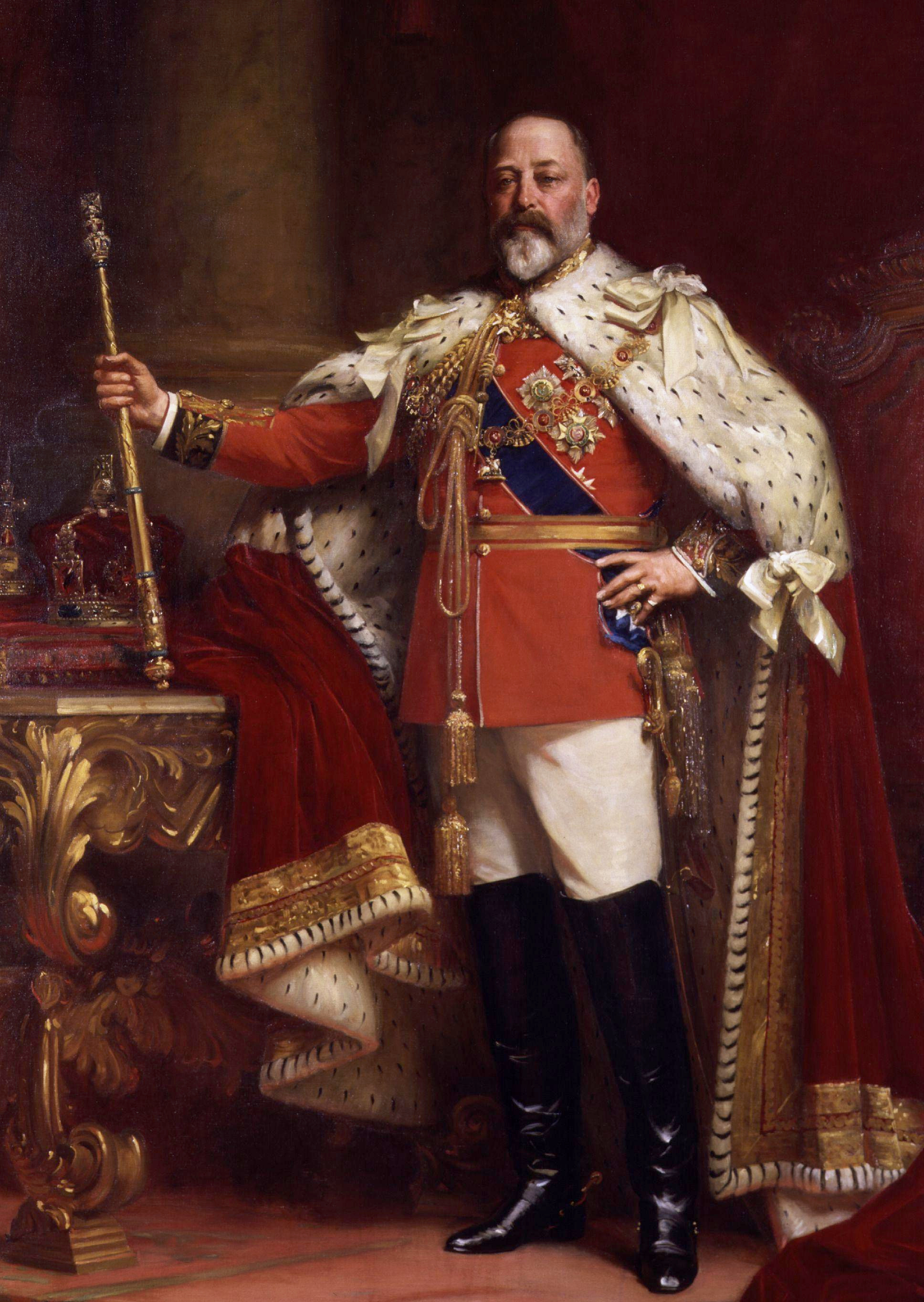
Edward VII

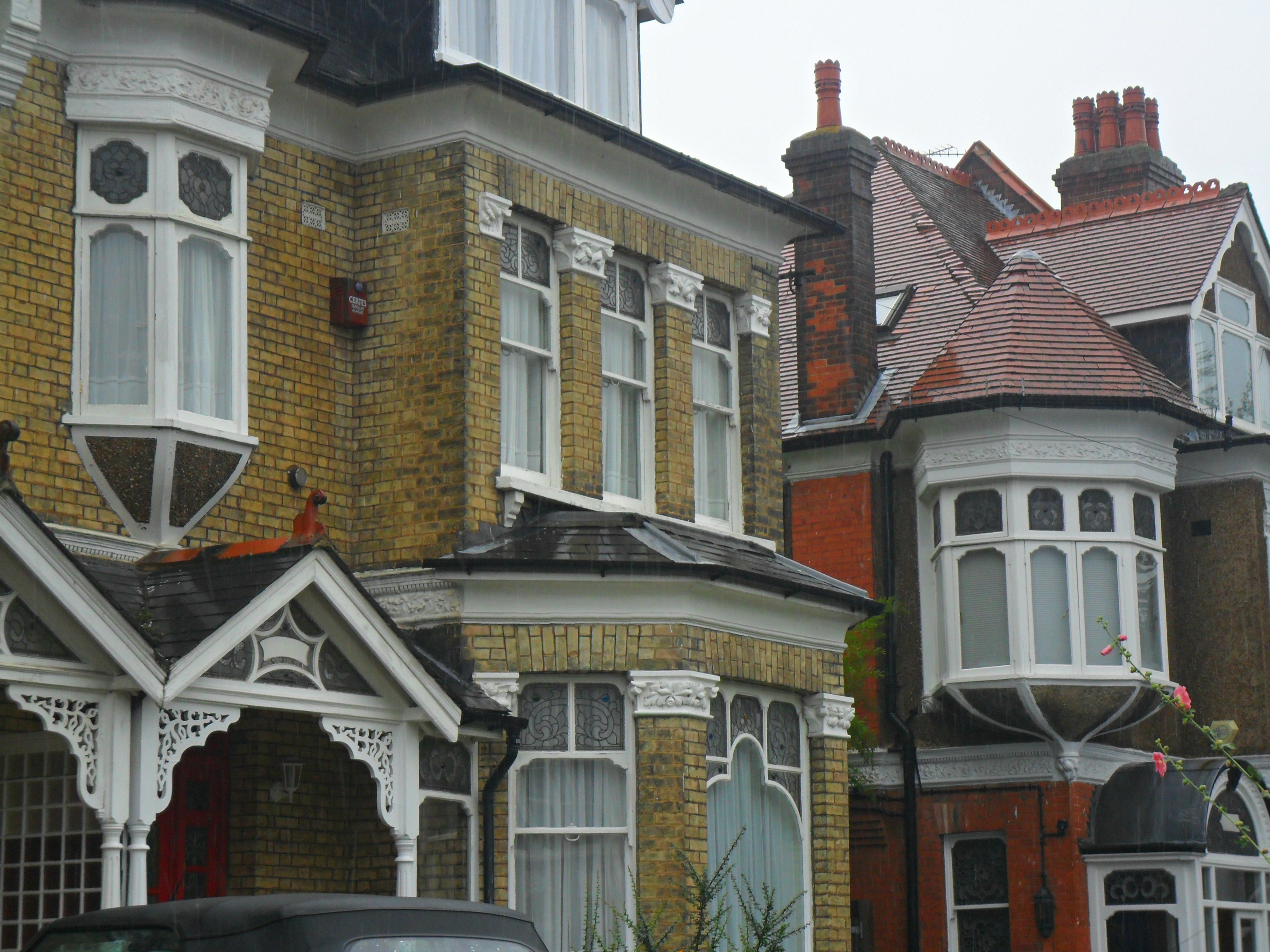
Case de stil Eduardian

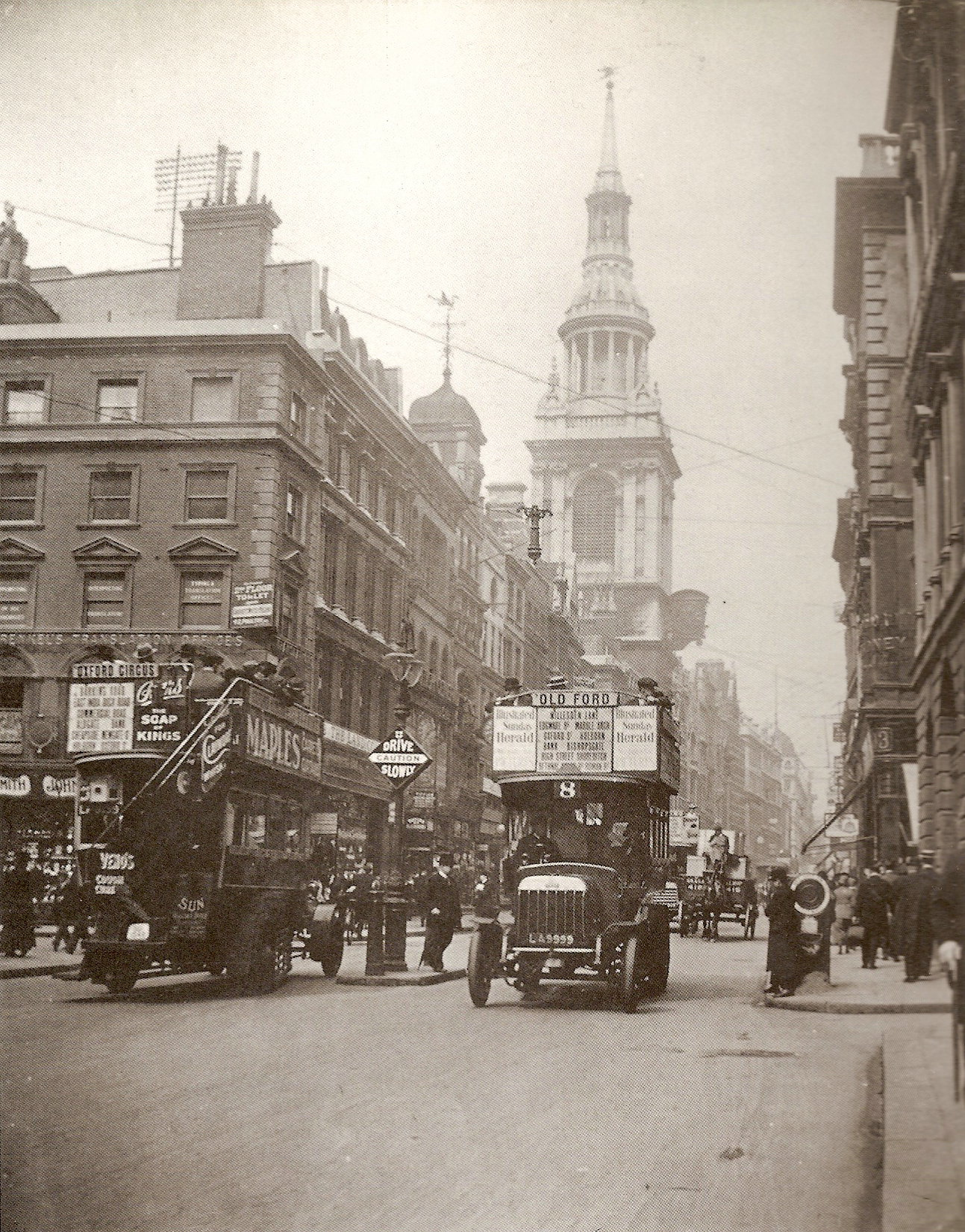
Londra in 1909

În 1901, după moartea reginei Victoria, pe tronul Marii Britanii  a ajuns  Eduard al VII-lea. Nu a domnit decât până în 1910, însă istoricii i-au atribuit perioadei sale de domnie denumirea de  "epoca eduardiană". Nu a avut un rol politic important, dar avusese două responsabilități: era comandantul armatei și șeful diplomației. A încurajat modernizarea armatei și a încheiat cu Franța Antanta Cordială la 8 aprilie 1908.
Își permitea să fie mărinimos; finanțele sale erau bine manageriate de Sir Dighton Probyn.A renovat palatele regale, a reintrodus ceremoniile tradiționale și a creat noi decorații, cum ar fi "Ordinul de Merit" pentru recunoașterea contribuțiilor la dezvoltarea artelor și științelor.   Ca rege, principalele interese ale lui Eduard au fost: domeniul afacerilor externe și chestiunile militare și navale.
Eduard, în principal prin mama sa și prin socrul său, s-a înrudit cu aproape toți monarhii europeni și era numit "unchiul Europei" : Wilhelm al II-lea al Germaniei, Nicolae al II-lea al Rusiei, Ernest Louis, Mare Duce de Hesse și Charles Edward, Duce de Saxa-Coburg și Gotha erau nepoți ai lui Eduard; regina Victoria Eugenia a Spaniei, Prințesă Moștenitoare Margaret a Suediei, Prințesa Moștenitoare Maria a României, Prințesă Moștenitoare Sofia a Greciei și Împărăteasa Alexandra Feodorovna a Rusiei erau nepoatele sale; Regele Haakon al VII-lea al Norvegiei era nepotul sau prin alianța; regele George I al Greciei și regele Frederick al VIII-lea al Danemarcei erau cumnații săi; regele Albert I al Belgiei, regele Carol I al Portugaliei și regele Manuel al II-lea al Portugaliei, țarul Ferdinand al Bulgariei, regina Wilhelmina a Olandei și Prințul Ernst August, Duce de Braunschweig-Lüneburg, erau verișorii săi. Relația dificilă cu nepotul sau Wilhelm al II-lea al Germaniei a creat tensiuni între Germania și Marea Britanie.

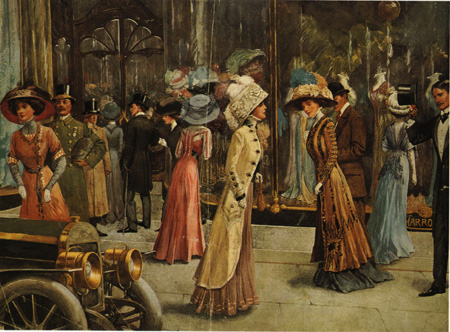
Moda feminina in 1909

Începuse cultura de masă reprezentată de presa populară și de noi produse culturale care se adresau claselor populare (în 1896 apăruse Daily Mail care era primul ziar european care atingea un tiraj de 1 milion de exemplare). Cinematograful capta atenția maselor. 

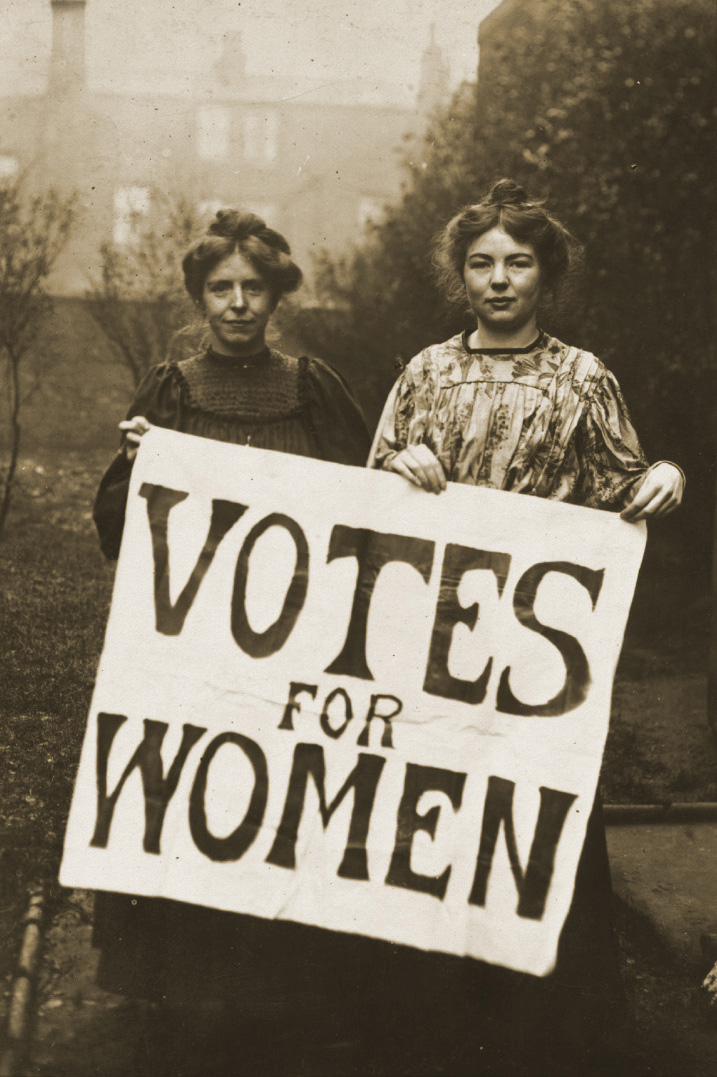
Annie Kenney si Christabel Pankhurst militand pentru dreptul de vot

Britanicii erau interesați de acordarea dreptului de vot femeii, acesta fiind acordat doar în limita alegerilor locale (în localități mici femeile puteau candida pentru postul de primar). 
În 1903 a apărut Uniunea politică și socială a femeilor condusă de Evelyn Pankhurst ce provenea din clasa burgheză. Uniunea a dus mișcarea denumită "Mișcarea Sufragetelor" care la un moment dat utilizase mijloace de acțiune violente și recursese la atentate, mișcarea respectivă fiind condamnată de opinia publică. 

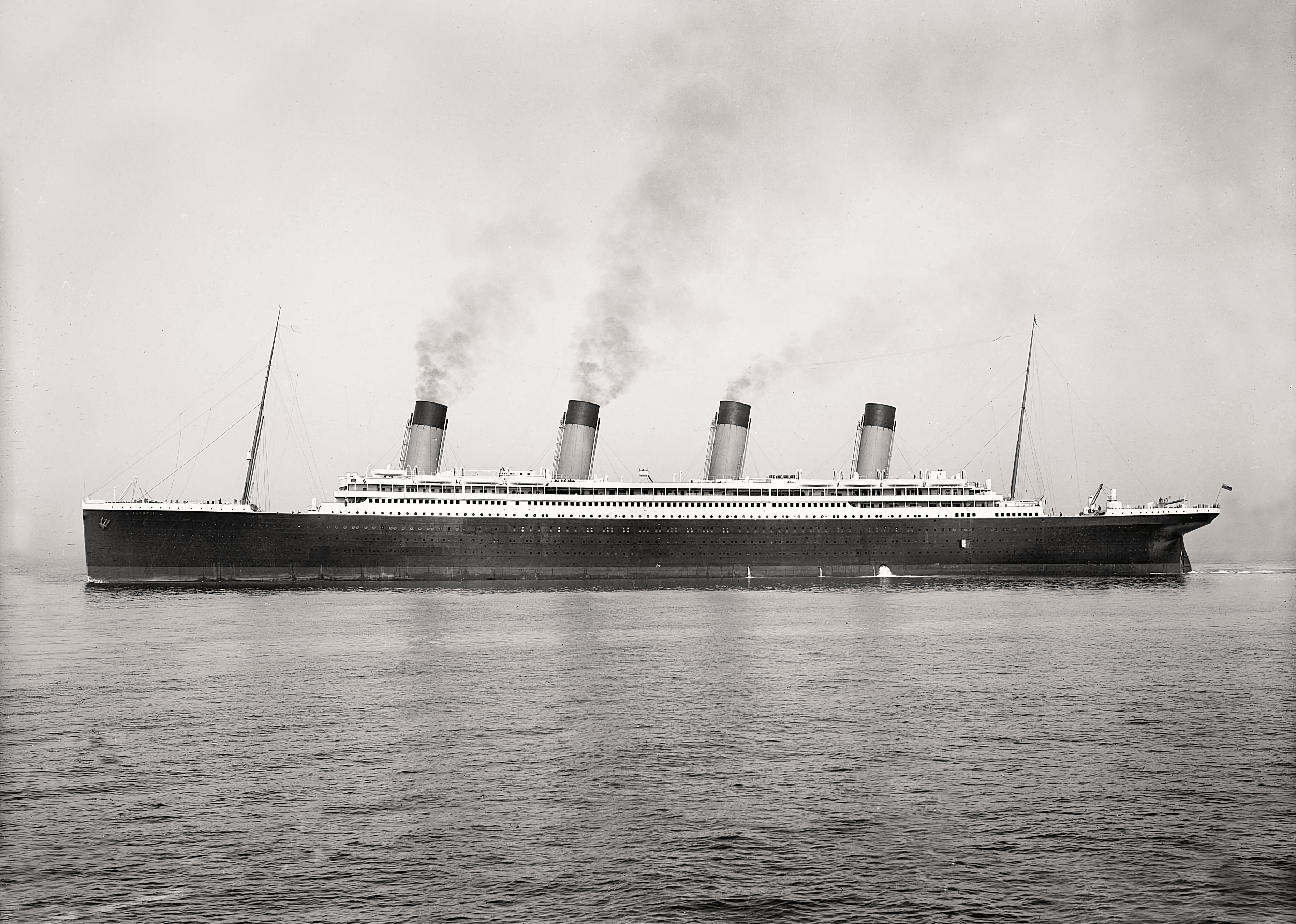
RMS Olympic

Economic, se încheiase marea depresiune și începuse o perioada de creștere economică și de prosperitate și chiar de creștere demografică. Deși Germania depășise Regatul Unit economic, în anumite domenii, britanicii și-au menținut locul primar financiar. Regatul Unit era principalul investitor de capital din lume (1914-40 de miliarde de lire). Grație investițiilor de capital din străinătate, se obțineau profituri ce echilibrau balanța de plăți. Regatul Unit ocupa primul loc în minerit și pe plan naval.
În 1905, o nouă echipa liberală a reluat campania de reformare a Regatului Unit, preluând controlul în Parlament. Îndepărtându-se de tradiția "laissez-faire" a partidului, au lansat un program de bunăstare socială similar cu cel din Germania. 

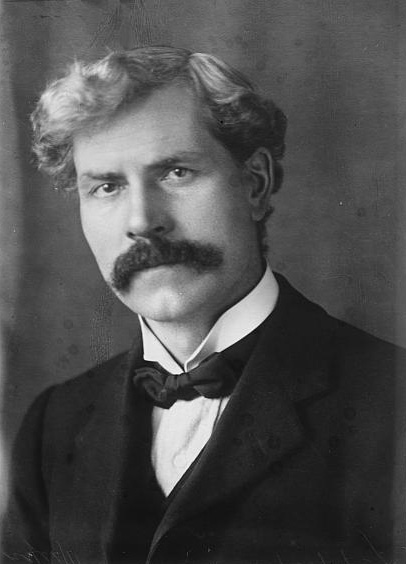
Ramsay MacDonald-liderul partidului Laburist

În 1906, forțele muncitorești s-au unit, formând Partidul Laburist, o nouă organizație devotată clasei muncitoare cu care aveau să se înfrunte liberalii și conservatorii.Muncitorii erau în continuare cea mai numeroasă clasa și încă nu aveau puterea să schimbe situația politică până când în 1900 a fost înființat un comitet al reprezentării laburiste care căuta sprijin material și electoral. Partidul avea resurse financiare limitate și avea nevoie de sindicate pentru a beneficia de sprijin. Sindicaliștii vor ocupa astfel anumite funcții din cadrul partidului. Secretarul organizației-James Ramsay MacDonald, care avea să ajungă primul premier laburist, a semnat un acord secret electoral cu Partidul Laburist pentru a câștiga alegerile și a forma guvernul. Pe baza acordului, în 1906, alegerile au fost câștigate de laburiști și liberali. 
Partidul Laburist avea influențe ideologice (în mică parte, marxiste), era un partid reformist, dar nu ataca bazele societății și economia capitalistă. Nu era un partid revoluționar care se baza pe lupta de clasă, dar era membru al Internaționalei a II-a. Avea să înlocuiască Partidul Liberal în cadrul sistemului bipartizan. 
La începutul secolului XX s-a remarcat Joseph Chamberlaine a cărei grupare unionistă a fuzionat cu partidul conservator și declanșând astfel o campanie împotriva liberului schimb. A propus un spațiu economic comun al Marii Britanii și al coloniilor, protejat de protecționism vamal. Va abandona proiectul după ce s-a îmbolnăvit grav. Campania sa a fost denigrată de liberali  pentru a atrage mai multe voturi, considerând că protecționismul ar fi afectat importul de cereale și ar fi scumpit pâinea. În 1906 astfel, liberalii sprijiniți de laburiști, au câștigat alegerile. Va veni la conducere o nouă generație de liberali: Herbert Henry Asquith, David Lloyd George , Winston Churchill, John Burns.

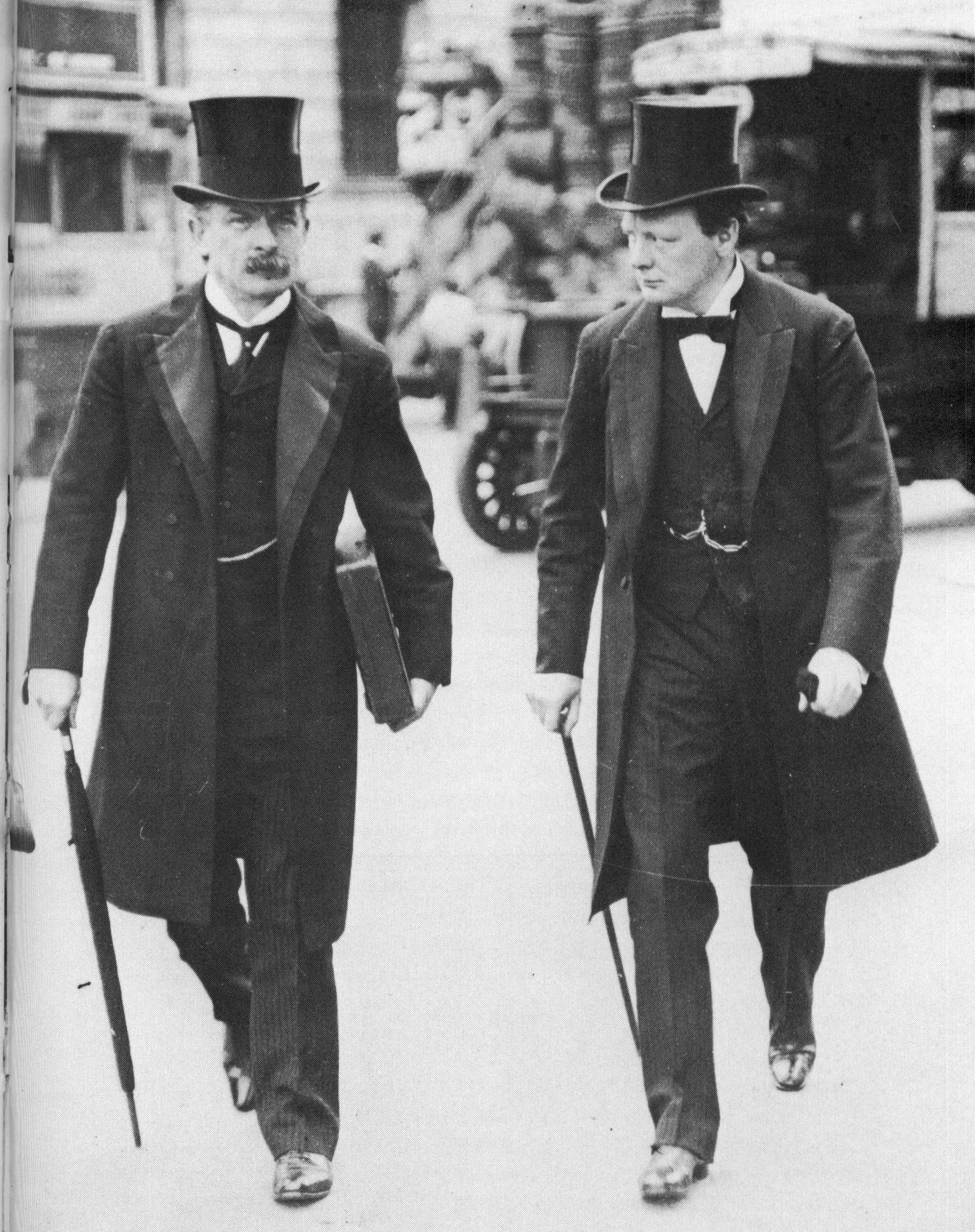
Liberalii Churchill și Lloyd George

A fost adoptată o lege prin care se stabilea că sindicatele nu mai erau urmărite în justiție pentru daunele provocate de greve după ce în 1901 fusese adoptată o decizie juridică prin care sindicatele erau nevoite să suporte plata daunelor. A fost o lege pentru sistemul de pensii care era valabil pentru locuitorii de 70 de ani. A fost introdusă ziua de muncă de 8 ore în minerit. Șomerii erau plasați la centre care îi sprijinea să-și caute loc de muncă.
În 1909 , ministrul de finanțe, Lloyd George a elaborat un buget care să țină cont de toate problemele sociale și de programul înarmării și a prevăzut mărirea impozitului de venit și a taxelor pe proprietăți funciare. Bugetul a fost respins de Camera Lorzilor. În 1910 au avut loc astfel două alegeri.
În 1911 a fost întreprinsă o reforma parlamentară prin care Camera Lorzilor nu mai putea să respingă o lege cu caracter financiar, dar primise drept de vot suspensiv timp de doi ani, urmând ca apoi, după alți doi ani, legea fiind votată din nou în Camera Comunelor, era adoptată automat. Puteau să între în parlament și deputați modești care primeau indemnizații. 
A fost votată Legea Asigurării Naționale prin care era introdus un sistem împotriva bolii și șomajului. Se ofereau pensii și ajutoare sociale pe baza tripartită: 1/3 erau bani veniți de la salariați, 1/3 de la patroni și 1/3 de la stat.
Lupta politică de-a lungul secolului XX avea se desfășoare între Partidul Conservator și Partidul Laburist pentru supremația Parlamentului Britanic.
Domnia lui Eduard a coincis cu începutul unui nou secol și a fost marcată de schimbări semnificative în tehnologie și societate, inclusiv de apariția turbinelor cu abur de propulsie și ascensiunea socialismului . Edward al VII-lea murit în 1910, în mijlocul unei crize constituționale, care a fost soluționată în anul următor prin Parliament Act din 1911 , care a limitat puterea Camerei Lorzilor .
Perioada a prezentat multe inovații.  Primele premii Nobel au fost acordate, iar Ernest Rutherford a publicat cartea sa despre radioactivitate . 
Au fost construite cele mai mari nave din lume, RMS Olympic și RMS Titanic; automobilele erau tot mai  comune; iar primul englez care a atins Polul Sud a fost Robert Falcon Scott.

### Epoca Windsor

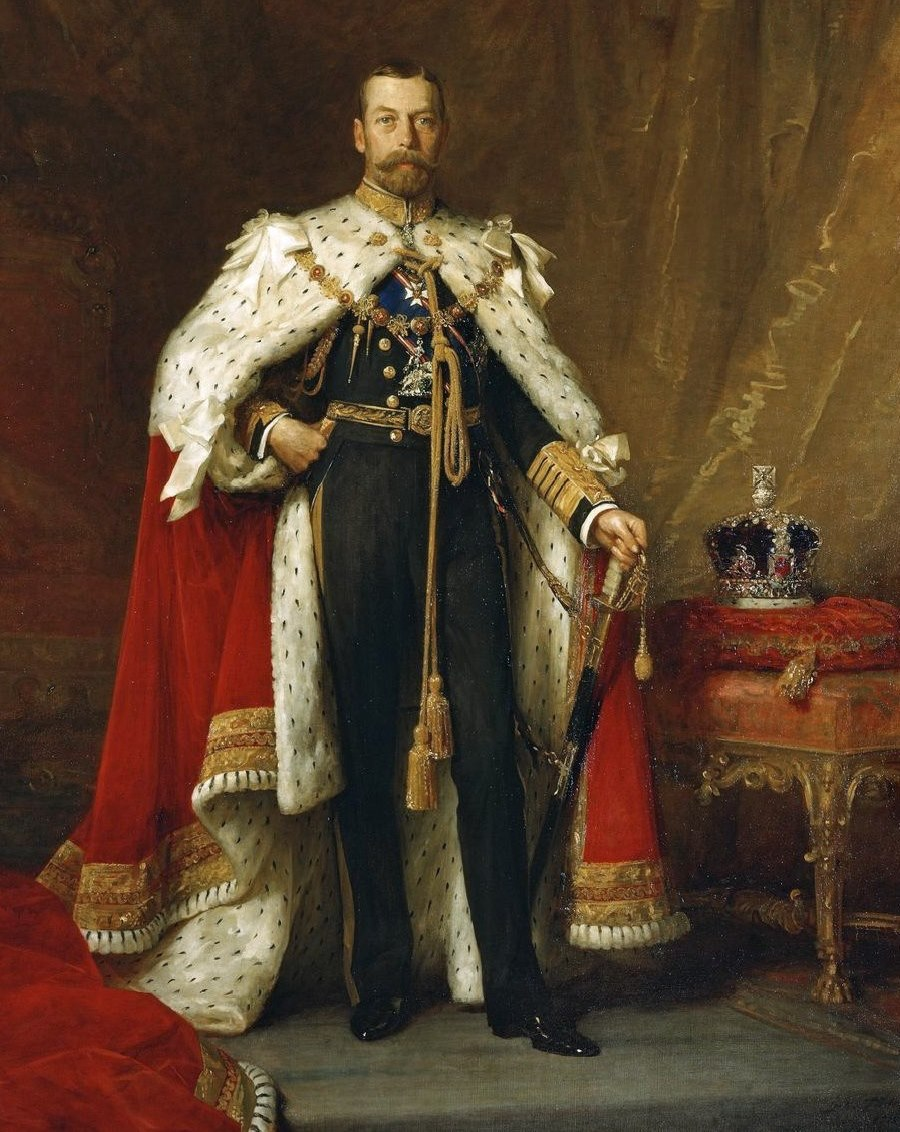
George V

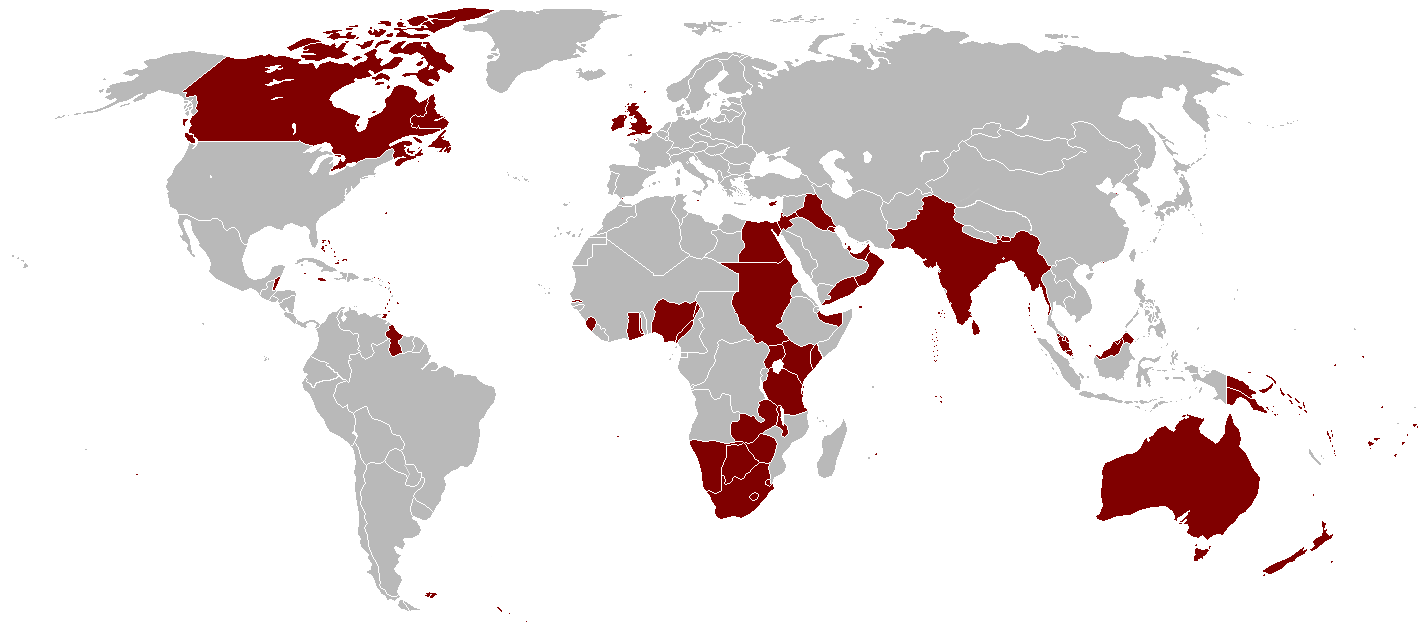
In 1922, Imperiul Britanic a devenit cel mai mare imperiu existent din istoria umanitatii, avand o dimensiune de 33.7 milioane km2

Marea Britanie a pierdut monopolul huilei datorită concurenței americane și germane și apariției altor surse de energie ca petrolul. Utilajele britanice erau depășite tehnologic. Doar un sfert din cărbune era extras mecanic, în raport cu Franța și Germania ce extrăgeau mecanic 89% din cărbunele extras. 
Deși deținea echipamente durabile și functionabile pe termen lung, Marea Britanie a pierdut competiția în industria textilă și metalurgică, pierzându-și locul dominant ca model economic și industrial de succes pe care îl deținuse în secolul XIX.
În 1914 Imperiul Britanic a pierdut primatul economic în urma Germaniei și SUA.     
După război, vechii clienți ai Marii Britanii, Rusia și China, se aflau în dificultate sau falimentau, ca Germania și Europa centrală. Exporturile au scăzut cu 15% în 1929 față de 1913.
Industriașii englezi erau atașați produselor tradiționale și s-au adaptat târziu la fenomenul de transformare a cererii, concentrându-se pe bunuri de consum ca frigidere, gramofoane și aparate radio. Individualitatea patronatului britanic îi lipsea dinamismul economic. Costurile salariale erau rigide, depășindu-le pe cele germane cu 30%, pe cele franceze cu 40% și pe cele italiene cu 50%. Fiscalitatea împovărătoare descuraja investitorii. Nord-estul, Scoția, Lancashire și sudul Țării Galilor erau afectate de șomaj. În schimb, Midlands și Londra beneficiau de implantări industriale masive și de creșterea ofertei de locuri de muncă.
Partidul Conservator britanic domina clasa politică, având scor electoral de 38-55% în plină criză economică, având personalități ca Bonar Law, Stanley Baldwin, Austin Chamberlain, Samuel Hoare și fostul liberal Winston Churchill. 

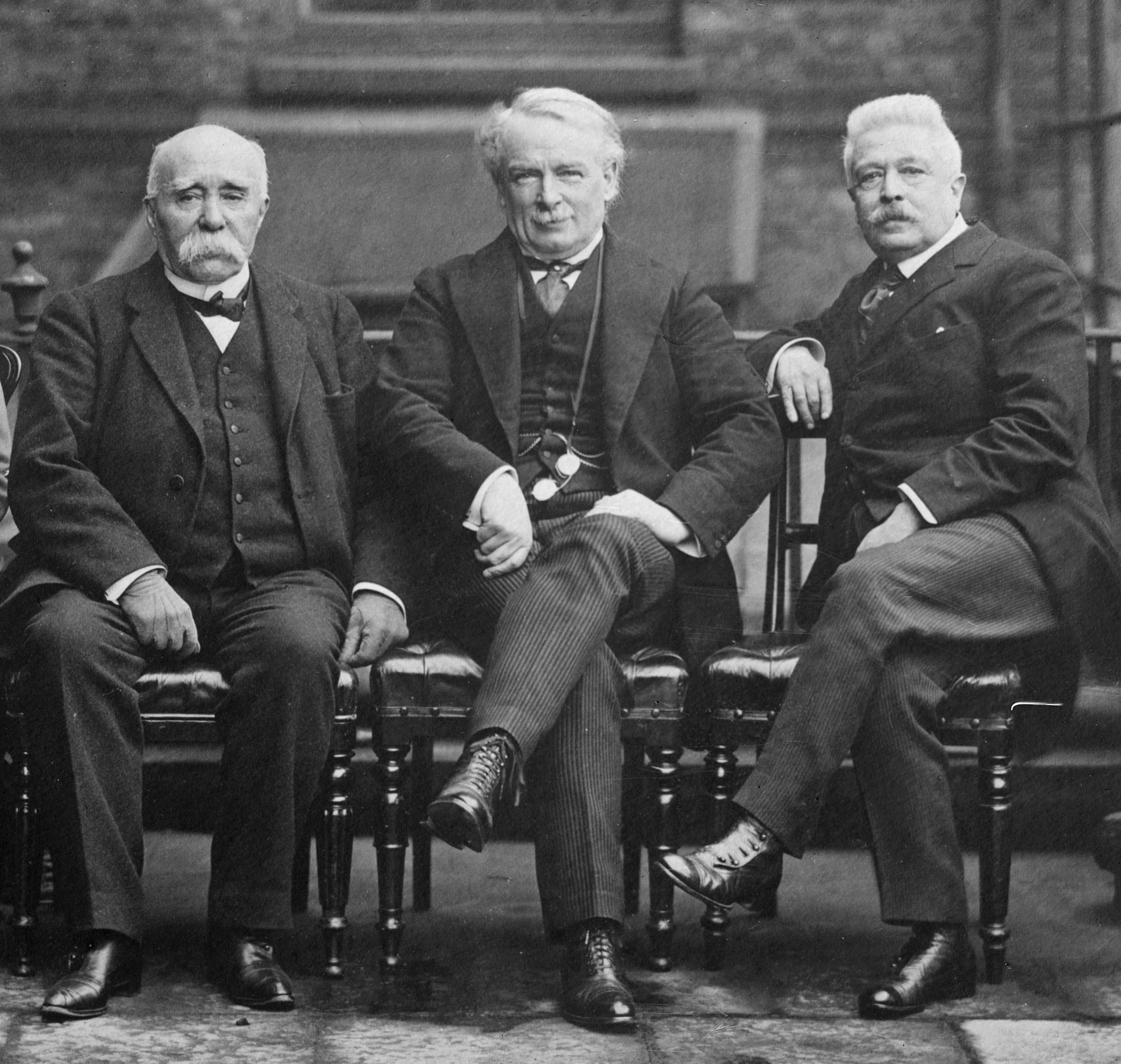
Clemenceau, Lloyd George, Orlando

Principiile partidului erau axate pe apărarea tradiției, liberă întreprindere, rigoarea financiară și pe ordinea socială. Partidul se dorea a fi reformist și era susținut electoral de înalta aristocrație și burghezie, precum și de clasa de mijloc cu nivel înalt de educație și de puțini muncitori, bucurându-se și de sprijinul prestigios al publicațiilor Times, Daily Express, Daily Telegraph și Daily Mail.
Partidul Laburist intră și el în forță în clasa politică, obținând 30% din sufragii, devenind în 1926 partidul cu cel mai mare număr de aderenți,având personalități politice că Ramsay MacDonald, Sydney Webb, Phillip Snowden și Clement Attlee. Deși era fidel Internaționalei Socialiste, a refuzat primirea Partidului Comunist Britanic, având un program radical, colectivist, egalitar, devenind treptat tot mai liberal și prudent, fiind un partid al justiției sociale, progresist, pacifist și antifascist. Susținători din rândurile muncitorilor calificați și intelectuali erau recrutați din Yorkshire, districtele miniere din Țară Galilor și Londra, având ca publicație Daily Herald.
În timp ce cele două partide se aflau în plină ascensiune, Partidul Liberal se află într-un lung declin datorită conflictelor dintre liderii Lloyd George și Asquith, în ciuda succeselor din trecut că progresele sociale, autonomia Irlandei și obținerea victoriei în primul război mondial. 
Era permanent pe locul 3, iar din 1928 avea un program mai radical gravat după concepțiile lui Keynes. Avea că principale personalități pe Șir John Simon și Walter Runciman, având ca publicație liberală Manchester Guardian.
Partidul Comunist Britanic a fost creat în 1920, având 10 000 de aderenți și chiar a trimis doi deputați în Parlamentul Britanic. Deși a profitat de pe urmă tensiunilor sociale, nu a putut să mobilizeze un număr suficient de nemulțumiți în "marșul foamei" din 1932, chiar dacă beneficiau de publicații muncitorești ca Daily Worker. 

Drapelul Uniunii britanice a fascistilor

Uniunea Britanică a Fasciștilor a luat naștere în 1931, creată de fostul ministru laburist, Oswald Mosley, având 20 000 de susținători proveniți din clasele de mijloc, mai ales din Londra. În 1936 a fost votată Legea Ordinii Publice ce interzicea portul uniformelor. În iulie 1940, Uniunea a fost dizolvată.
Cabinetul britanic era întărit după război, iar echilibrul instituțional și controlul parlamentului asupra executivului erau intacte. Partidul majoritar guverna sub controlul opoziției și sub arbitrajul națiunii. Au fost 8 guverne și 5 premieri în perioada interbelică,electorii fiind chemați să tranșeze dezbaterile parlamentare care provocau agitații.
Parlamentul britanic era singurul depozitar al suveranității naționale. Camera Comunelor își vedea legitimitatea crescând cu introducerea votului universal pentru persoanele de 21 de ani. Salariul unui parlamentar era de trei ori salariului mediu al unui muncitor. Rolul legislativ al Parlamentului se diminua datorită proiectelor intense propuse de executiv, însă guvernele tot rămâneau dependențe de suporterii din parlament. Din 1923, MacDonald a fost numit premier, iar apartenența premierului la Camera Comunelor a devenit o tradiție obligatorie. În 1937 este recunoscut titlul de prim-ministrul și existența Cabinetului prin Legea Coroanei. Monarhia își conservă prestigiul, iar în 1936, criză dinastică este depășită. Instituția monarhică nu era pasivă față de mutațiile din societatea britanică și contribuia direct la evoluția vieții politice prin numirea unor premieri laburiști.
Din 1916, liberalul David Lloyd George a condus un guvern de uniune națională alături de conservatori și laburiști, însă fără a consulta Camerele prin intermediul unui cabinet de război format din cinci membri pe durata războiului.
În decembrie 1918 , conservatorii au obținut 48% din sufragii, liberalii 14%, laburiștii 22%, formându-se un cabinet de coaliție conservator și liberal. Guvernul s-a preocupat de reluarea consumului și a investițiilor, provocând o supraîncălzire a economiei, ajungându-se la creșterea prețurilor. S-au emis bilete de banca în număr masiv pe durata războiului, lira sterlină fiind depreciată cu alte monede, datoria externă agravându-se.
Executivul a apelat la măsuri deflationiste, reducând cheltuielile statului în apărare, sănătate și educație, prețurile astfel s-au stabilizat, valoarea lirei a crescut, însă exporturile au scăzut, producția a scăzut, iar șomajul a crescut. 
Guvernul a introdus un program de reforme-210 000 de locuințe sociale, a îmbunătățit statutul femeii, în timp ce sindicatele erau mult mai combative, solicitând creșteri salariale, reducerea duratei de muncă și naționalizarea sectoarelor de producție, manifestându-și cererile prin numeroase greve. Guvernul a acordat concesii, durata zilnică a muncii fiind de 8 ore.
În 1920 este emisă Emergency Power Act, conferind executivului puteri excepționale. În aprilie 1921 are loc un protest masiv după ce executivul a încercat să raționalizeze industria minieră și să reformeze sistemul cailor ferate. Minerii și muncitorii au intrat în greva generală, dar greva a eșuat datorită retragerii feroviarilor și lucrătorilor din transporturi. 
Lloyd George s-a înfruntat cu dificultăți externe în Irlanda, India și Orientul Mijlociu, iar conservatorii și-au retras sprijinul. Lloyd-George a demisionat în octombrie 1922. 
În alegerile din noiembrie 1922 câștigă partidul conservator cu 38% din voturi, liberalii-29% și laburiștii-30%.

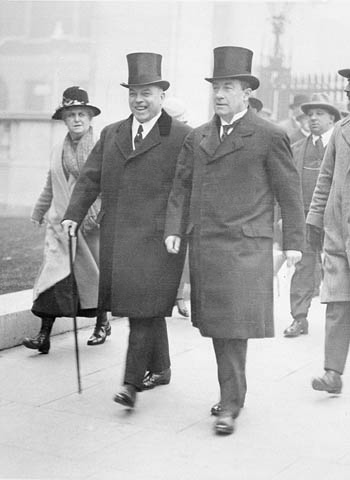
W.L. Mackenzie King si Stanley Baldwin

Este numit prim-ministru Bonar Law, însă acesta se va retrage bolnav   și va ceda mandatul lui Stanley Baldwin, care era susținut de marile bănci și patronate. Și-a propus o politică favorabilă înaltei societăți, dar pentru a opri șomajul prin încurajarea producției interne a inițiat măsuri protecționiste. Și în decembrie 1923 au loc alte alegeri generale, în care conservatorii obțin 38%, laburiștii-31% și liberalii-30%, niciun partid neobtinand o majoritate.
Laburiștii ajung la guvernare cu sprijinul liberalilor, fiind format un guvern condus de moderatul Ramsay MacDonald care a propus un program socialist mai moale-a redus impozitele indirecte, a dezvoltat rețeaua căminelor sociale, a democratizat învățământul secundar, a crescut ajutoarele pentru șomeri și bătrâni, iar în politică externă a menținut relații de deschidere cu URSS, pierzând astfel sprijinul liberal și fiind atacat de conservatori.
Sunt inițiate alte alegeri în octombrie 1924 la care conservatorii câștigă 47% din voturi, laburiștii-33% și liberalii-18 %.
Se formează un guvern conservator condus de Stanley Baldwin, cu Churchill la finanțe. A propus readucerea valorii lirei sterline și în 1925, prin legea Standardului de Aur, prin convertirea în aur, lira revine la valoarea antebelică. Dar problemele economice se agravează, exporturile britanice scăzând, prețurile și costurile de producție fiind reduse, iar în lipsa retehnologizării eficiente, salariile sunt reduse. 
În 1926 sunt scăzute salariile minerilor și izbucnește greva generală, timp de 8 zile pe 4-12 mai. Guvernul a obținut puteri depline și a presat sindicatele să reia lucrul, dar minerii au rezistat 8 luni până când au acceptat reducerile salariale. 
Cabinetul Baldwin a obținut în 1927 votarea legii Conflictelor de Muncă interzicând grevele, privându-i pe funcționari de drepturi sindicale și suprimând cotizația obligatorie a membrilor de sindicat către partidul laburist. Sindicatele au slăbit, dar tensiunile sociale au continuat. 

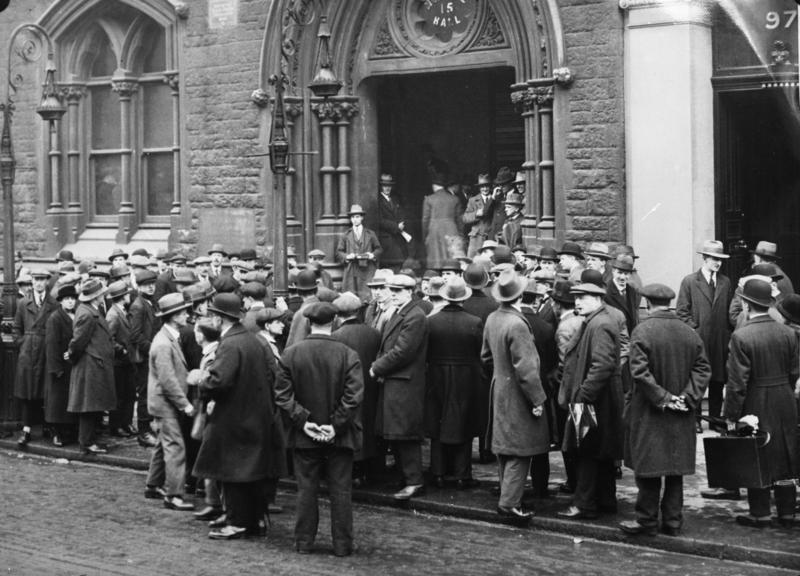
Someri

Criza a avut efecte economice că contracția schimburilor, scăderea exporturilor și veniturilor din construcții navale, șomaj în domenii industriale. Laburiștii vin la putere în 1929, dar au agitat mediile de afaceri ce au vândut lire sterline pentru franci, amplificând și retragerea fondurilor americane, urmând apoi că criză să se amplifice datorită falimentului bancar al Europei centrale din 1931.

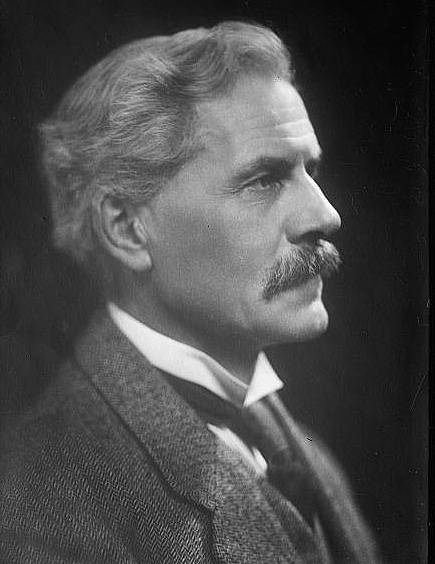
Ramsay MacDonald

În mai 1929 au loc noi alegeri: conservatorii-38%, liberalii-23% și laburiștii cu 37%, formându-se un guvern condus de laburistul MacDonald, în timp ce conservatorii vor fi solidari în opoziție, având că opțiuni creșterea impozitelor și reducerea cheltuielilor bugetare pentru ieșirea din criză. Liberalii erau divizați între aripa dreapta condusă de Sir John Simon ce susținea deflationismul și aripa stânga condusă de Lloyd-George ce propunea sporirea consumului prin ieftinirea creditelor și mărirea deficitului bugetar. Laburiștii aflați la guvernare au suferit de pe urmă diviziunilor interne, fiind de acord cu impozitarea marilor averi, dar oscilând între măsuri deflationiste și metode dirijiste. În august 1931, guvernul MacDonald a demisionat.
Regele George V a invitat forțele politice pentru formarea unui guvern de uniune națională, fiind formate guverne succesive conduse de MacDonald, Baldwin, Chamberlain, dominate de conservatori ce dețineau 473 de mandate în 1931, 387 în 1935.
Lira a scăzut cu 30%, dar produsele britanice revin în competiție pe piață internațională, iar exporturile sunt reluate, fiind aduse fonduri bugetului. Dobânda este scăzută de la 6% la 2%, piață internă este protejată de tarife vamale, investițiile fiind relansate. 
În 1931 a fost emis Import Duties Act. În 1932 a fost impus un tarif general pentru protejarea producției și pieței interne. Este declanșată campania "Buy British". În august 1932 se stabilește preferință imperială între țările din Commonwealth și organizarea unei zone sterling pentru protejarea economiei imperiale.
Prin Coal Mines Act din 1930 se produce concentrarea activității miniere. Apar trusturi siderurgice ca British Iron & Steel, în chimie ca Unilever, în textile-Cotton Industrial Reorganization Act, Industria auto-Rootes. Apar industrii noi în electricitate și prelucrarea cauciucului ce sunt creatoare de noi locuri de muncă. Agricultură este reorganizată. Sund acordate subvenții la prețuri garantate că Agricultural Marketing Acts și Wheat Act. 
Șomajul este eliminat treptat.

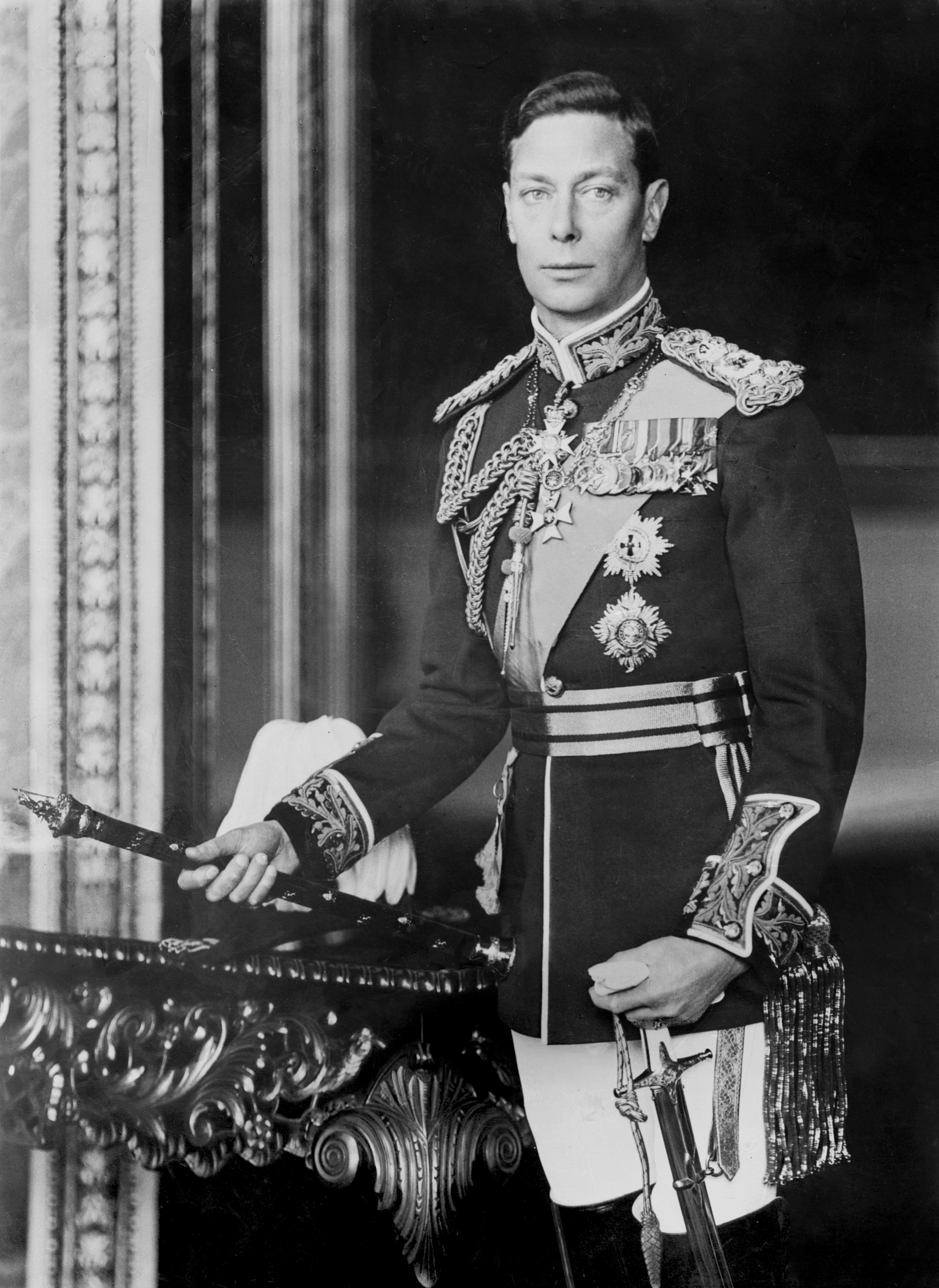
George VI

În 1929, 4% din britanici își împărțeau 1/3 din venituri, iar 4/5 familii câștigau mai puțin de 4 lire săptămânal. Veniturile din proprietăți au scăzut de la 35% din venitul național la 22%, iar veniturile din muncă au crescut de la 50% la 60%. 
1/3 familii nu dețineau nicio proprietate, în timp ce 1/3 dețineau 4% din bogăția națională și 1/3 dețineau 96% din patrimoniul național. 
Rolul social al burgheziei de mijloc a crescut. În sectorul terțiar al economiei ocupau 50% din forță de muncă, în timp ce sectorul primar ocupă 7,5%, cel secundar-42%.
Au progresat magazinele cu distribuție de masă gen Woolworth. În 1924, Housing Act a introdus un program de locuințe sociale. Fiecare cămin burghez dispunea de confort casnic, automobil, bunuri ce consum și concediu plătit de o săptămâna. În 1918 s-a aplicat legea Fischer care declara obligatorie școlarizarea până la 14 ani. 
Sărăcia subzistă însă, dar intră în declin treptat datorită reformelor. De pe urmă reformelor economice, alimentația s-a îmbunătățit, locuințele au devenit mai confortabile, accesul la produsele de consum moderne s-a lărgit, că radioul și cinematograful. Locuințele sociale au fost standardizate, fiind dotate cu săli de baie, gaz și electricitate. 
Furtunoșii anii '20 au avut o viață cotidiană zgomotoasă și furtunoasă, specifică doar mediului urban, fiind concentrată 80% din populație. Petrecerea timpului liber devine esențială, apar stațiuni turistice ca Blackpool, Clacton sau Yarmouth destinate și altor clase decât elitei. Scuterele, automobilele și patinele cu roțile sunt introduse și devin o modă. 

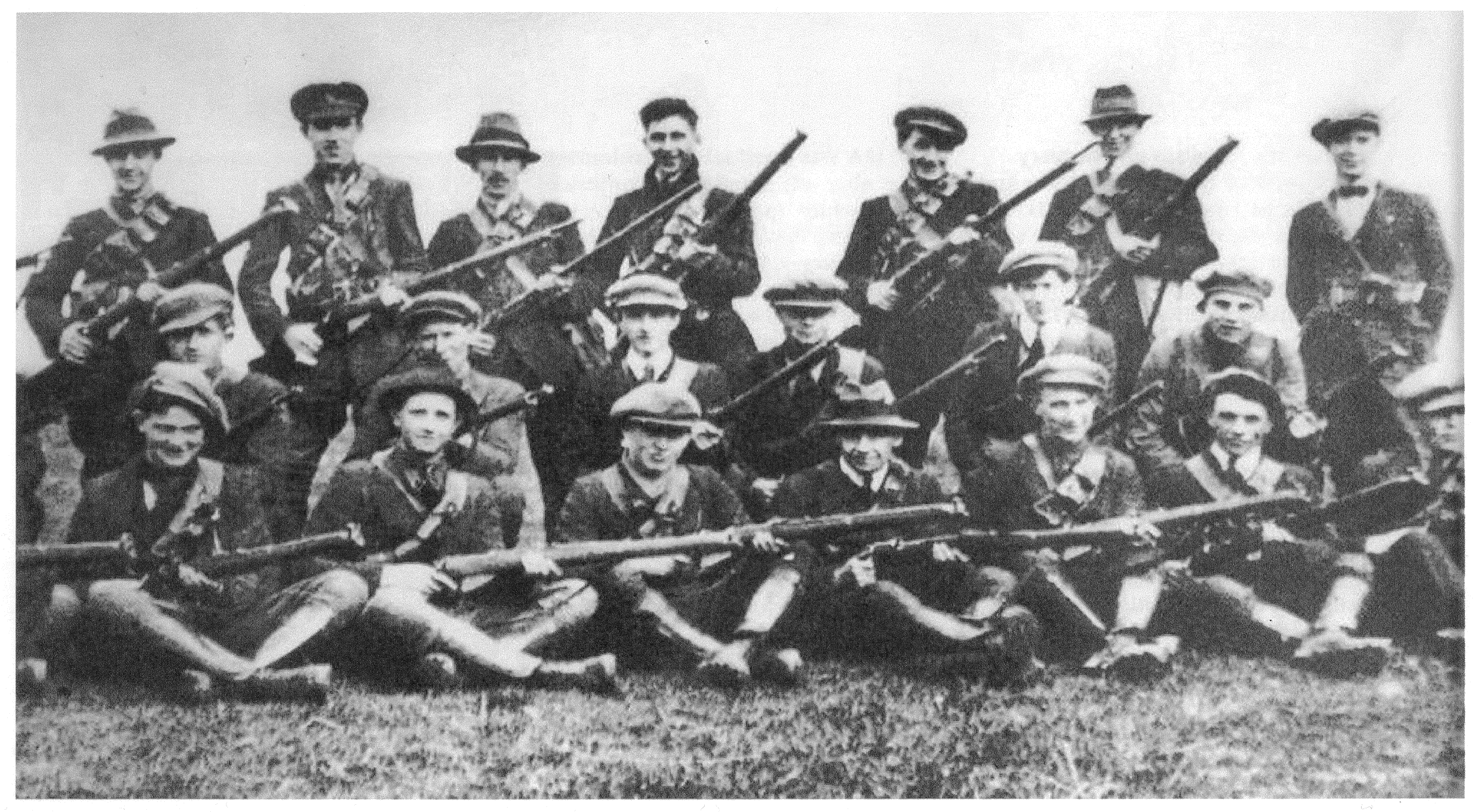
Războiul Irlandez de Independență

Accesul femeilor către toate domeniile s-a lărgit, devenind mai emancipate juridic și cultural datorită legii din 1919 ce facilita divorțul și accesul în avocatură. În 1920 sunt numite primele diaconese în Biserica Anglicană, iar universitățile Oxford și Cambridge admit studente, iar prima femeie deputat, Lady Astor este primită ceremonios în parlament. Este lansată moda women-flapper, de tip frivolă și non-conformistă ce purta fustă scurtă și tocuri înalte, fiind tunsă scurt, ascultând jazz, postul de BBC, dansând charleston și black bottom, jucând diverse jocuri. 
Ia naștere conceptul de femeia modernă.
Exoticul vestimentar predomină și chiar un deputat, John Hodge, apare în costum galben, cu șosete de aceeași culoare și pălărie panama. 
Cinematograful este dedicat tuturor categoriilor sociale, fiind mut până în 1927, reflectând necesitatea fanteziei și bucuriei, filmele de comedie cu actori ca Charlie Chaplin ,Harold Lloyd și Buster Keaton, filme de aventuri că Tarzan sau desene animate ca Felix the Cat având succes.
Regele George al V-lea a murit  in  ianuarie 1936 , iar Eduard i-a succedat la tron ca regele Eduard al VIII-lea care a domnit pânǎ la abdicarea sa din decembrie 1936 din motivul sǎu de a se cǎsǎtori cu americanca Wallis Simpson.  Albert și-a luat titlu de George al VI-lea, pentru a sublinia continuitatea politicii tatălui său și restaurarea încrederii în monarhie.Riscul crescut al războiului din Europa a dominat începutul domniei lui George al VI-lea. Regele era obligat constituțional să sprijine poziția primului ministru Neville Chamberlain față de Adolf Hitler.

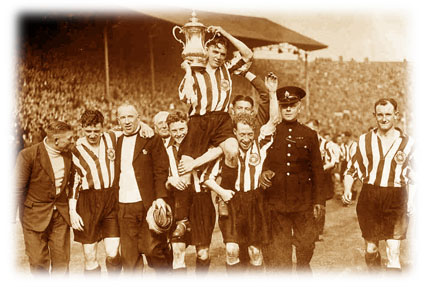
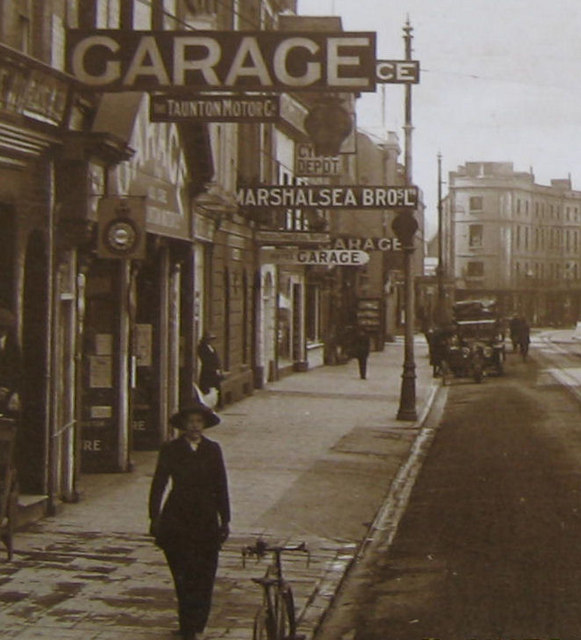
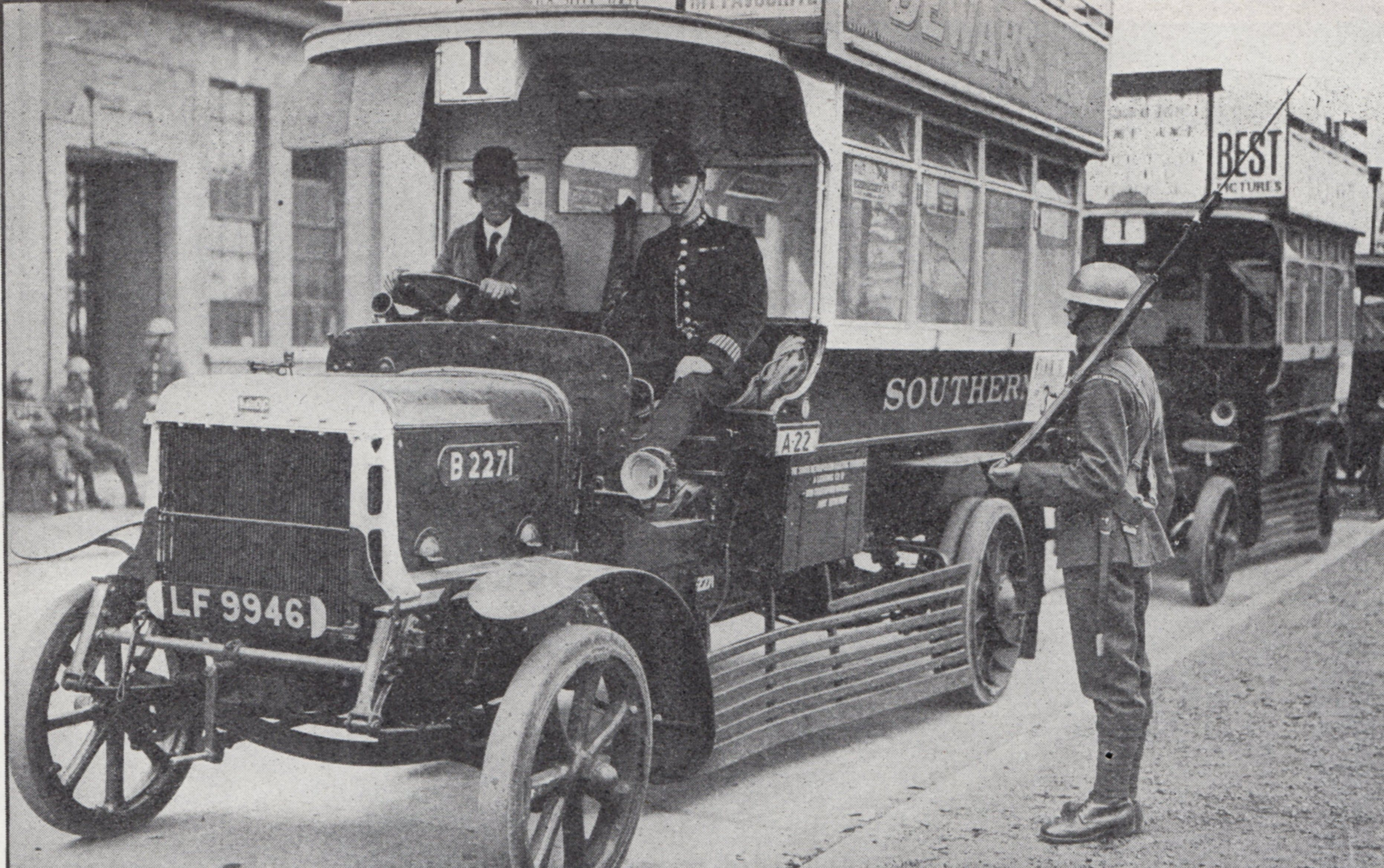
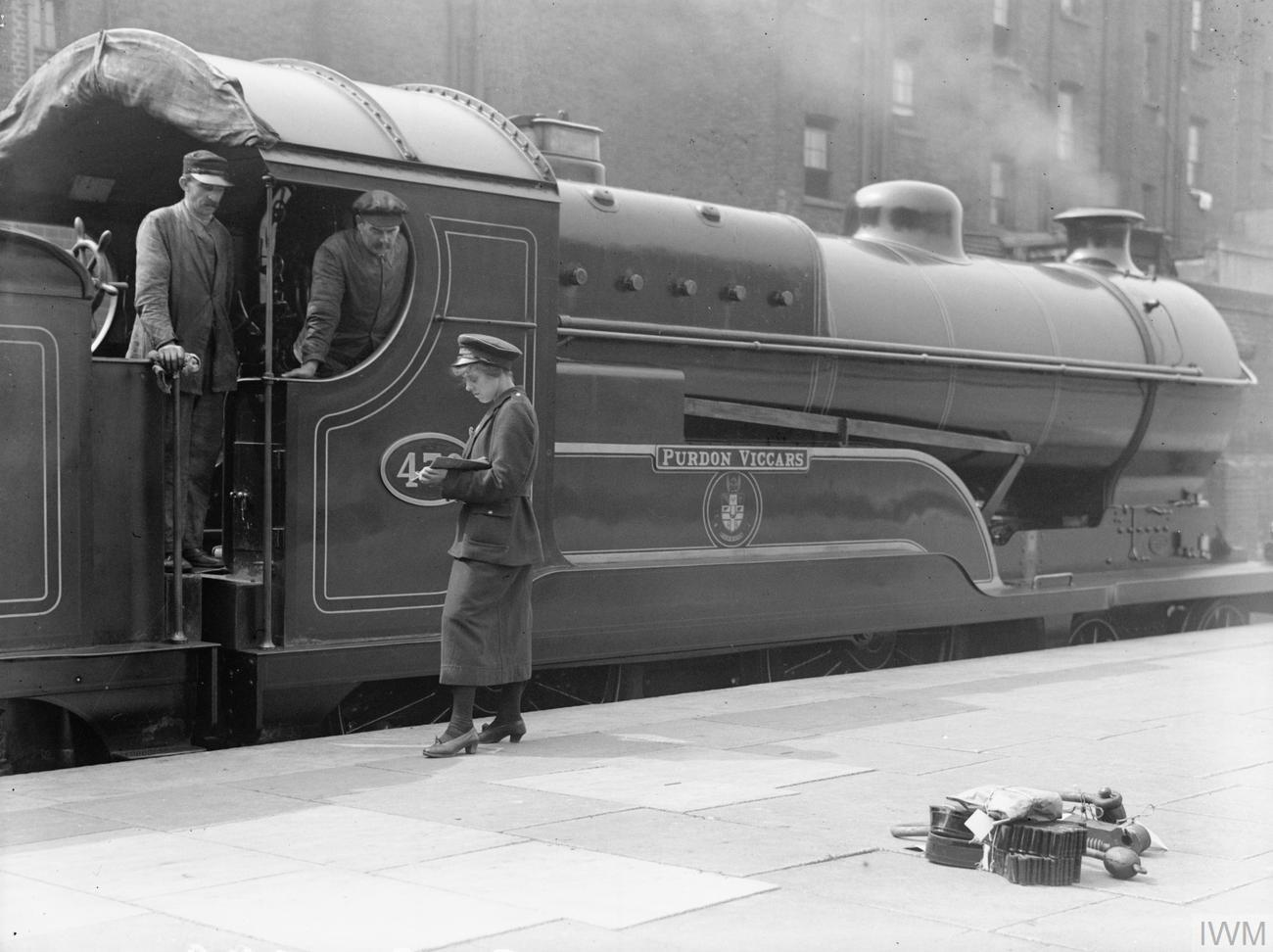
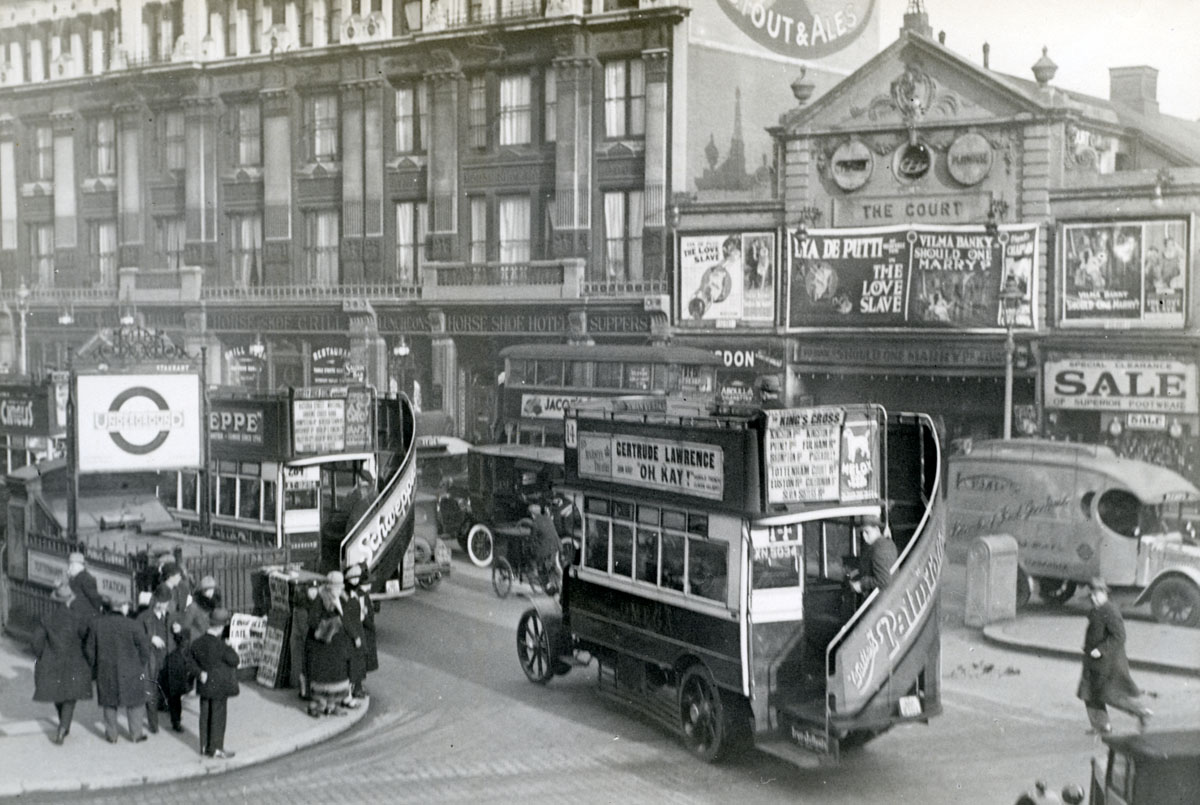
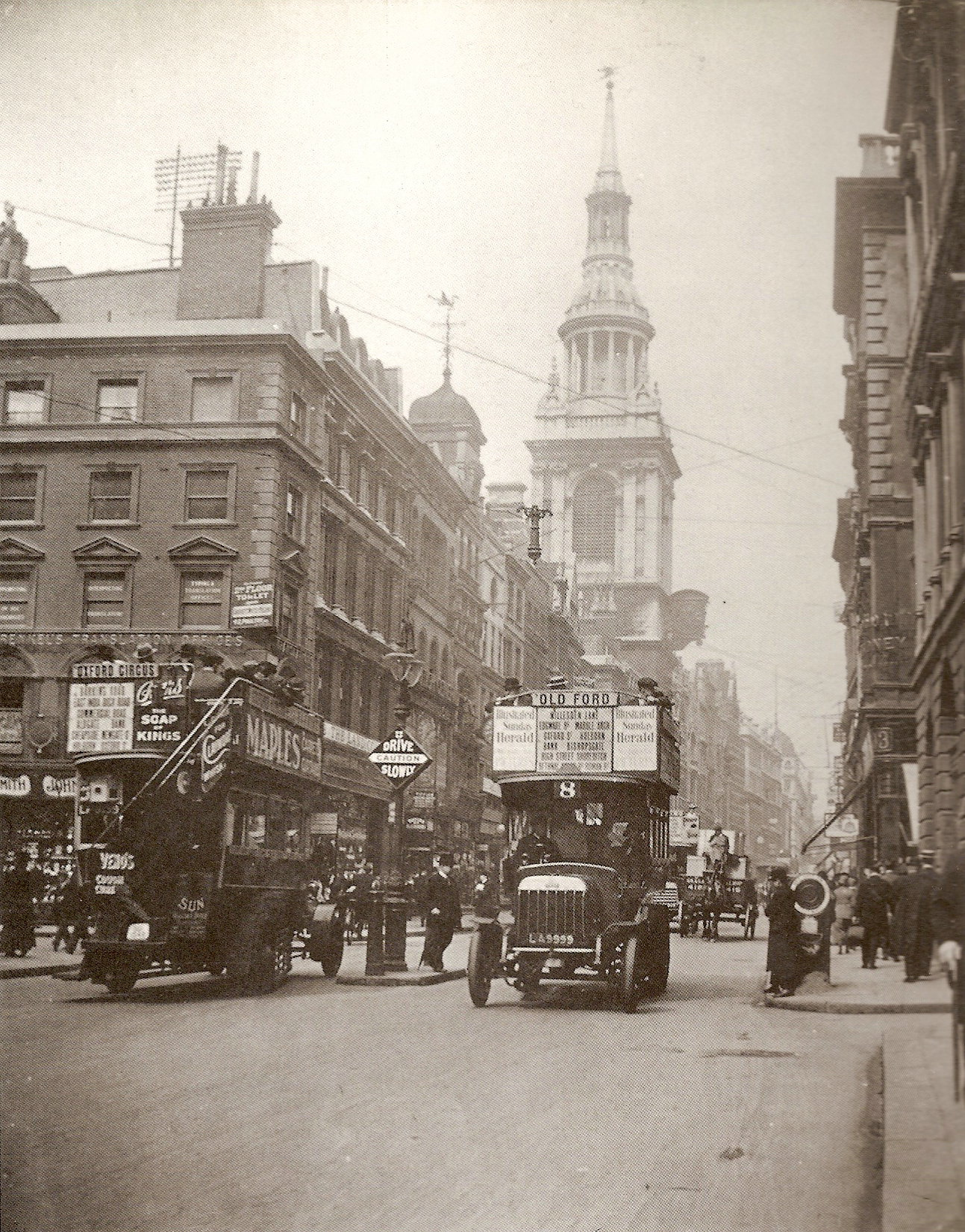
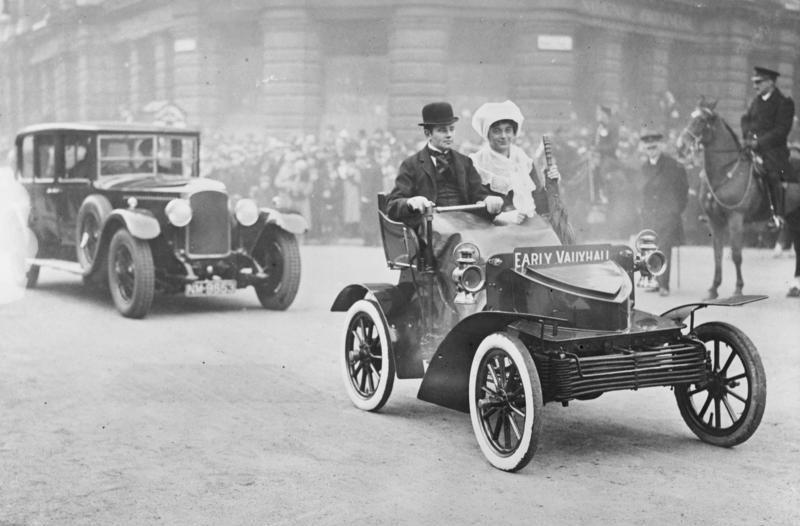

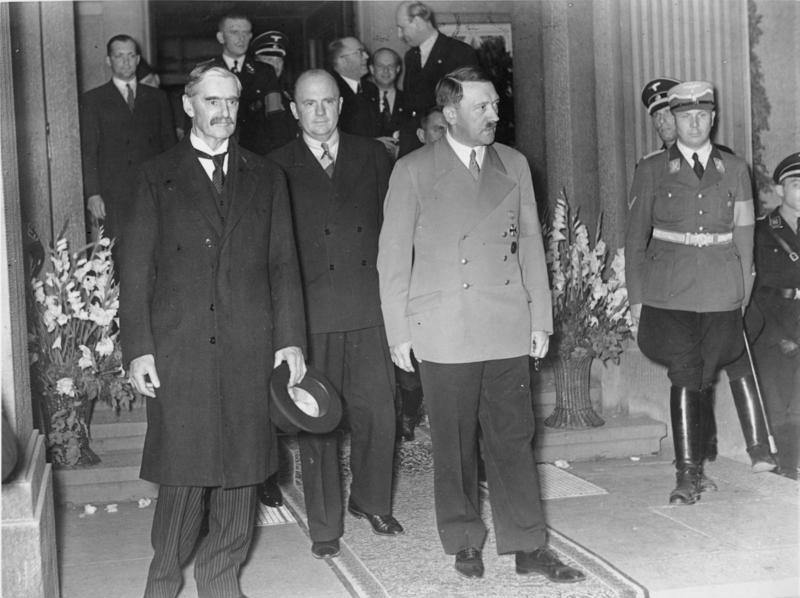
Clemenceau si Hitler la Munchen

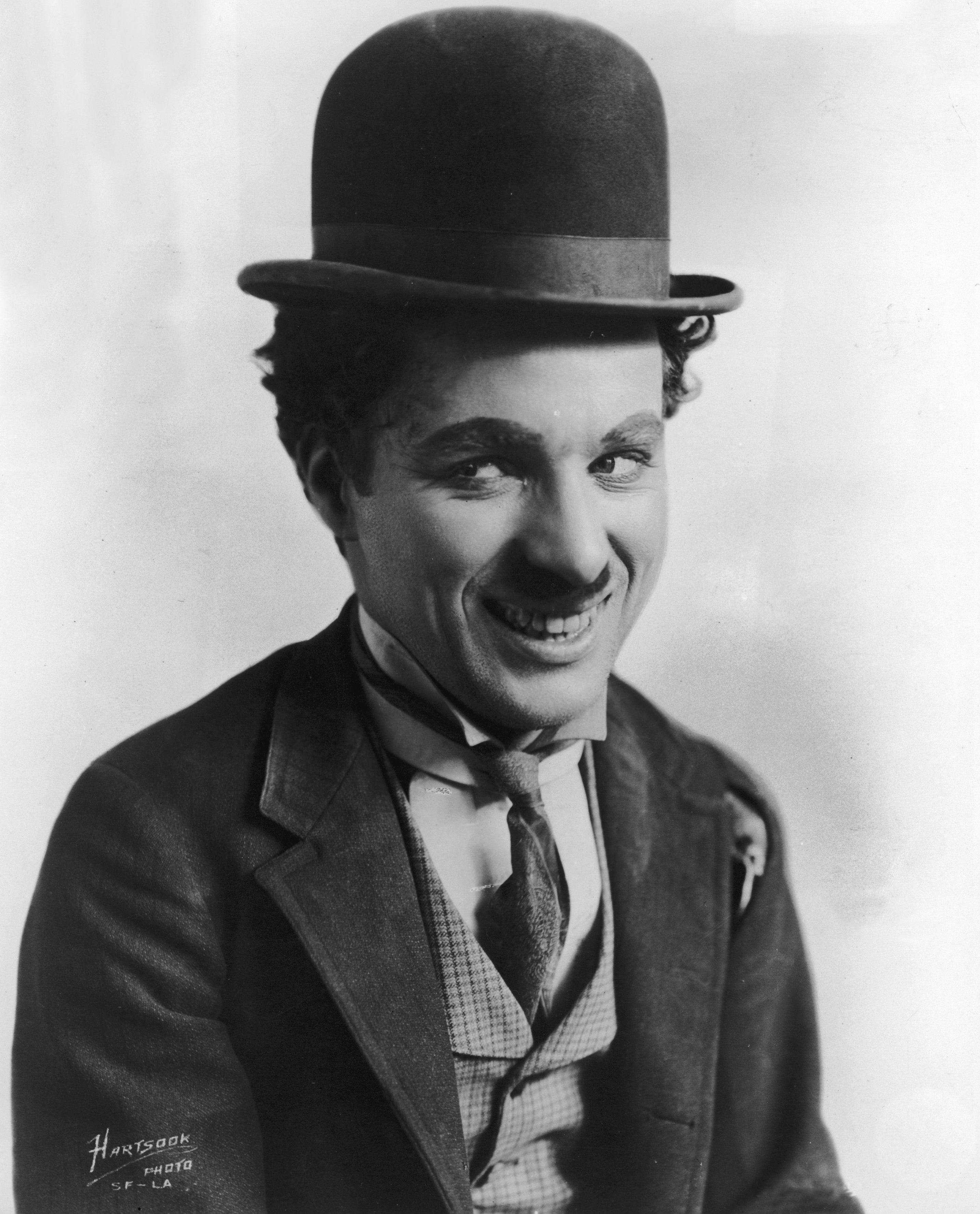
Charlie Chaplin

Spre deosebire de zgomotoșii ani '20, anii '30 devin nostalgici, triști, dominați de stilul neovictorian, fustele lungi, coafuri ondulate, culorile discrete, maternitatea fiind repuse în drepturi, iar romantismul și umorul victorian erau favorite, baletul recastigandu-și audiență, iar filmele francezului Rene Clair concurând pe ecranele britanice cu comediile fraților Marx, în timp ce interesul pentru natură se dezvoltă, apărând parcuri și organizându-se croaziere în Maroc, Insulele Canare și Scandinavia. 
Burghezia urbană de mijloc era imensă numeric, având un rol economic și politic important, umplând fisura dintre elita aristocratică și clasele inferioare. 
Deși democratică, cosmopolită, dinamică și întreprinzătoare, Marea Britanie era îngrijorată de evoluția relațiilor internaționale, mai ales de ascensiunea nazismului și comunismului în Europa.
În 1916 irlandezii proclamă independența Irlandei, dar sunt înfrânți de armata engleză. Adunarea Constituantă de la Dublin proclamă în 1914 independența Irlandei.  În 1921, printr-un acord anglo-irlandez, Irlanda devine dominion (cu excepția Irlandei de Nord, Ulsterul); crearea statului Irlanda. În 1922 începe un adevărat război civil care opune pe cei care refuză împărțirea insulei celor de la guvernare. În 1937 Irlanda se declara independența și suverană sub numele de Éire. Este adoptată o nouă Constituție.

#### Cea de-a doua Epocǎ Elisabetană
Născută în 1926, prințesa Elisabeta s-a căsătorit cu Philip Mountbatten, căruia i s-a acordat titlul de Duce de Edinburgh în 1947. Elisabeta și-a urmat tatăl la tron, pe George al VI-lea, în 1952. De peste 60 de ani, se află pe tronul Marii Britanii și a celor 53 state membre ale Commonwealth-ului Națiunilor. Depășind-o pe regina Victoria la domnie în septembrie 2015, regina Elisabeta a II-a a reprezentat expresia continuității într-o perioada în care Marea Britanie a cunoscut transformări fundamentale în epoca postbelică.

##### 1945-1960

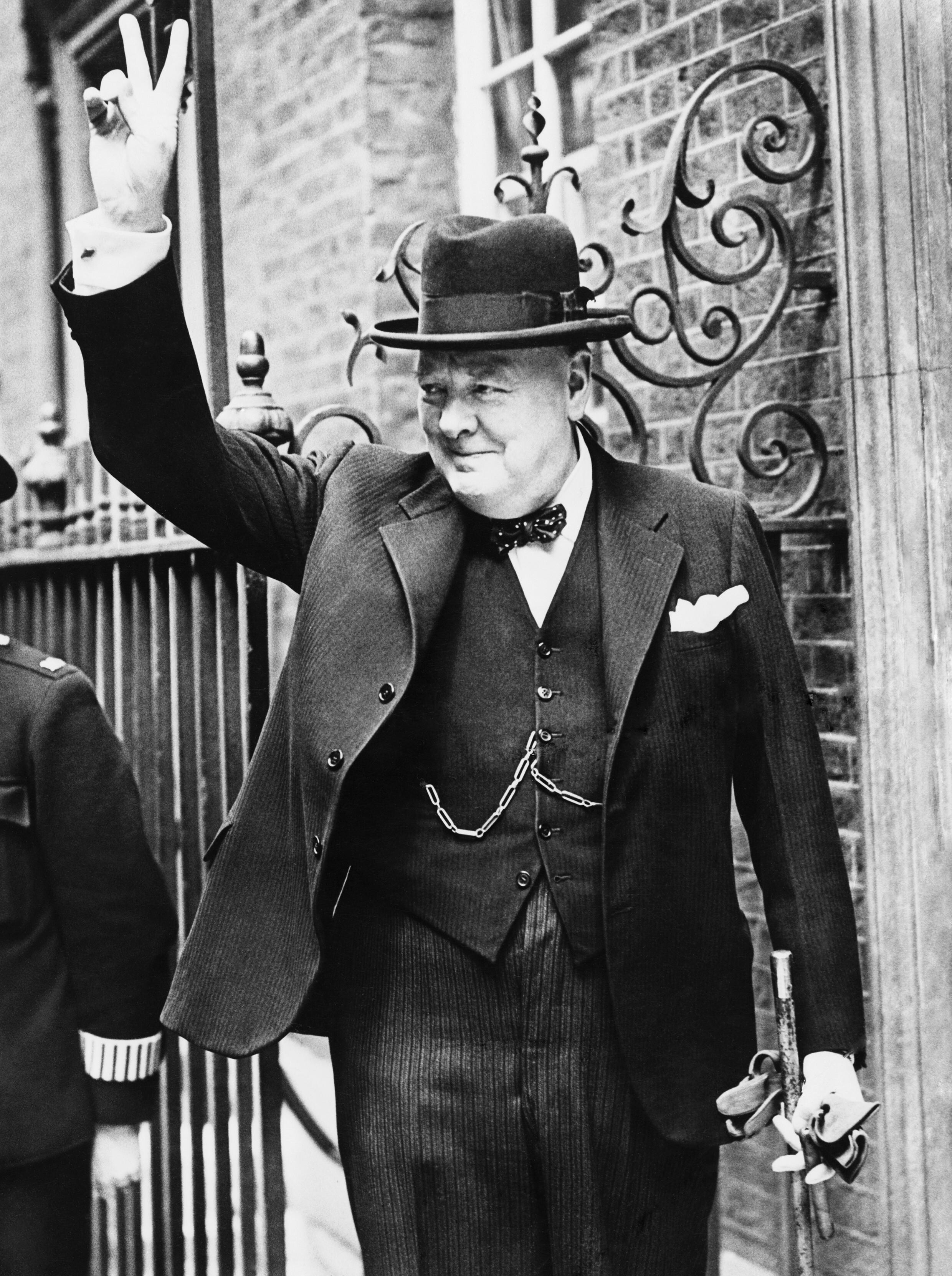
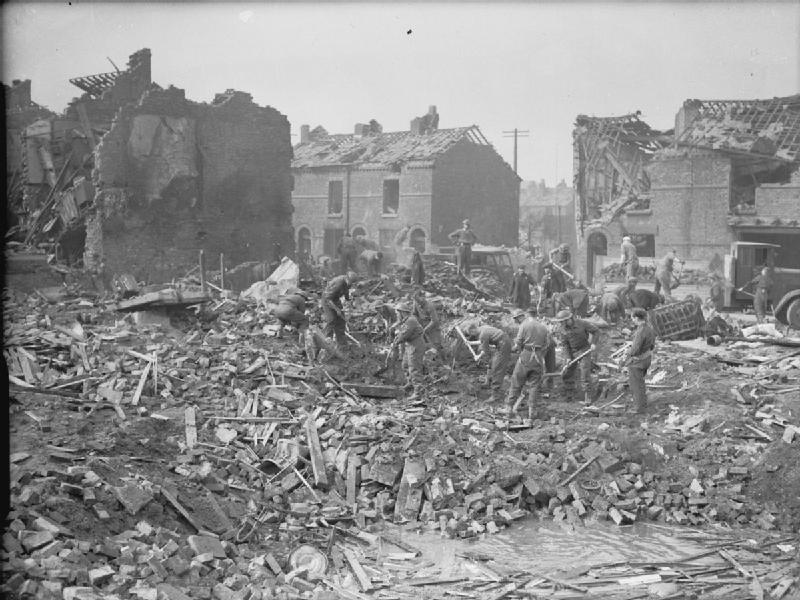
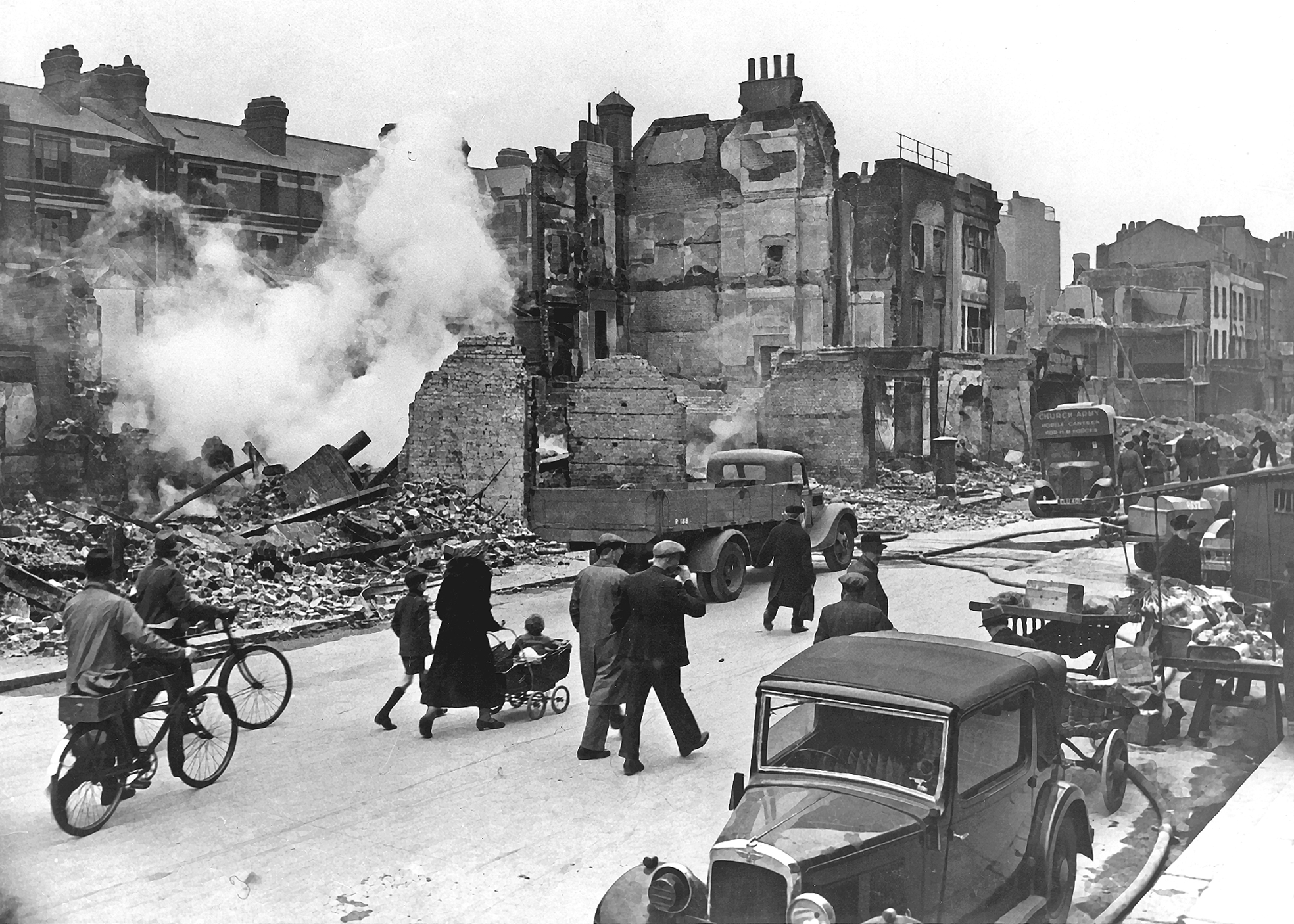
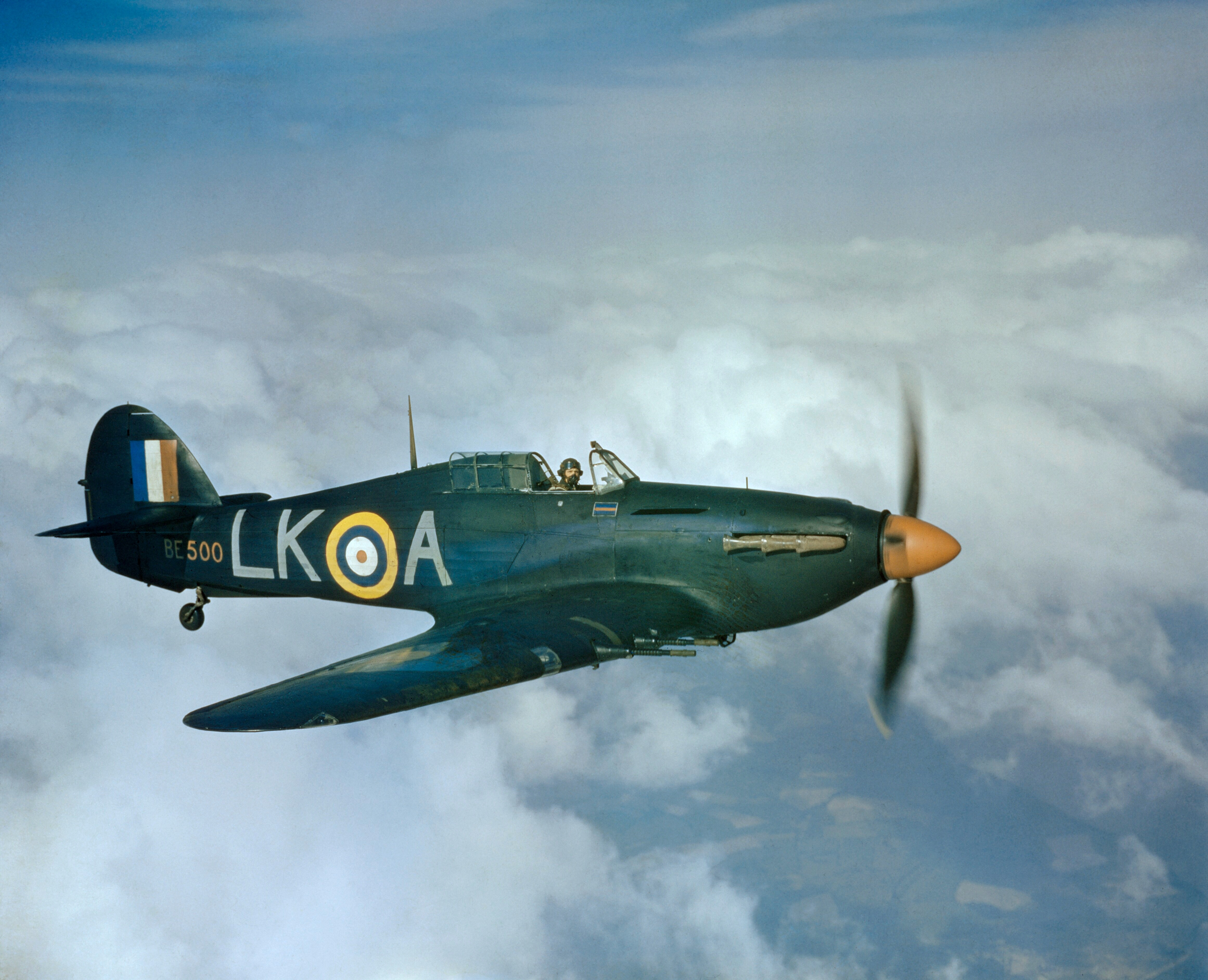
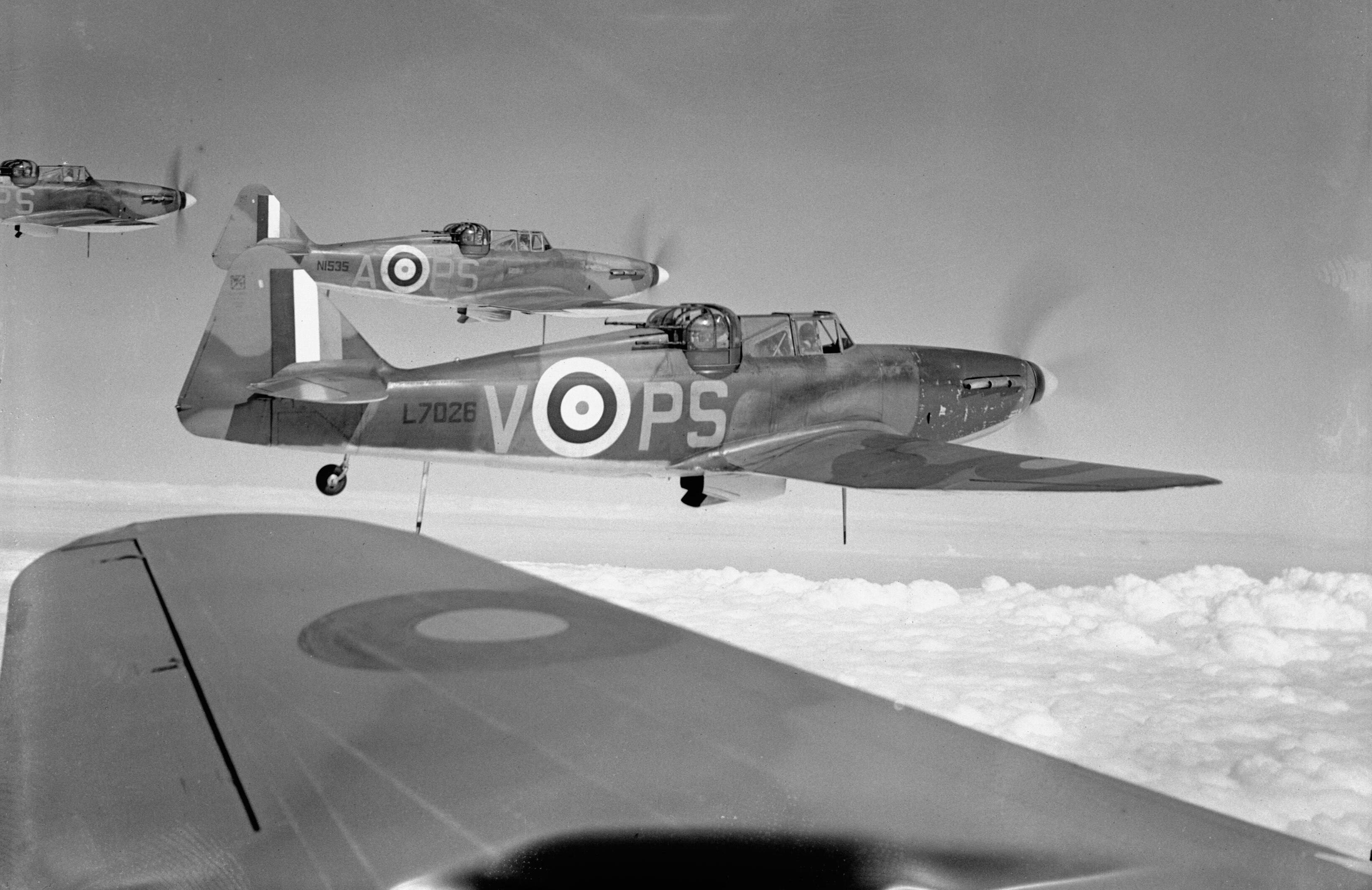
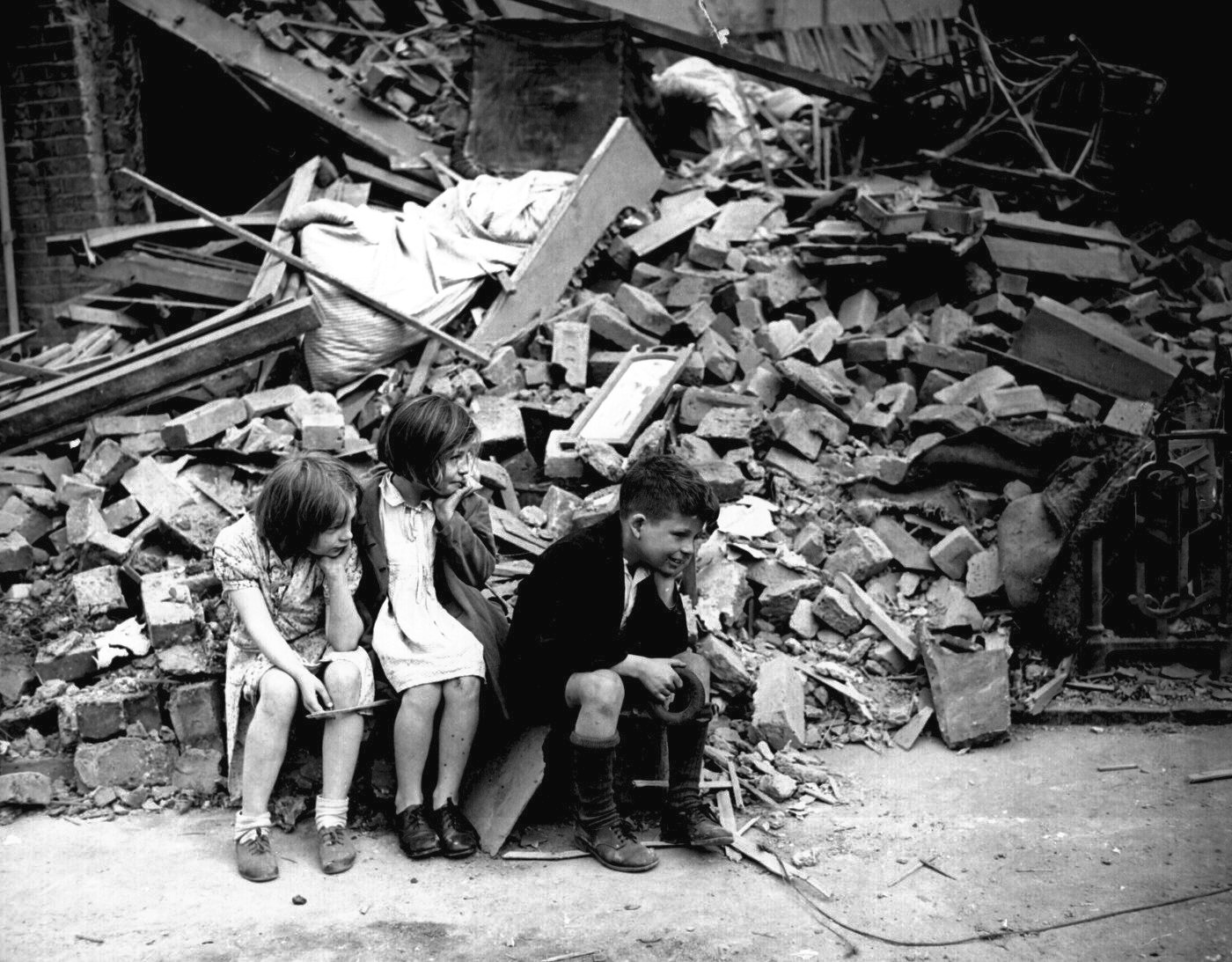
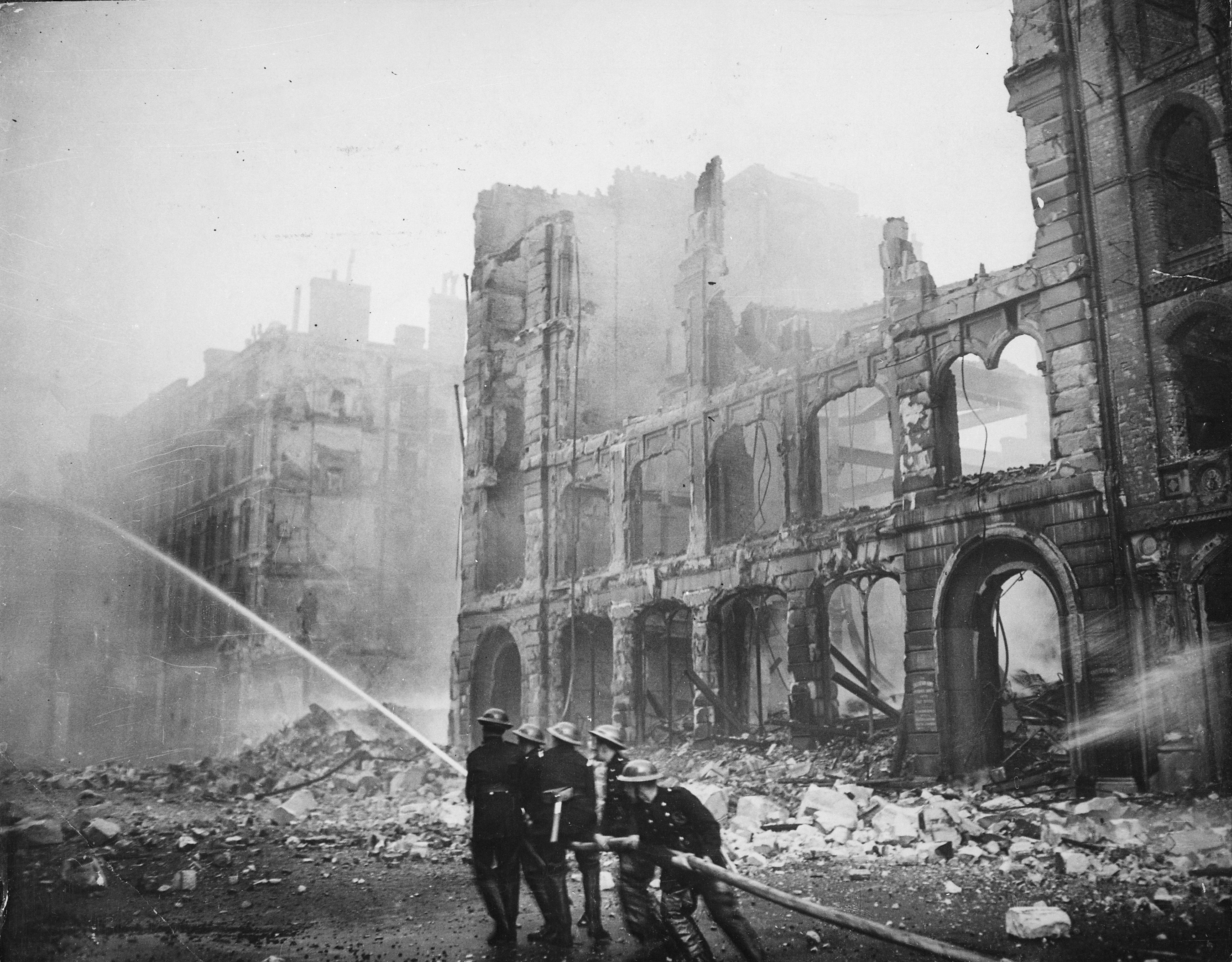
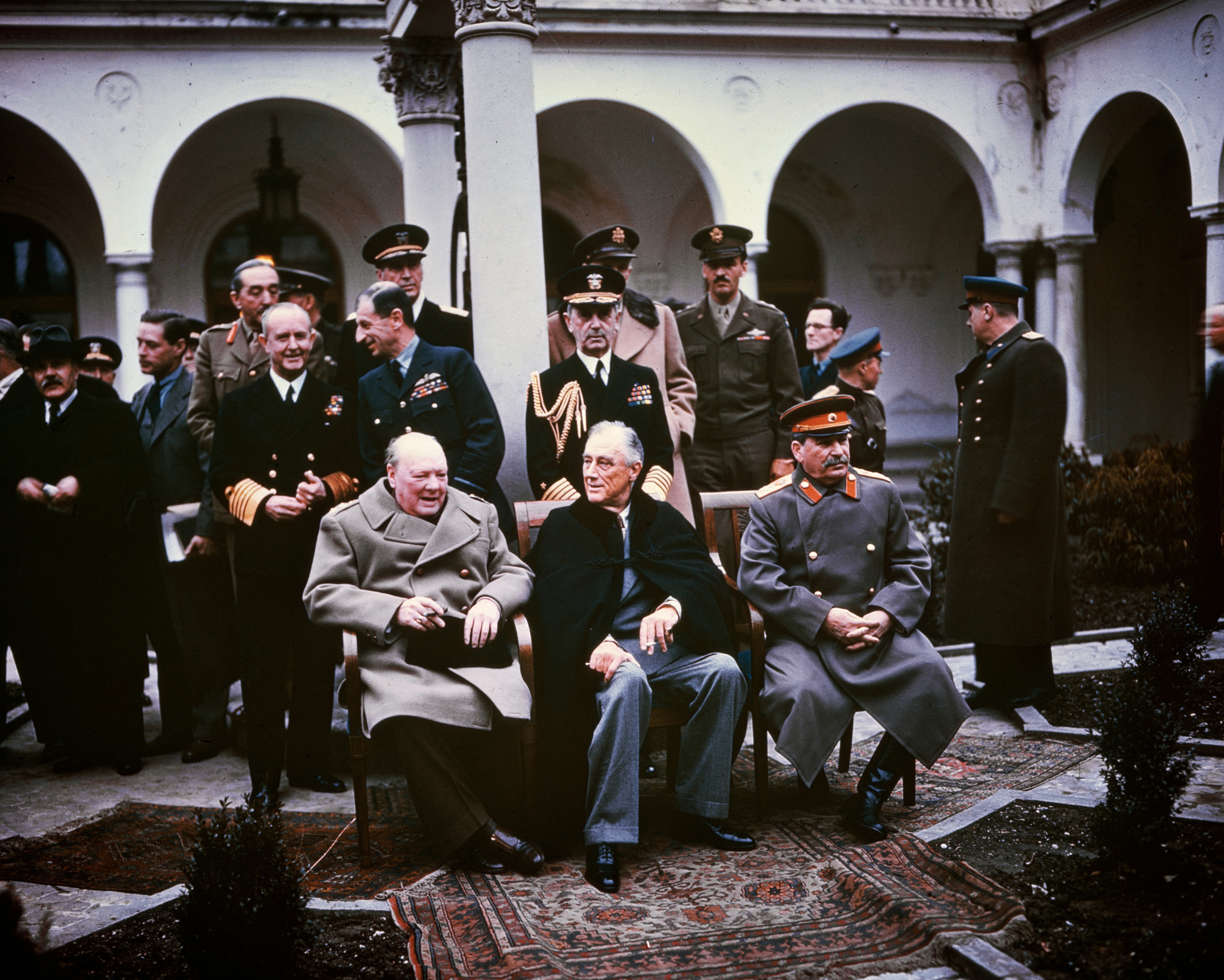
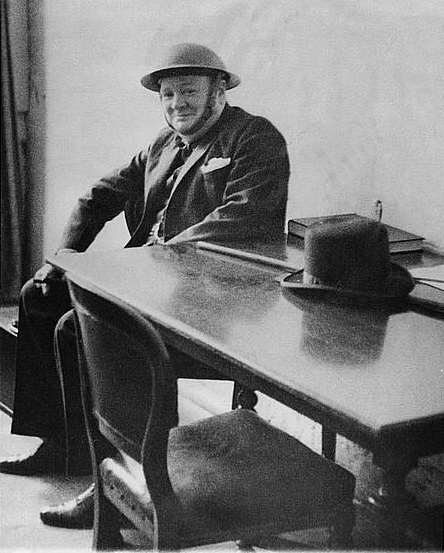
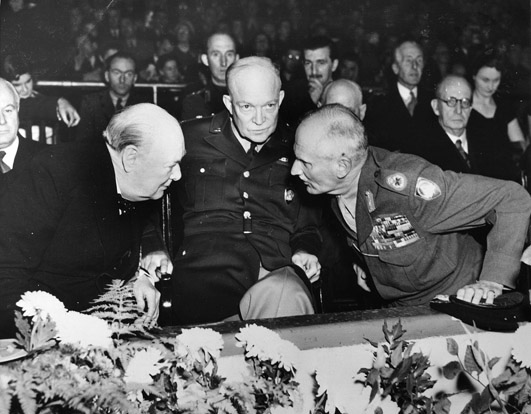
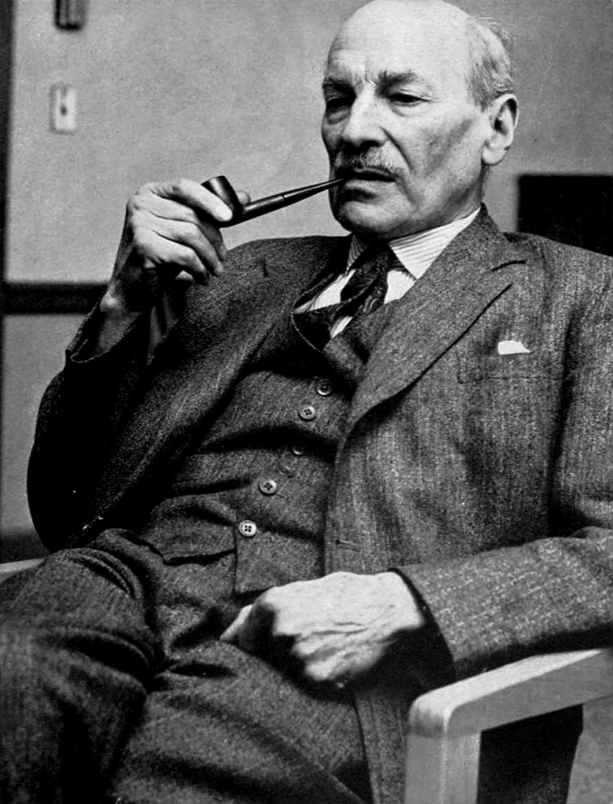
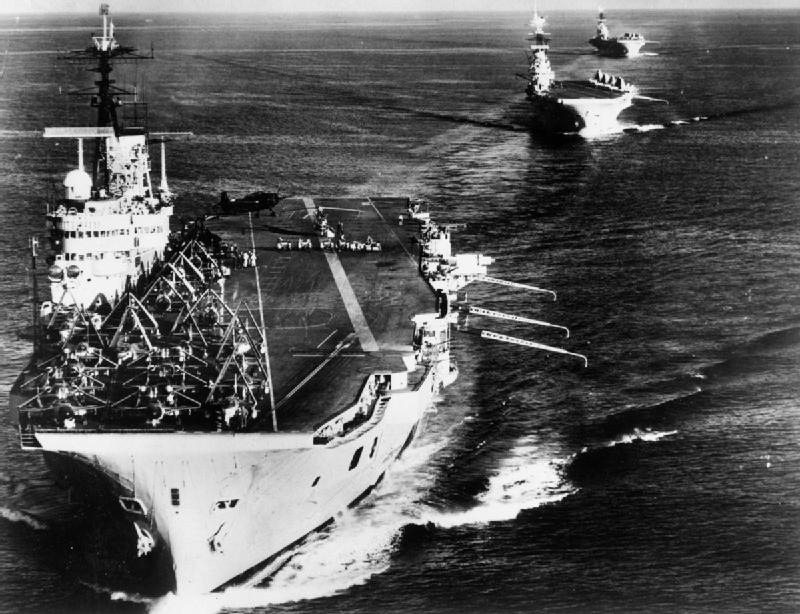

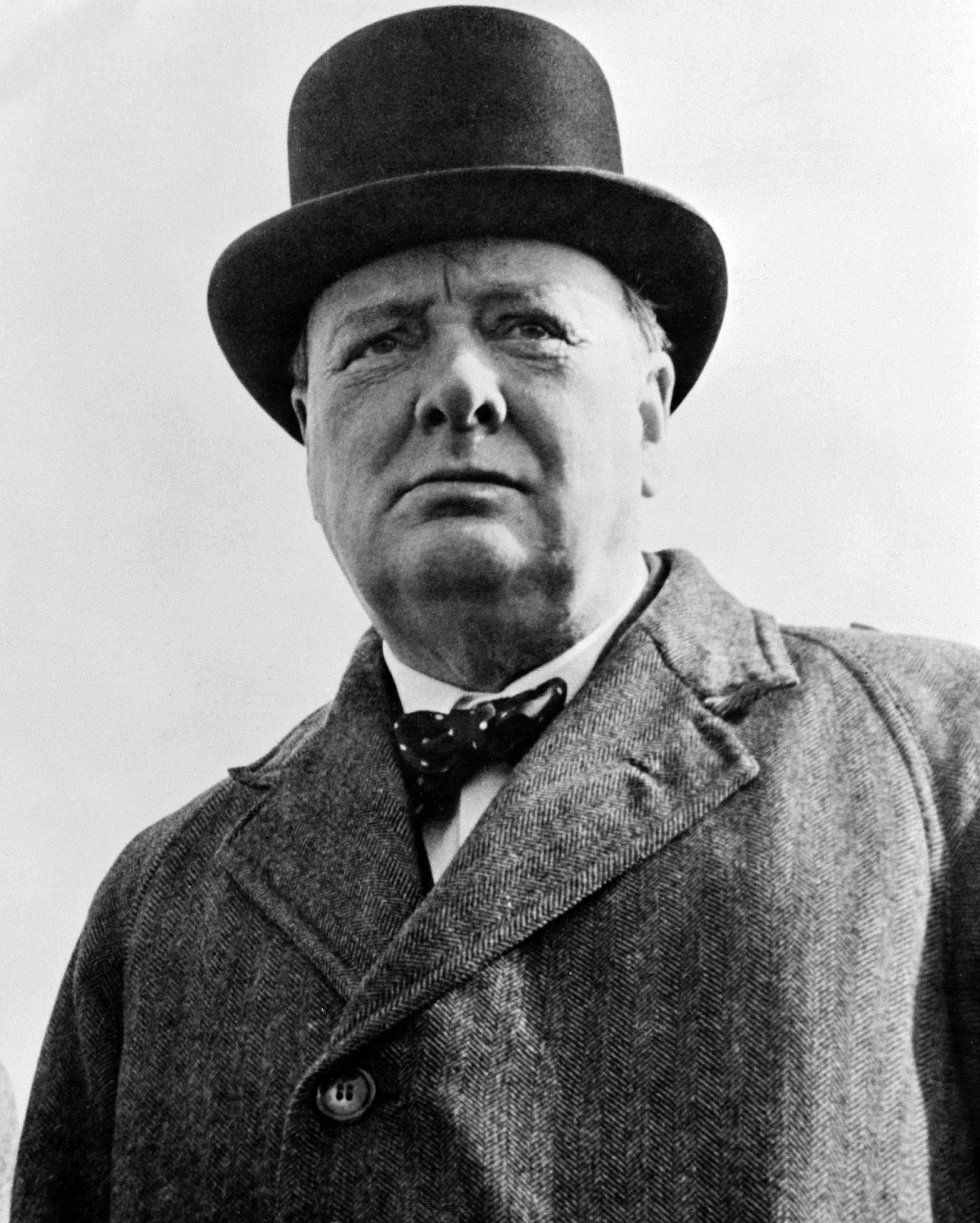
Sir Winston Churchill

În anii '30, Churchill a avertizat parlamentul de pericolul reprezentat de Germania Nazistă și campania sa de reînarmare. La izbucnirea celui de-Al Doilea Război Mondial, a fost numit din nou Prim Lord al Admiritati. După demisia lui Neville Chamberlain la data de 10 mai 1940, Churchill a devenit prim-ministru. Refuzul constant de a acceptă înfrângerea, predarea, sau un compromis pentru pace a ajutat Marea Britanie în prima parte a războiului când Marea Britanie era singură țară activ implicată împotriva lui Hitler. Churchill este cunoscut pentru discursurile și emisiunile radiofonice despre război. A condus Marea Britanie ca prim-ministru până la asigurarea victoriei împotriva Germaniei Naziste.
Al doilea război mondial a provocat pierderi materiale și umane uriașe pentru Marea Britanie. Flota britanică a fost distrusă. Producția industrială și exporturile au scăzut. Marea Britanie depindea tot mai mult de SUA. După război a început procesul de descompunere al imperiului colonial. Marea Britanie nu mai putea să-și impună politică sa de "echilibru de forțe" la nivel internațional, iar apariția armelor de distrugere în masă și a rachetelor intercontinentale au redus total poziția strategică a Marii Britanii ca stat insular.
Trupele britanice au luptat în Pacific, deși nu au făcut față japonezilor, pierzând în Malaysia, Indonezia, însă în confruntările cu adversari mai slabi au reușit să obțină victorii.Pierderile pe care le-a suferit Marea Britanie au fost importante, pentru că războiul a fost crâncen, chiar dacă au fost mai mici decât în Primul Război Mondial.	300.000 de soldați au fost uciși (100.000 din restul Commonwealth-ului).Pierderile au fost extrem de mari și în domeniul naval: 18 milioane de tone de nave distruse.Au fost distruse sute de mii de imobile și 12.000 de uzine.Costurile au fost atât de mari, încât dincolo de pierderile umane și materiale, cea mai urgență problema a Marii Britanii a fost că nu mai avea fonduri, fiind datoare SUA.
În decembrie 1945, Marea Britanie a primit din partea SUA un împrumut de 4,5 miliarde $, care au pus două condiții: restabilirea schimbului liber al lirei sterline în raport cu dolarul și suspendarea tarifelor preferențiale. Marea Britanie a  cheltuit banii imediat fără să respecte angajamentele asumate față de SUA, fapt care a provocat o profundă criză financiară. Guvernul a trebuit să readucă importurile de mărfuri. A fost lansată inițiativa americană Planul Marshall, prin care Marea Britanie a primit mărfuri în valoare de 2,35 de miliarde $. Situația economică nu s-a îmbunătățit, lira devalorizandu-se puternic  n raport cu dolarul, sporindu-se dependența față de SUA. Din 1950, ajutorul american a fost refuzat, autoritățile britanice încercând să promoveze exporturile engleze pe fondul lipsei concurenței germane și japoneze. În ciuda unor rezultate economice notabile, economia britanică tot nu s-a dezvoltat uniform (industria chimică, industria auto s-au dezvoltat, industria textilă și cea extractivă nu au atins parametrii dinainte de război). Pentru agricultură, guvernul a adoptat un plan pe patru ani pentru dezvoltarea acesteia și asigurarea unui preț minim de cumpărare a produselor agricole.
Winston Churchill, premierul Marii Britanii până în iulie 1945, a avut un rol decisiv în conferințele din timpul războiului ale Aliaților. Și-a menținut atitudinea fermă față de partenerul de atunci, Stalin. La Conferința de la Potsdam de după război, Aliații au ajuns la un consens privin împărțirea sferelor de influență. Curând a început Războiul Rece. Britanicii nu mai aveau aceeași putere de manevră în umbra noilor superputeri-SUA și URSS. Datoriile provocate de război a apropiat Marea Britanie de SUA. 
Ca membru fondator al ONU și aliat, Marii Britanii i s-a acordat o poziție permanentă în Consiliul de Securitate ONU. 
În 1945, coloniile britanice încă mai cuprindeau a patra parte din suprafață planetei. În 1947, India, perla imperiului britanic, și-a obținut independența. Toate coloniile britanice și-au întrerup legăturile cu fosta țară mamă în următoarele decenii și au rămas unite prin Commonwhealt-ul britanic al națiunilor, condus și azi de monarhul britanic lipsit de autoritate politică. 
Gradul de limitare a influenței internaționale a Marii Britanii s-a demonstrat pe fondul Crizei Suezului din 1956. În urma naționalizării canalului de către președintele egiptean Nasser, Marea Britanie și Franța au ocupat Canalul Suez. Operațiunea a eșuat însă datorită împotrivirii societicilor și americanilor.
Pe plan intern, apare un consens național pentru condiții de viață mai bune, care permitea o restructurare politică și socială fundamentală a statului. 
În ciuda acestei victorii scump plătită, dar glorioasă, la scurt timp după încheierea războiului s-au organizat alegeri, pierdute de Winston Churchill.	Conservatorii au greșit în timpul războiului, supralicitând figura lui Churchill. Labouristii au venit cu un program nou, „let’s face the future”, și au câștigat alegerile în ciuda sondajelor. 
După ce Partidul Conservator a pierdut alegerile din 1945, guvernul de coaliție din timpul războiului a demisionat la 24 mai, iar la 5 iunie s-au desfășurat alegeri parlamentare, fiind câștigate de Partidul Laburist ce dorea menținerea controlului statului asupra economiei prin naționalizarea principalelor ramuri ale economiei naționale, mijloacele de transport și băncile. Clement Attlee a devenit noul premier.
În 1945, noul guvern laburist ales, condus de premierul Clement Attlee a instituit un program extins de reforme pentru prosperitatea statului britanic. 
Laburiștii au naționalizat Banca Angliei, industria extractivă (carboniferă și de gaze naturale), o parte din întreprinderile metalurgice, transportul intern și aviația civilă, statul plătind despăgubiri în valoare de 2,5 miliarde de lire sterline. 
Pe plan social, laburiștii au adoptat legi de caracter social: 
- au anulat legea din 1927 ce interzicea sindicatelor dreptul la grevă
- au reorganizat sistemul de asigurări sociale prin plata indemnizațiilor pentru salariați, în caz de boală, de șomaj, de pierdere a capacității de muncă
- au înființat Serviciul Național al Sănătății în 1948, prin care a fost instituit serviciul medical gratuit, sistem care nu a funcționat decât până în 1951, când s-a introdus plata pentru serviciile medicale

Au fost adoptate două legi importante: Representation of the People’s Act și Legea Parlamentară.Cele mai importante măsuri au fost cele luate în plan social; Marea Britanie a devenit un model de stat al bunăstării (wellfare state), acest lucru făcându-se prin adoptarea unor legi ca Național Insurance Act, Health Service Act, Sistemul de Asistență Socială.S-au făcut mari eforturi de reconstrucție a locuințelor distruse, adoptându-se Town and Country Planning Act.	Nu au reușit însă să atingă numărul de 600.000 de locuințe reconstruite.Au apărut mai multe noi orășele ca Harlow . 
Laburiștii au fost împiedicați în politica lor de bunăstare din cauza problemelor britanicilor.Britanicii au introdus o lege care limita servirea în restaurante a maxim trei feluri. Lipsa alimentelor a dus la importul de conserve de peste sudic numit snoek.În 1947, când prințesa Elisabeta s-a căsătorit cu Philip, s-a anunțat că a primit 200 de bonuri de îmbrăcăminte.
În 1948 s-au organizat Jocurile Olimpice la Londra; statele comuniste nu au participat, iar cele mai multe medalii au fost câștigate de SUA și Suedia. Nu a existat un campus al sportivilor.
Guvernul a anulat sistemul cartelelor pentru pâine și cartofi, însă pentru alte alimente precum carnea, laptele și zahărul s-au menținut până în 1953.
Datorită situației economice deplorabile, a fost necesară intervenția lui Truman și a economistului John Maynard Keynes , iar Marea Britanie a primit un împrumut de 3.75 miliarde de dolari, dar condiția era să se restabilească valoarea aurului și argintului.
Politica  promovată de Clement Atlee a provocat nemulțumirea cetățenilor și a laburiștilor și astfel s-au ajuns la organizarea alegerilor parlamentare în februarie 1950. Laburiștii au câștigat din nou alegerile, dar nu au putut redresa situația economică și astfel în octombrie 1951 a fost necesar un nou tur de scrutin, câștigat de conservatori. 
Churchill a redevenit premierul Marii Britanii. El și cu succesorii săi ca Anthony Eden, Harold MacMillan și Alec Douglas-Home s-au îndreptat din nou către liberalismul economic, reformele pentru bunăstare socială fiind întrerupte temporar.
Prestigioasa revistă The Economist era foarte citită  . Se spune   că englezii apreciază statul bunăstării moștenit de la laburiști, dar acesta să fie conservator. 
Perioada lui Macmillan este cea în care The Affluent Society se introduce și în Marea Britanie.	Totuși, economia britanică se dezvoltă mult mai lent decât cea de pe continent (franceză, germană, italiană, spaniolă). Între 1950-1973, ritmul de creștere economică britanică era de 2.8 %, în medie.Acest lucru a creat o situație economică specifică : atunci când economia creștea, datoria publică devenea foarte mare.
O serie de factori i-au avantajat pe conservatori 
- angajamentul că nu vor continuă politică laburistă, că vor asigura pacea și că vor menține bune relații cu URSS
- intervenționism economic, rezolvarea problemelor sociale, soluționarea problemelor muncitorilor
- inițierea unei politici antiimigrationiste
- imaginea curată a partidului, necompromisă

Conservatorii doreau lărgirea sectorului de stat în economie și implicarea statului în conflictele de muncă, controlul calității mărfurilor, politică bugetară, stabilirea unor tarife și impozite, repartizarea subvențiilor și materiei prime, acordarea licențelor. 
Marea Britanie a decăzut pe plan industrial, dar în schimb, agricultura devenise sectorul cel mai profitabil. Destrămarea imperiului colonial a dus la dezvoltarea unei comunități de state (care îngloba 21 state cu 750 milioane de locuitori spre sfârșitul aniilor 60'), Marea Britanie continuând să le controleze economiile și viață politică, furnizându-le sprijin financiar și tehnic.
Datorită relațiilor economice strânse cu națiunile Commonwhealt-ului și intereselor internaționale ce se întindeau dincolo de Europa, Marea Britanie a rămas în afară nou-înființatei Comunități Europene. Pentru a-și extinde însă contactele economice și comerțul pe continent, Marea Britanie a devenit membru fondator al Asociației Europene a Liberului Schimb înființată la Stockholm pe 4 ianuarie 1960 cu scopul de a promova dezvoltarea și prosperitatea în statele membre, relațiile comerciale și cooperarea economică între statele vestice și restul lumii.

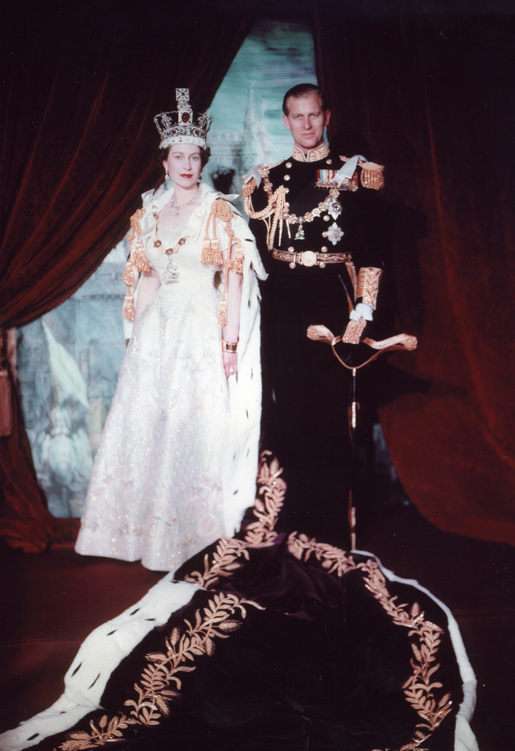
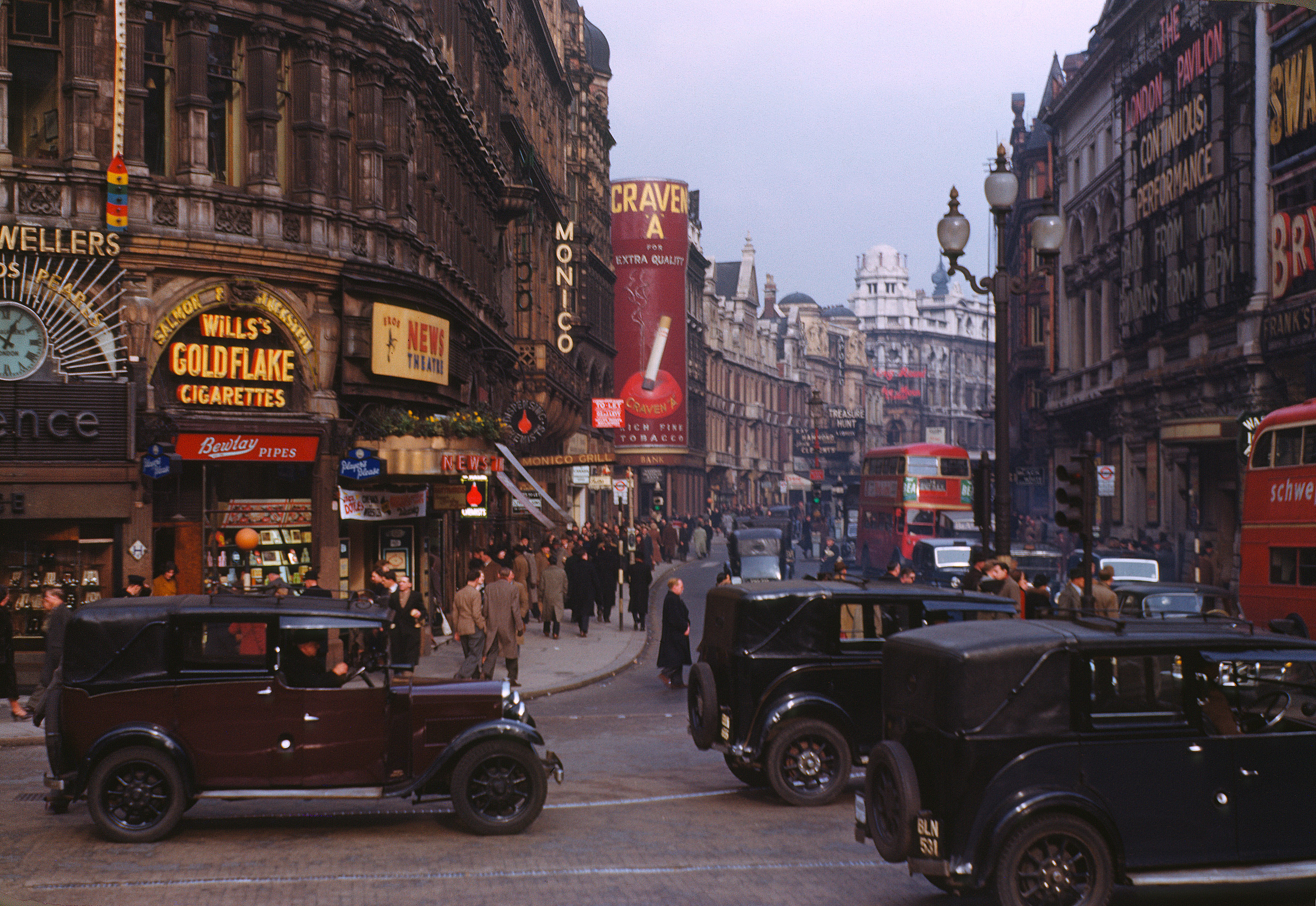
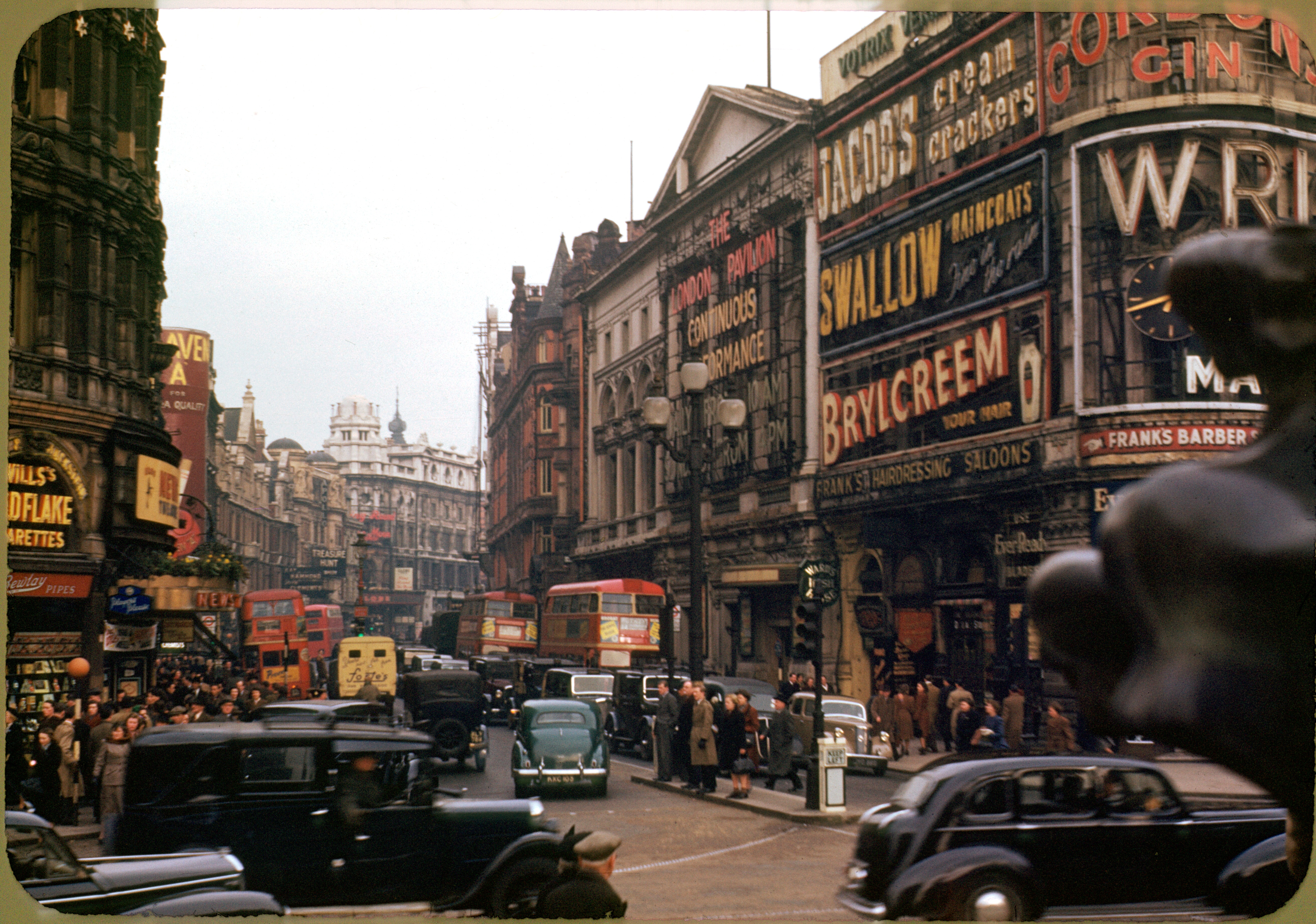
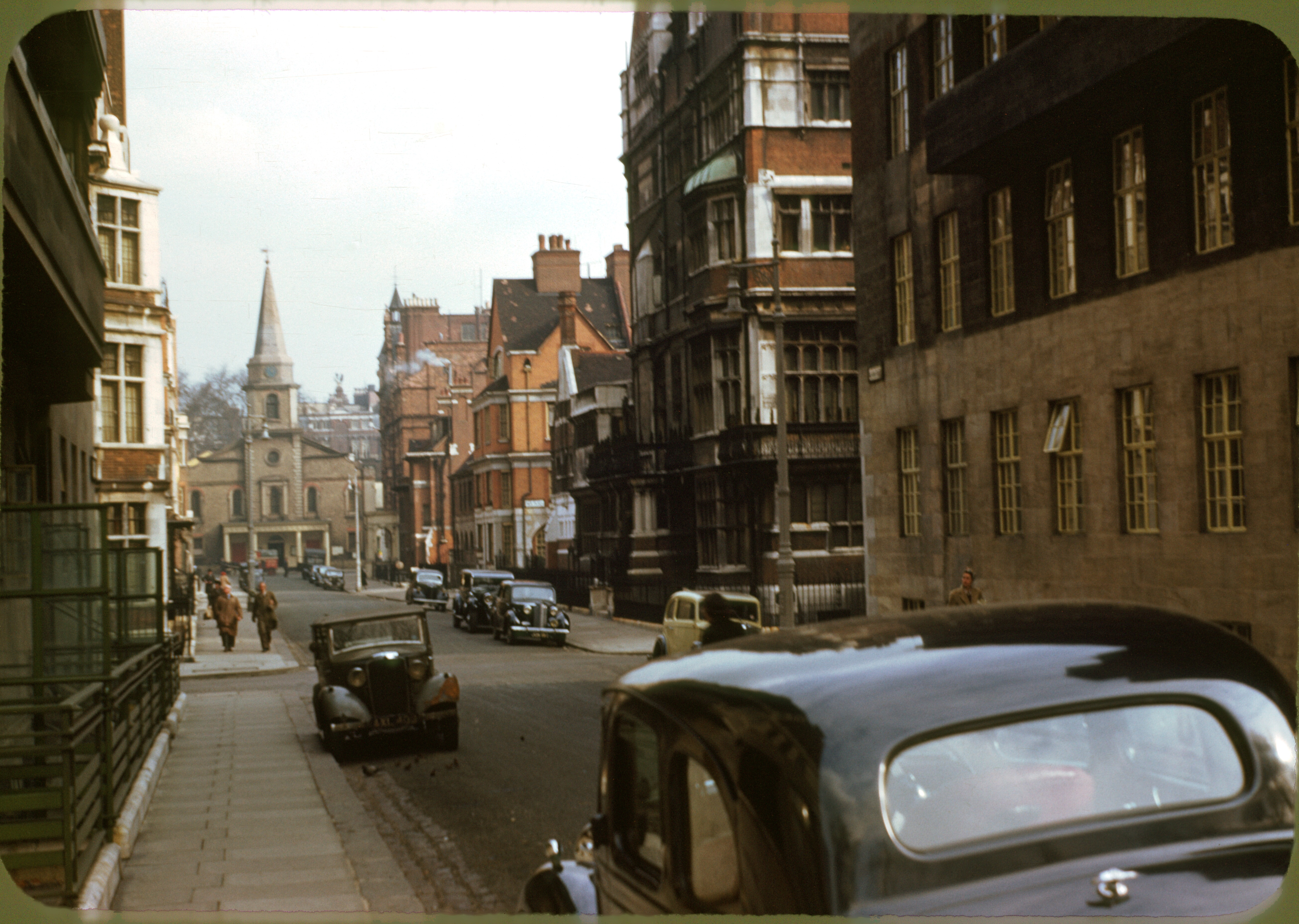
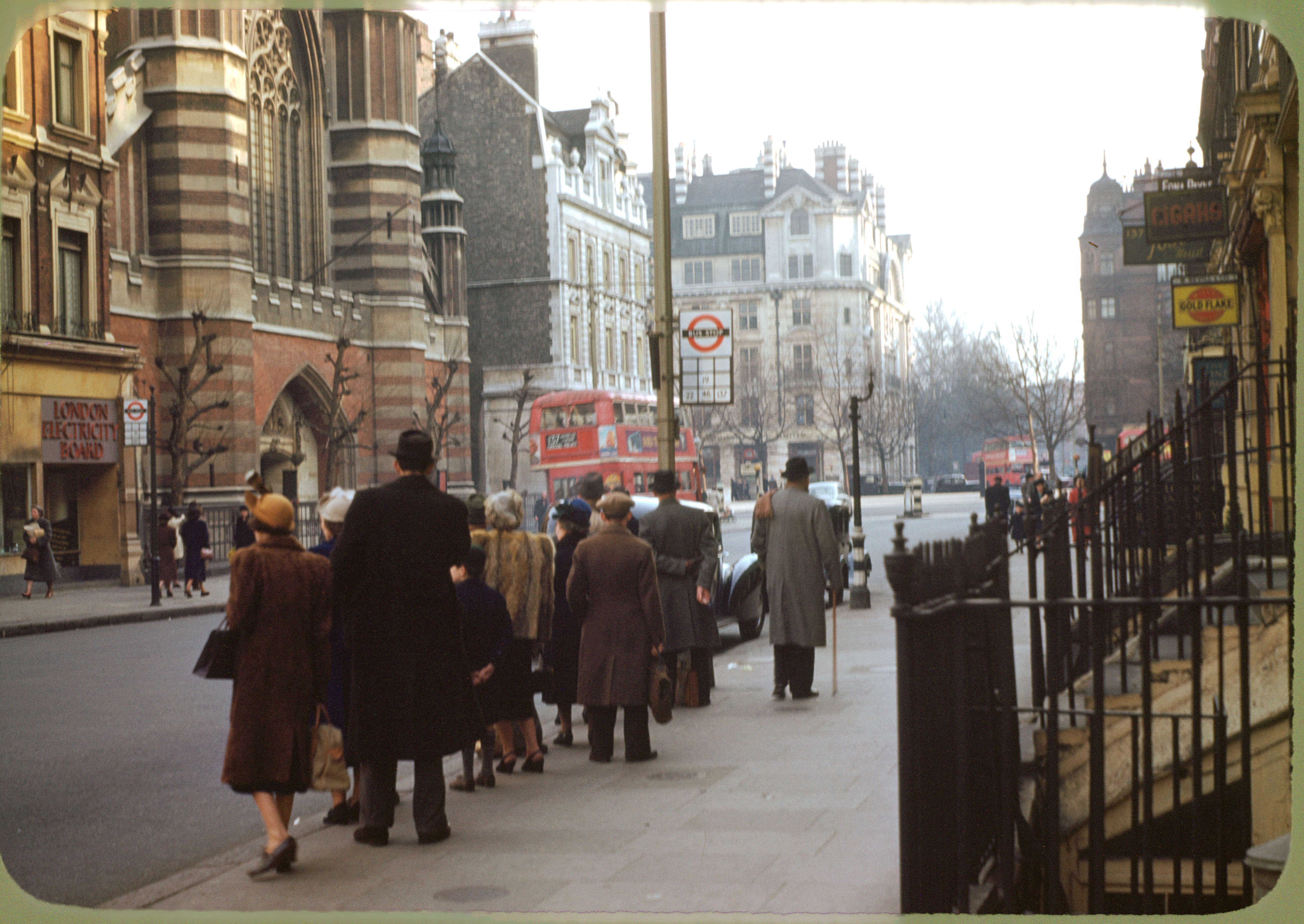

##### 1960-1979

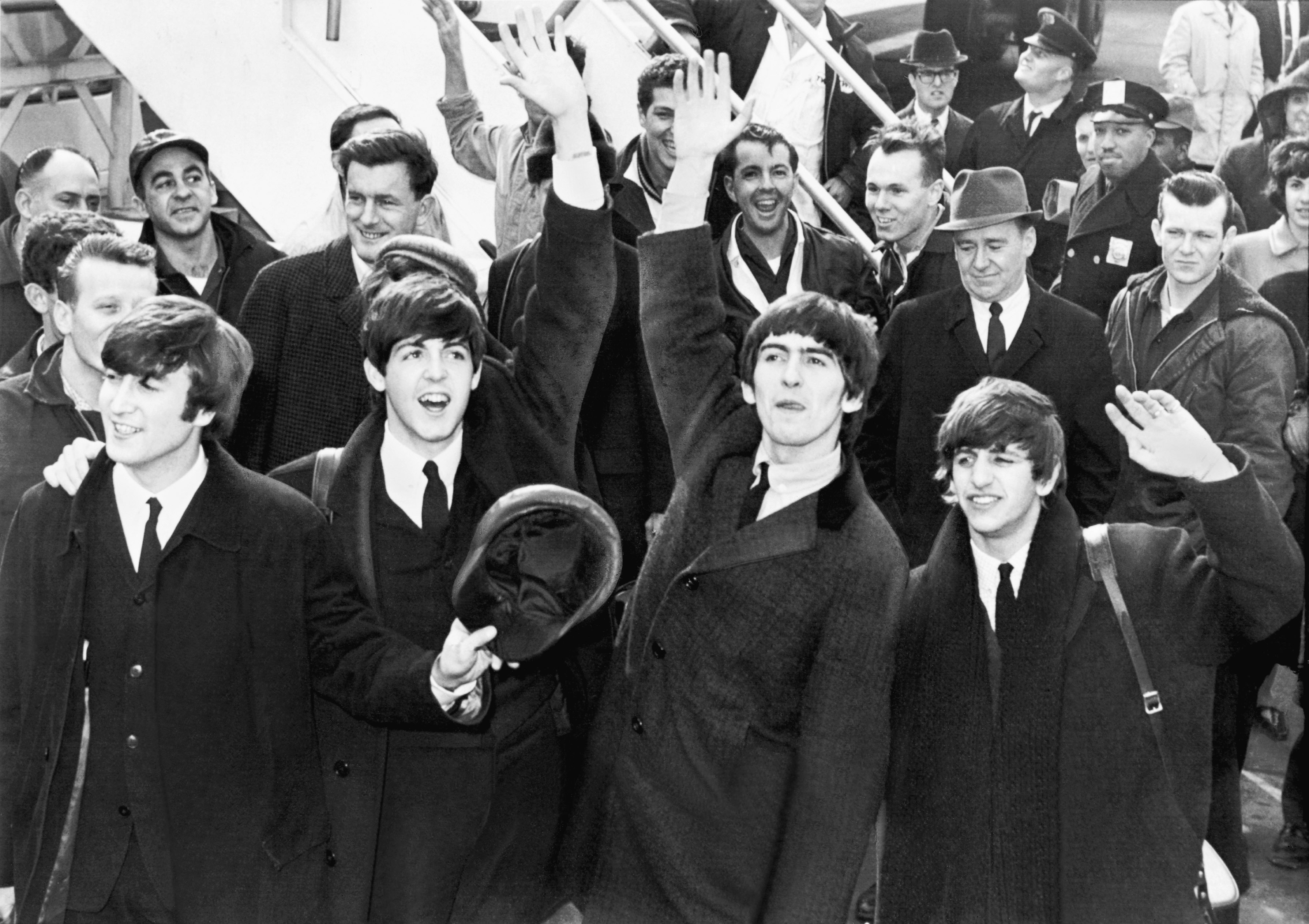
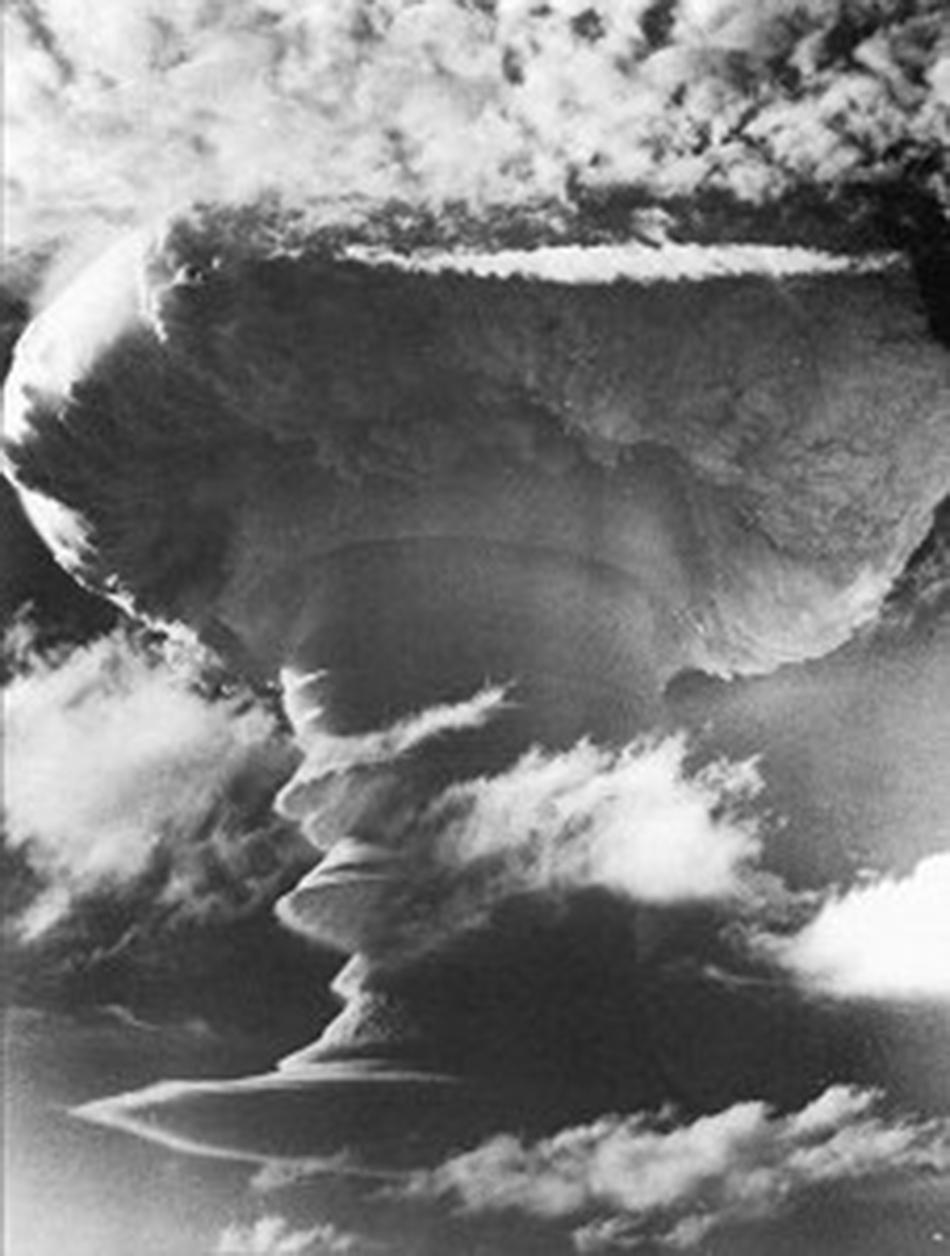
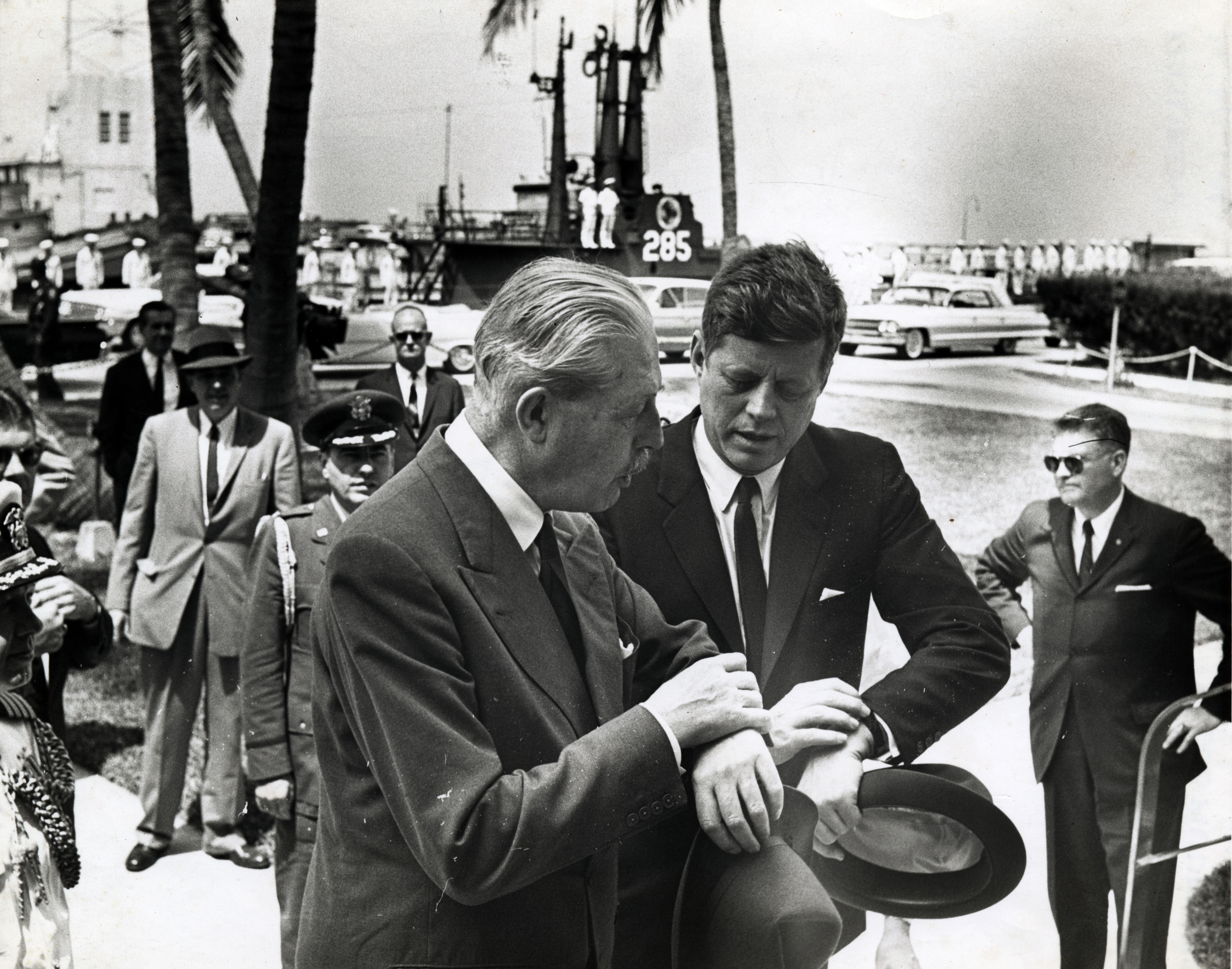
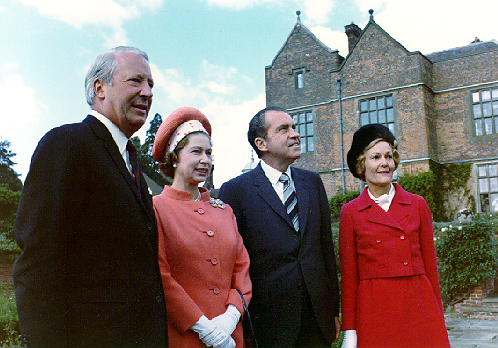
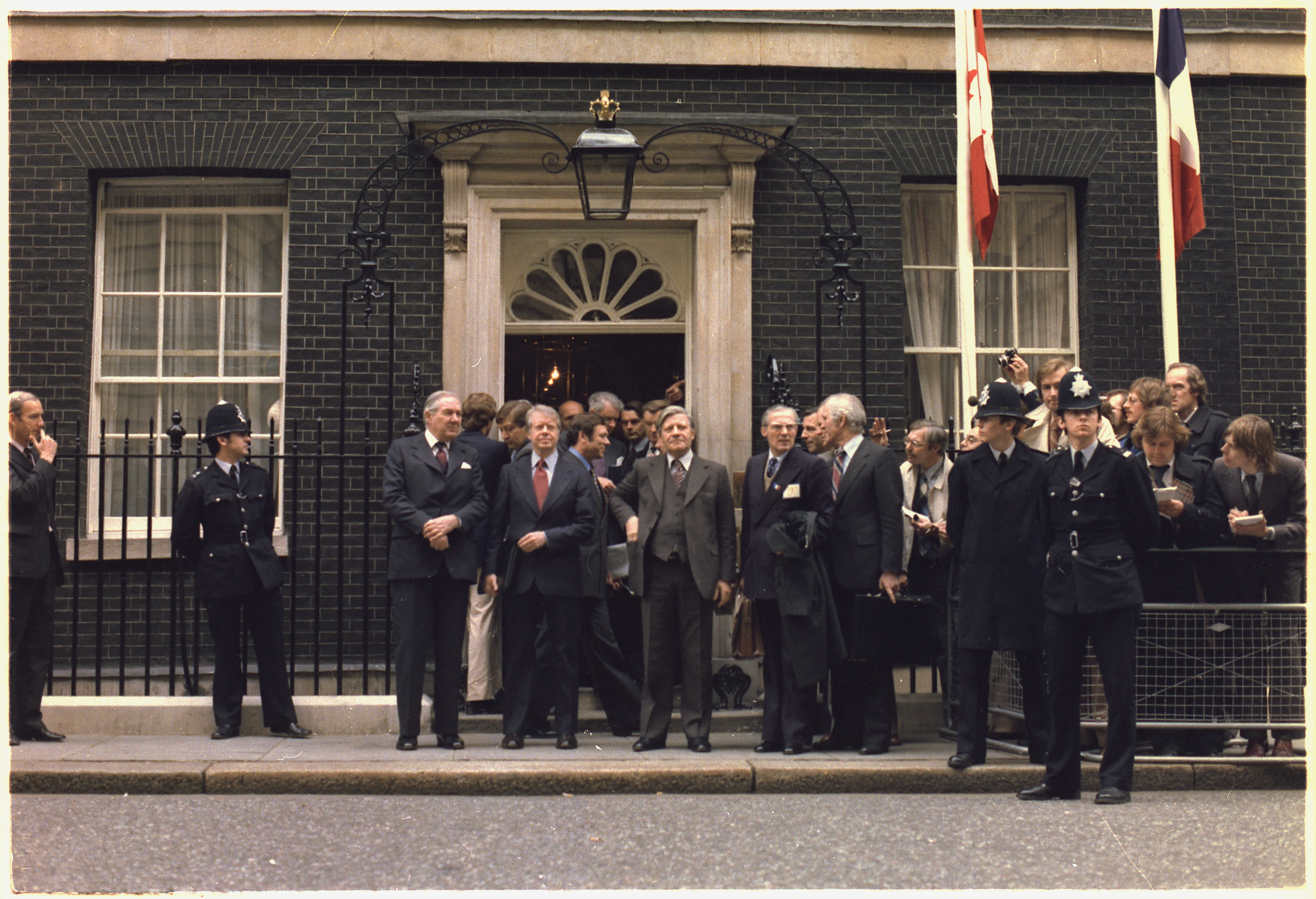
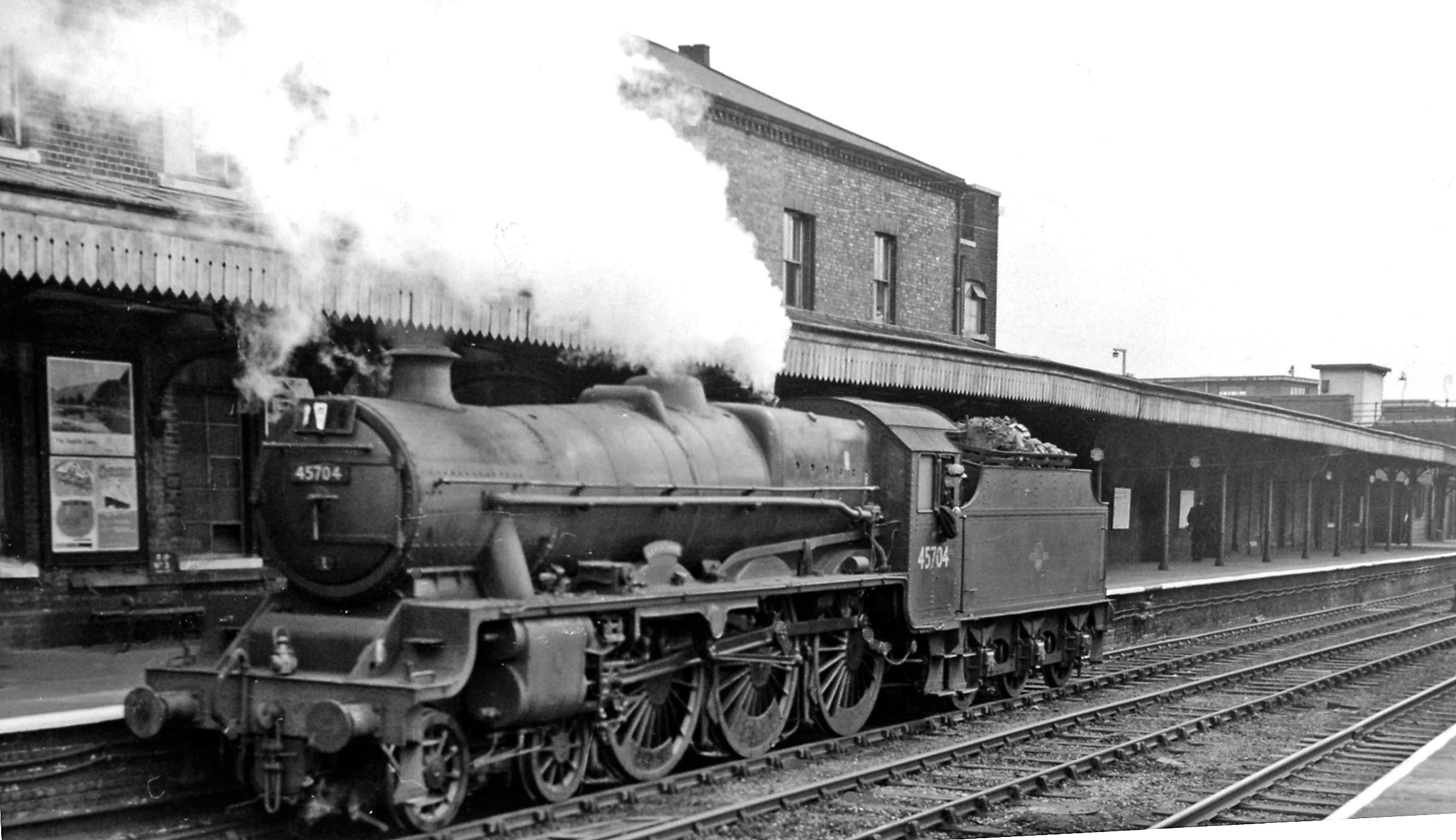
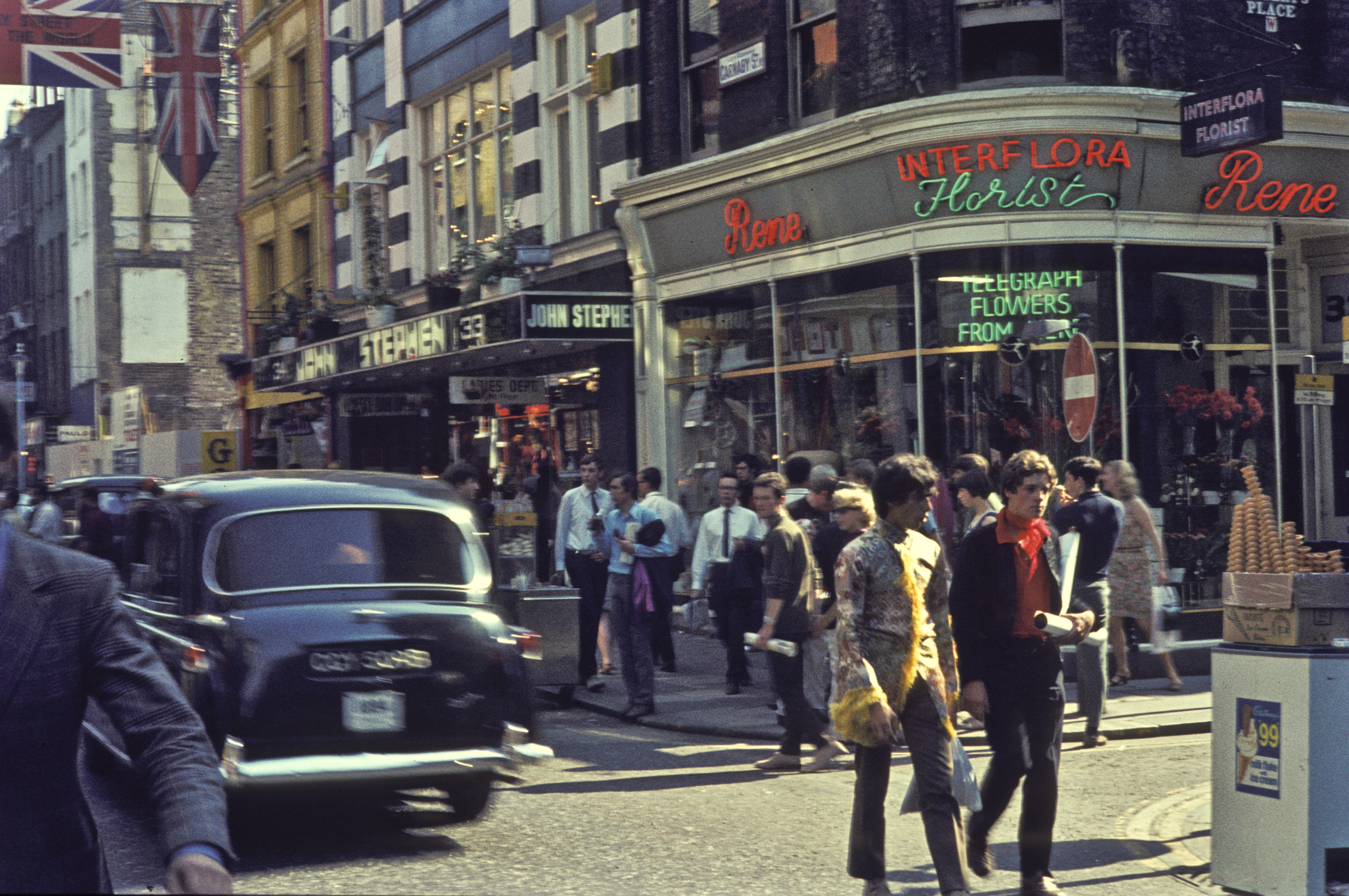
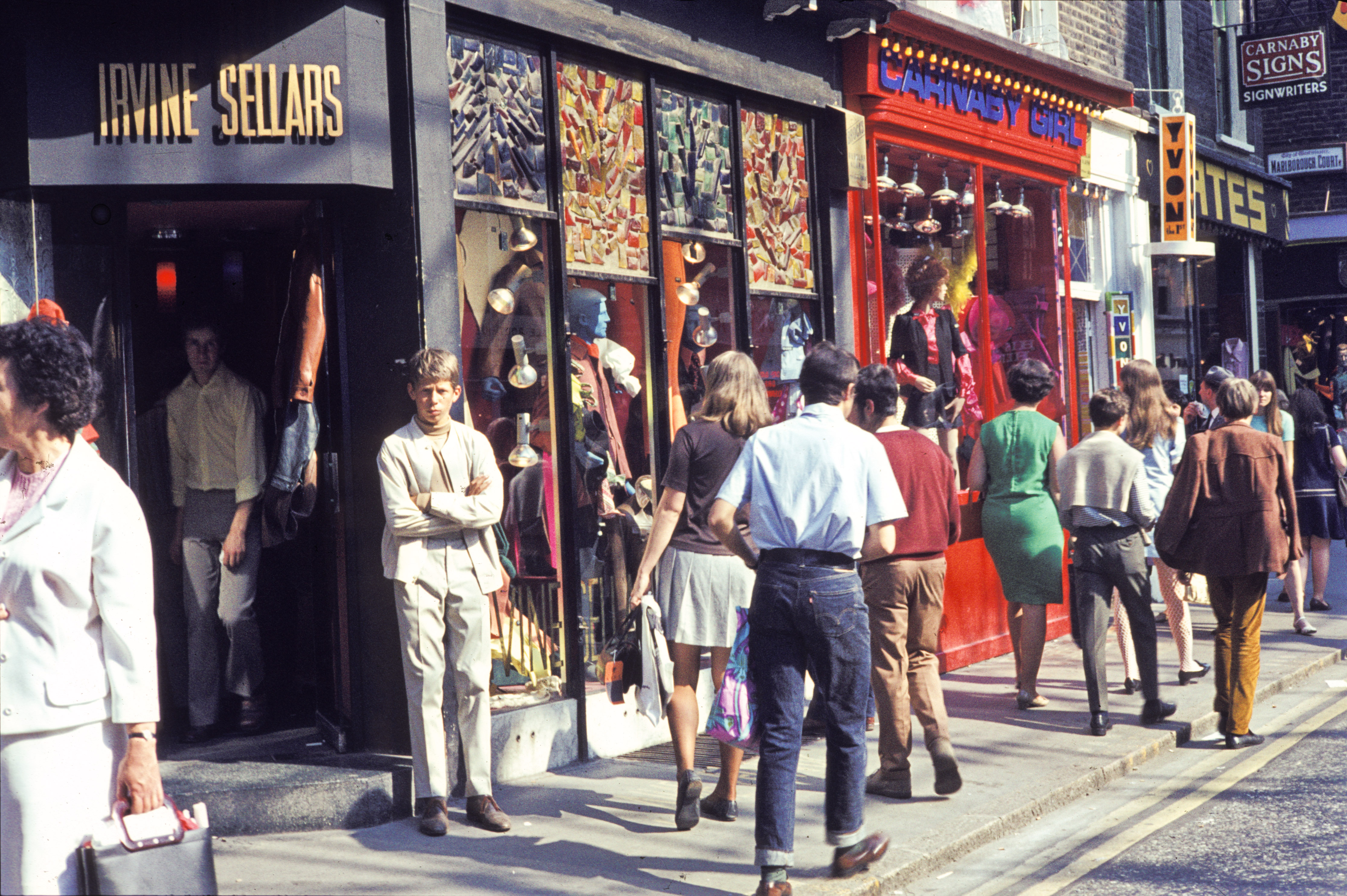
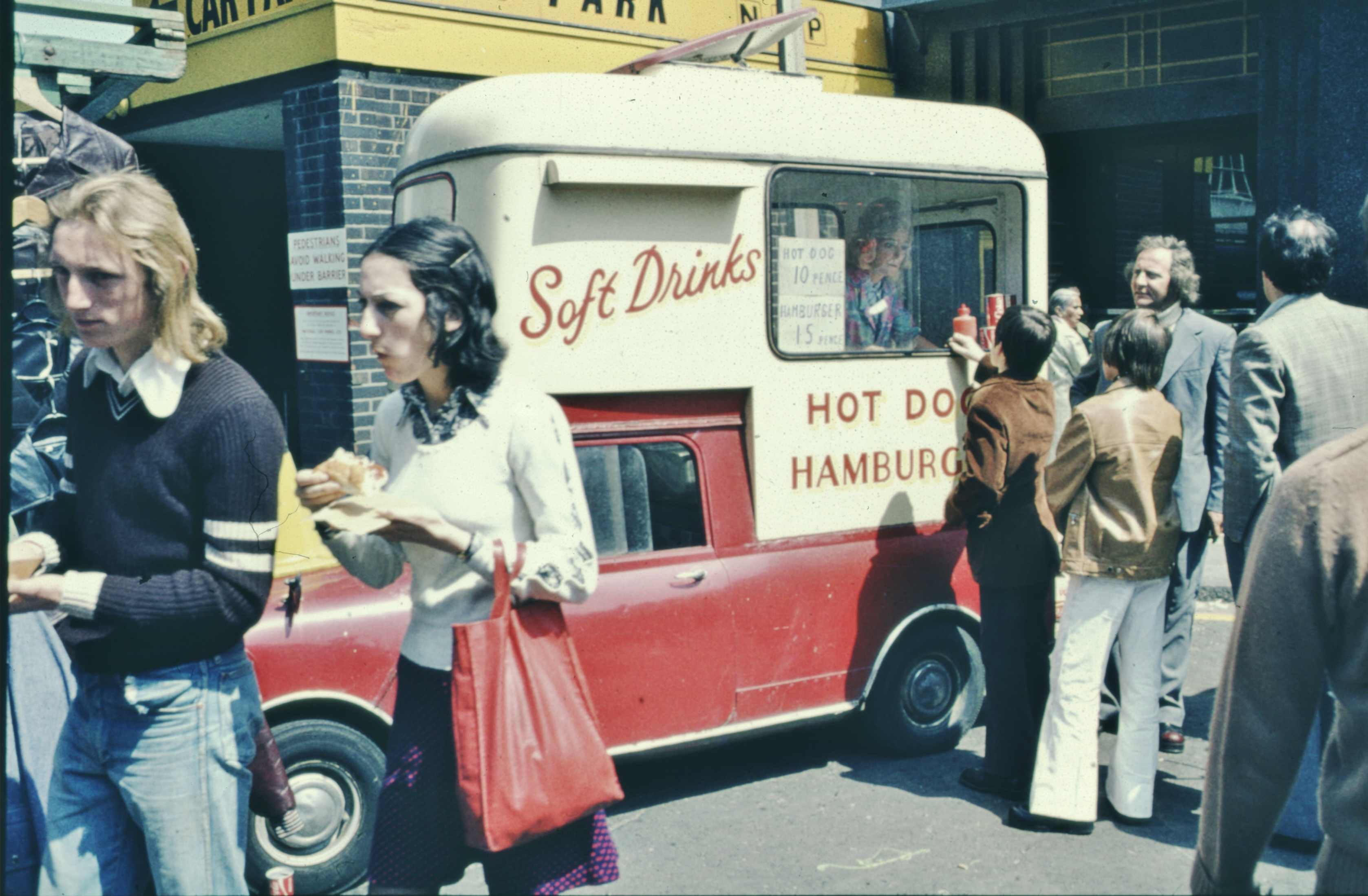
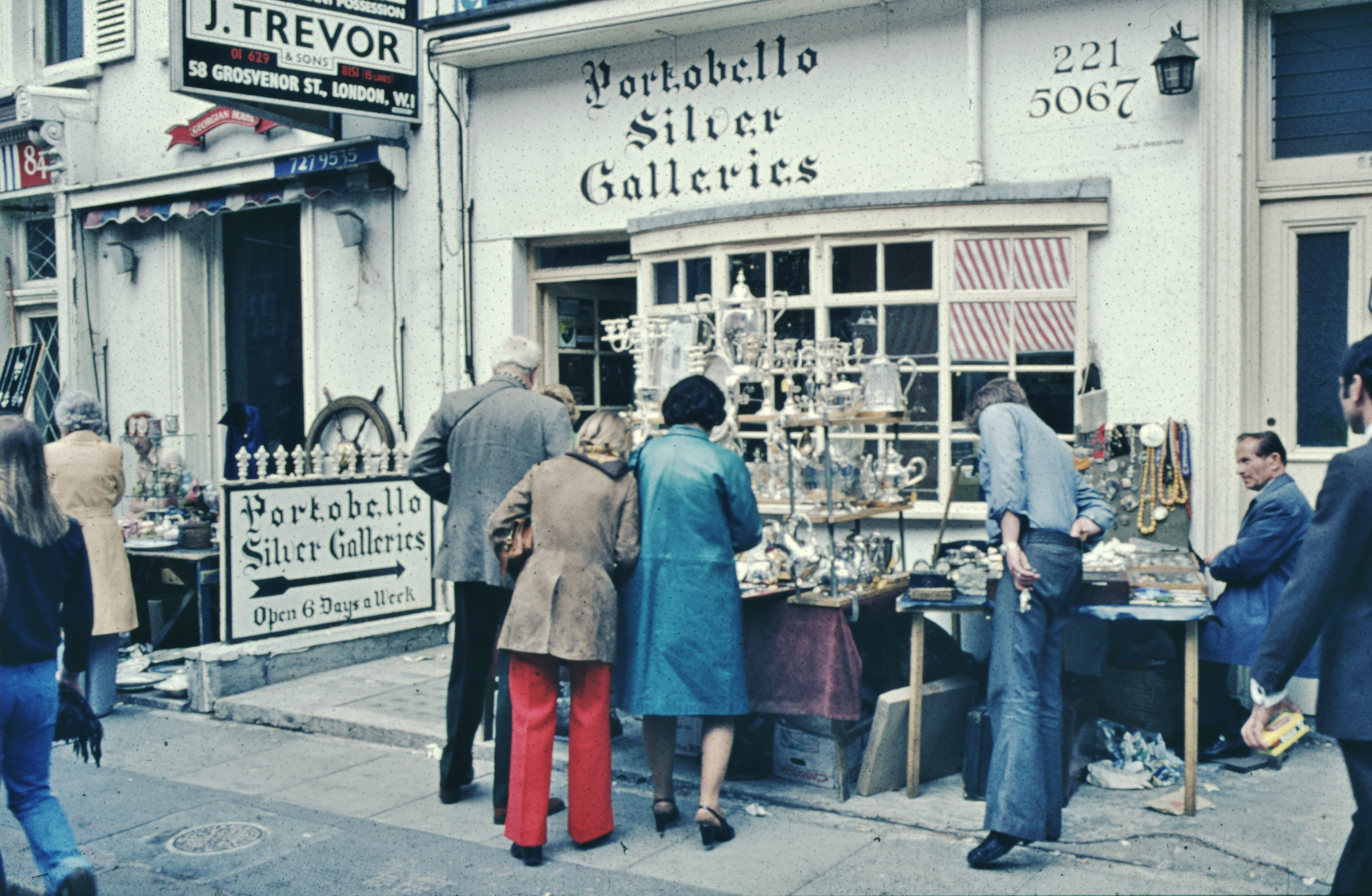

În anii 1960, lira continuă să scadă, iar rădăcinile crizei economice erau tot mai vizibile, economia brianica fiind pe punctul de a se prăbuși din cauza mijloacelor de producție învechite, a pierderilor de producție cauzate de greve numeroase și a extinderii exagerate a bugetului determinată de creșterea cheltuielilor sociale.
În urmă alegerilor din 1964, laburiștii au ajuns din nou la guvernare și au inițiat o serie de programe sociale prin îmbunătățirea sistemului de pensii și a sistemului sanitar și de renationalizare a industriei metalurgice. 
În decembrie 1964, guvernul, sindicatele și antreprenorii au semnat "Declarația de Intenții", un acord prin care sindicatele se angajau să nu declare greve neautorizate, iar antreprenorii să nu ridice prețurile arbitrar. 
Pe plan economic, guvernul a propus un plan de dezvoltare pe 4 ani din 1966, primul în istoria Marii Britanii. În august 1966 a fost adoptată Legea prețurilor și salariilor, care reglementa cererile sindicatelor privind creșterea salariilor. Au avut loc modificări în structura socială a populației, iar ca urmare a progresului științific, raportul între muncă fizică și cea intelectuală s-a schimbat în favoarea celei intelectuale. 
Încă de la semnarea Tratatului de la Roma, Marea Britanie s-a ținut în afară organizației europene. Britanicii au creat Asociația Europeană a Liberului Schimb, intenționând să concureze Piața Comună. Interesele industriașilor britanici s-au dovedit mult mai puternice decât statele CEE. Eșecurile ulterioare ale AELS și presiunile bancherilor și industriașilor au determinat guvernul britanic ca, din 1961, să inițieze negocieri de aderare la CEE. Problema aderării a fost foarte dezbătută în anii 60'. Laburiștii au condiționat aderarea de apartenența la CEE să nu lezeze interesele Commonwealthului, promovarea unei politici externe independente, garanții privind desfacerea producției agricole engleze independente pe piață statelor CEE; îndeplinirea obiligatiilor asumate față de statele AELS; dezvoltarea economică independența a țării. Conservatorii s-au pronunțat împotriva, considerând aderarea ca fiind sfârșitul comunității britanice.
Discuțiile au continuat până în 1971, când Marea Britanie a obținut acordul statelor CEE privind aderarea. În 1972 a fost semnat Tratatul privind aderarea Marii Britanii începând de pe 1 ianuarie 1973. Efectele aderării au fost îmbunătățirea calității producției industriale și intensificarea ritmurilor de creștere a productivității muncii.
Conflictul din Irlanda de Nord, avându-și rădăcinile din secolul al XVI-lea, era izbucnit de numărul mare de protestanți ce dețineau poziții superioare în administrație și de criză economică în industria textilă și de creșterea șomerilor. În 1967 a fost înființată Asociația de luptă pentru drepturile cetățenești în Irlanda de Nord, care avea ca obiectiv abolirea discriminării religioase. În 1969, guvernul a dislocat forțe în Irlanda de Nord, fiind promulgată legea pentru împuterniciri extraordinare pentru a-i aresta fără judecată pe participanții la acțiunile Asociației de lupta pentru drepturile cetățenești, iar în martie 1972, Parlamentul local a fost desființat.
În urma exploziei prețului de petrol în 1973, dezvoltarea economică a stagnat. Apartenența la CEE a avut puține efecte pozitive pentru Marea Britanie. 
Perioada aniilor 60-70' a fost marcantă de formația muzicală pop-rock, "The Beatles" alcătuit din John Lennon , Paul McCartney , George Harrison și Ringo Starr . Ei au avut ca țintă generațiile de tineri rezultate de după al Doilea Război Mondial . Ei și-au dovedit nu doar talentul de muzicieni și au pășit granița spre cinematografie, și în particular, în cazul lui John Lennon , spre activism politic. S-a mai afirmat de asemenea formația de rock "The Rolling Stones".

##### 1979-1991

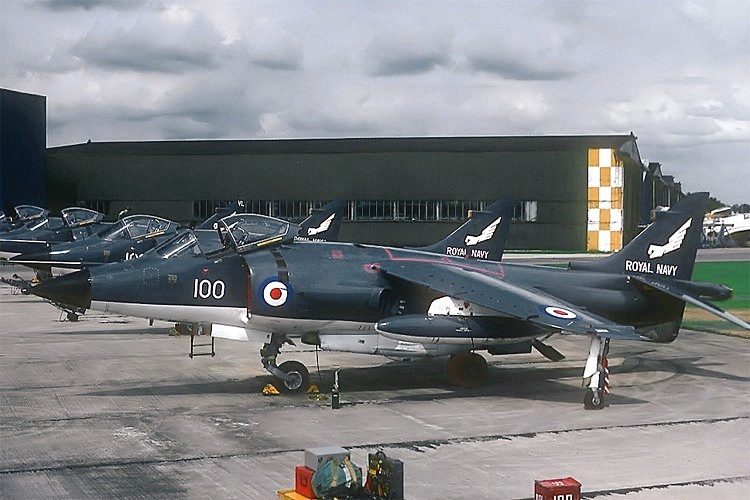
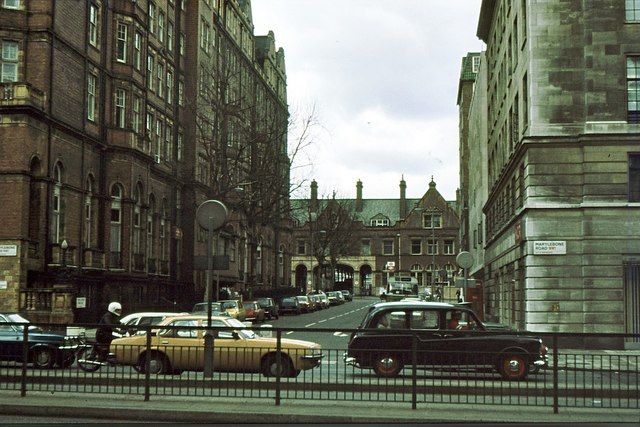
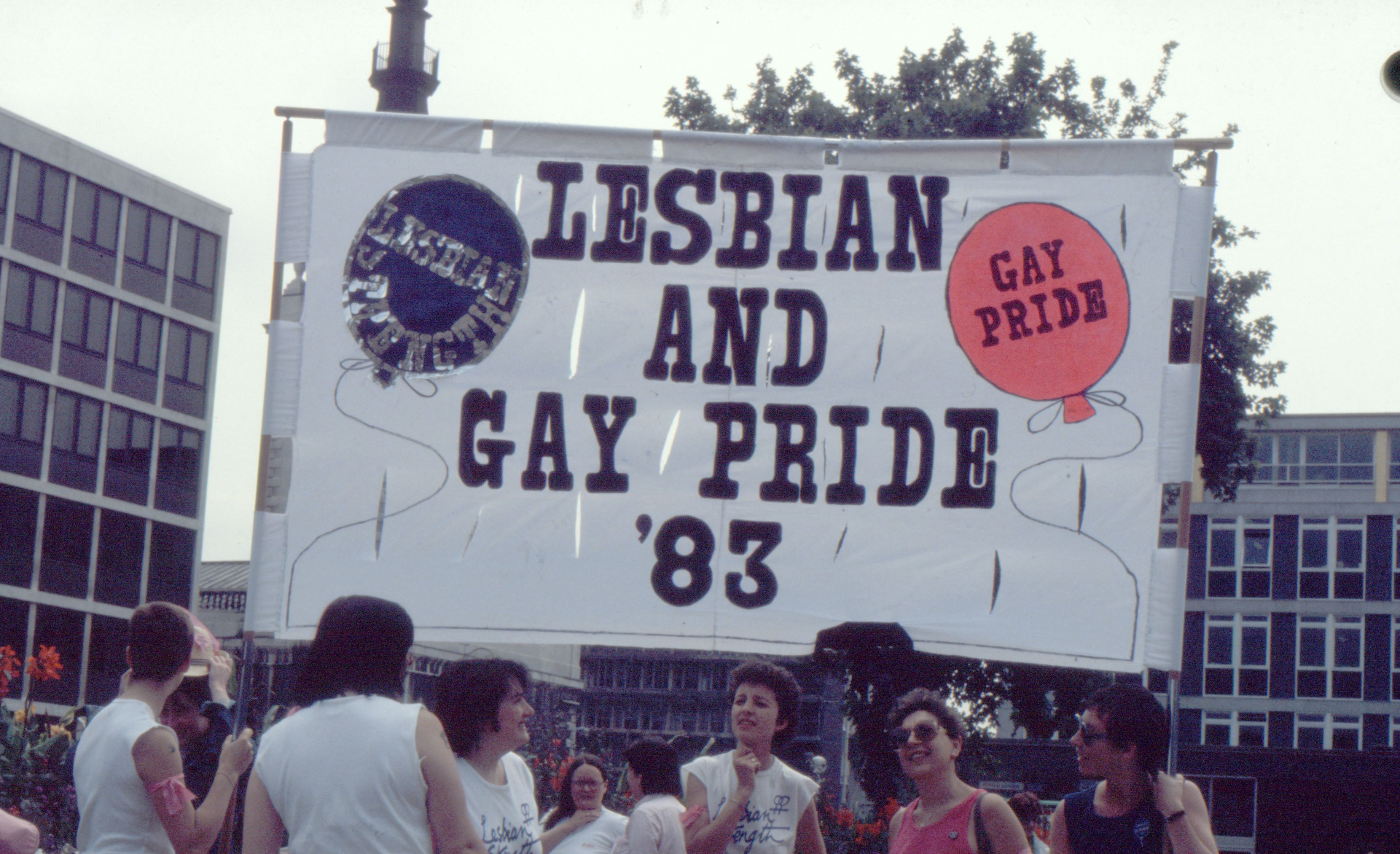
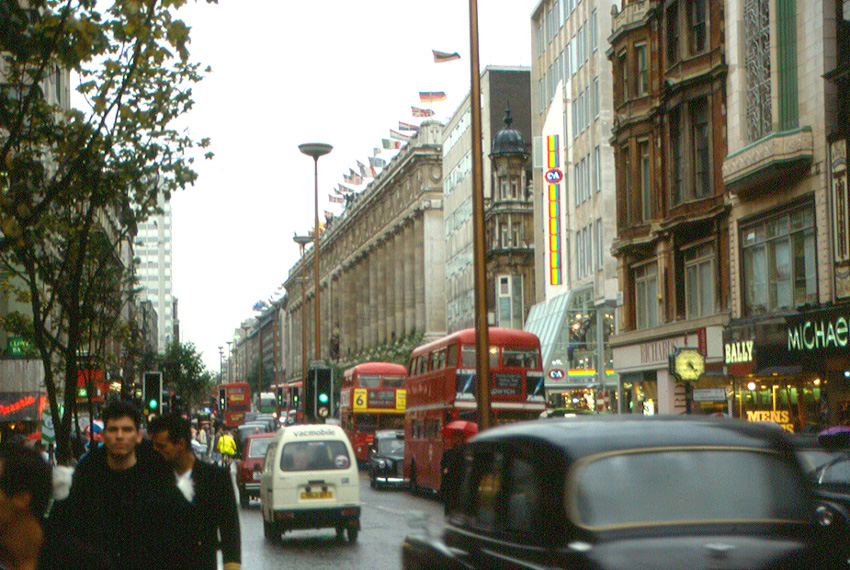
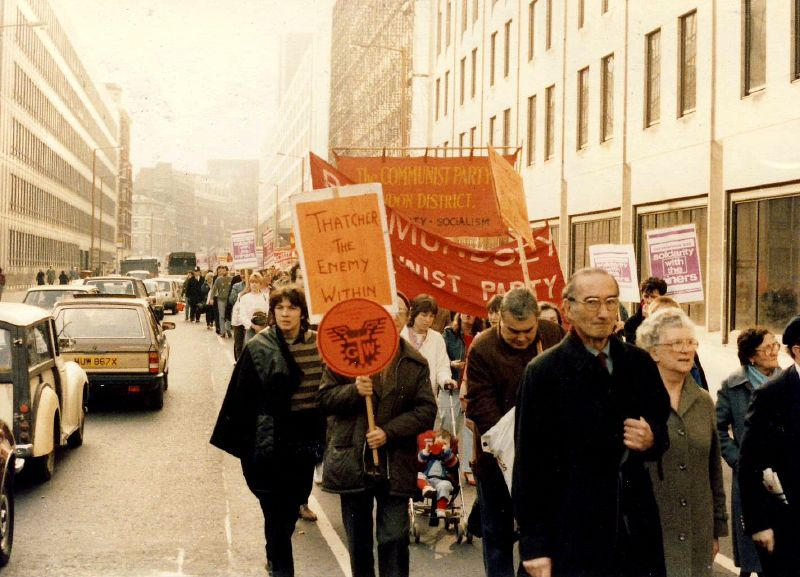
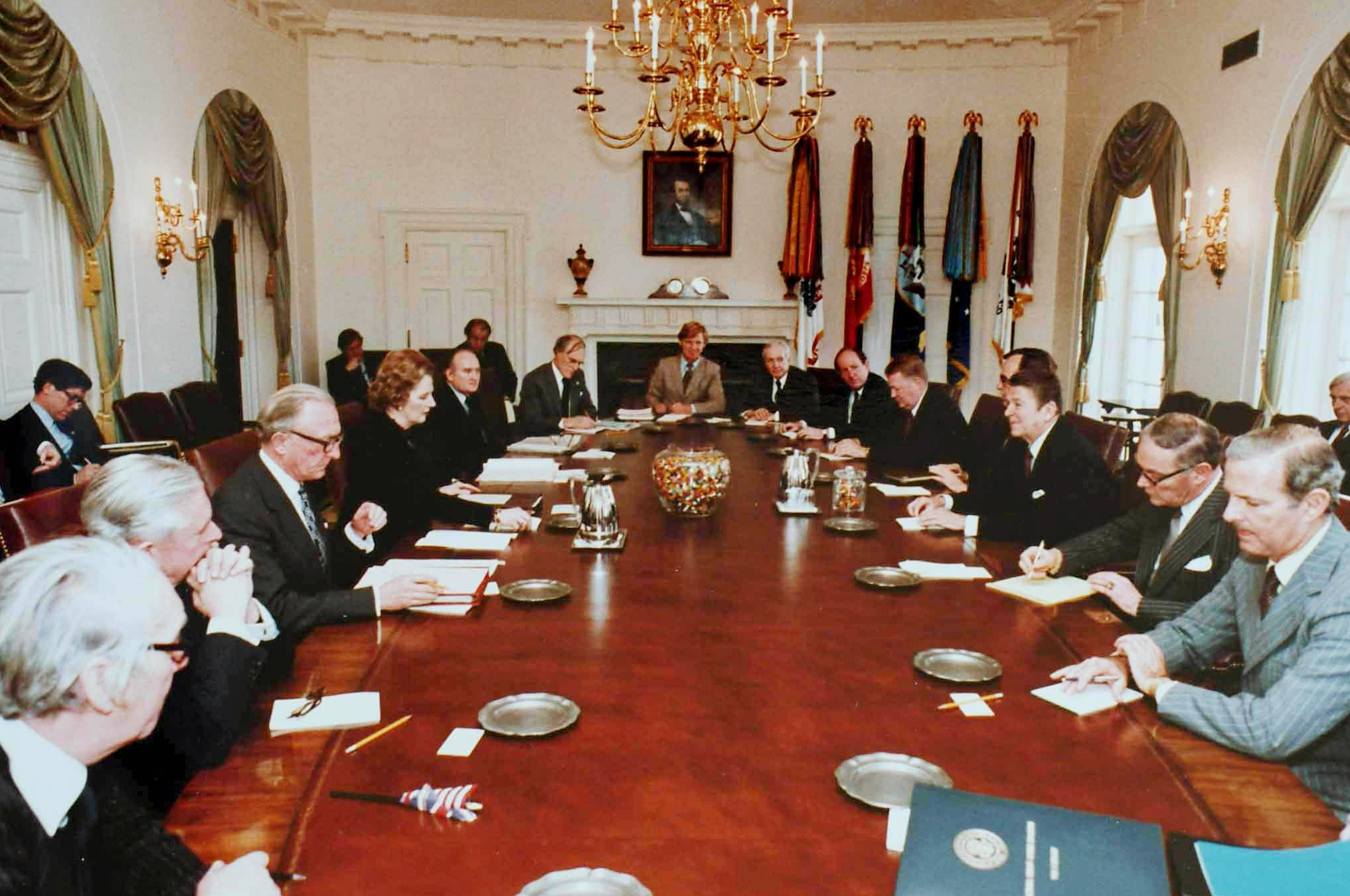
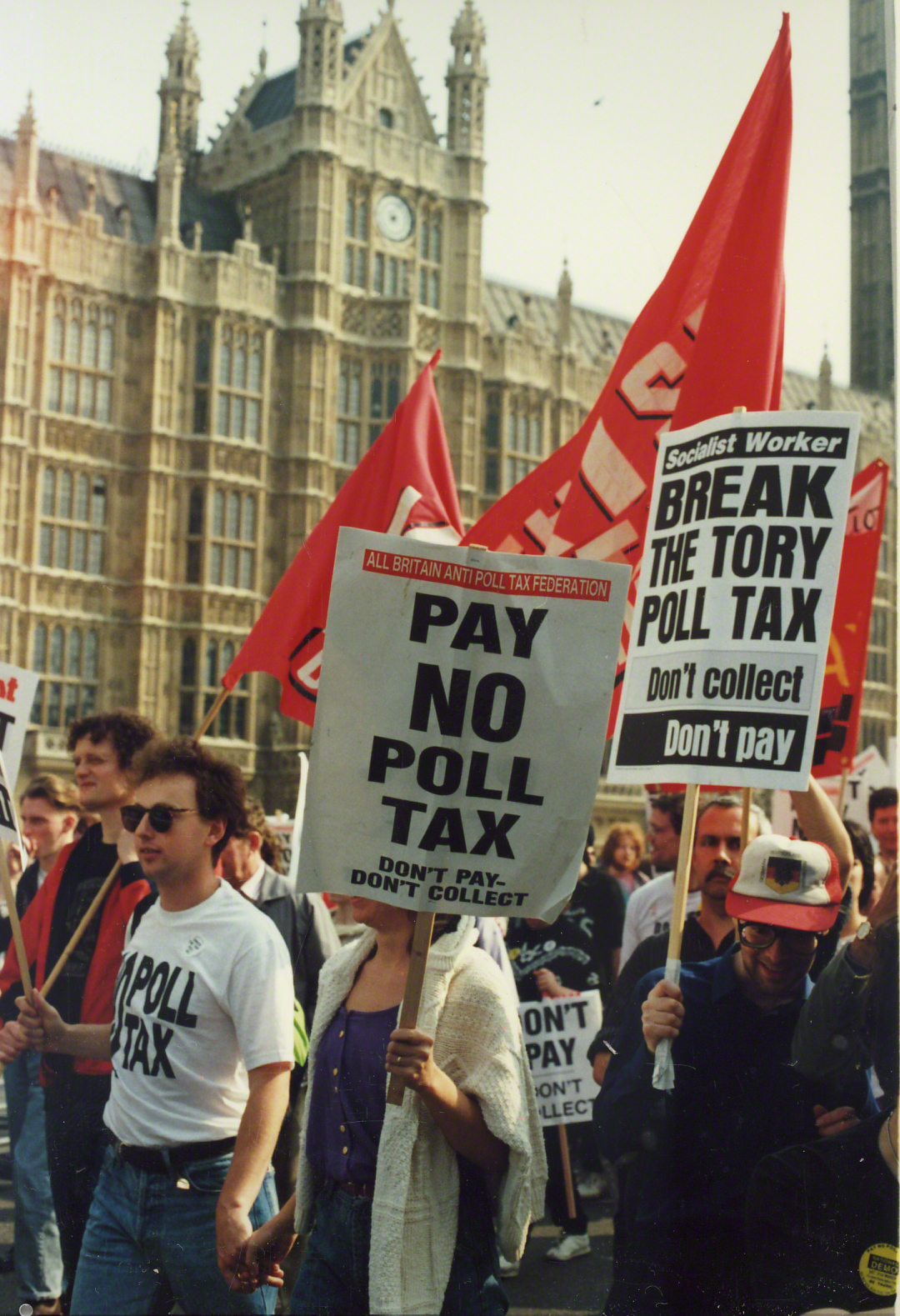
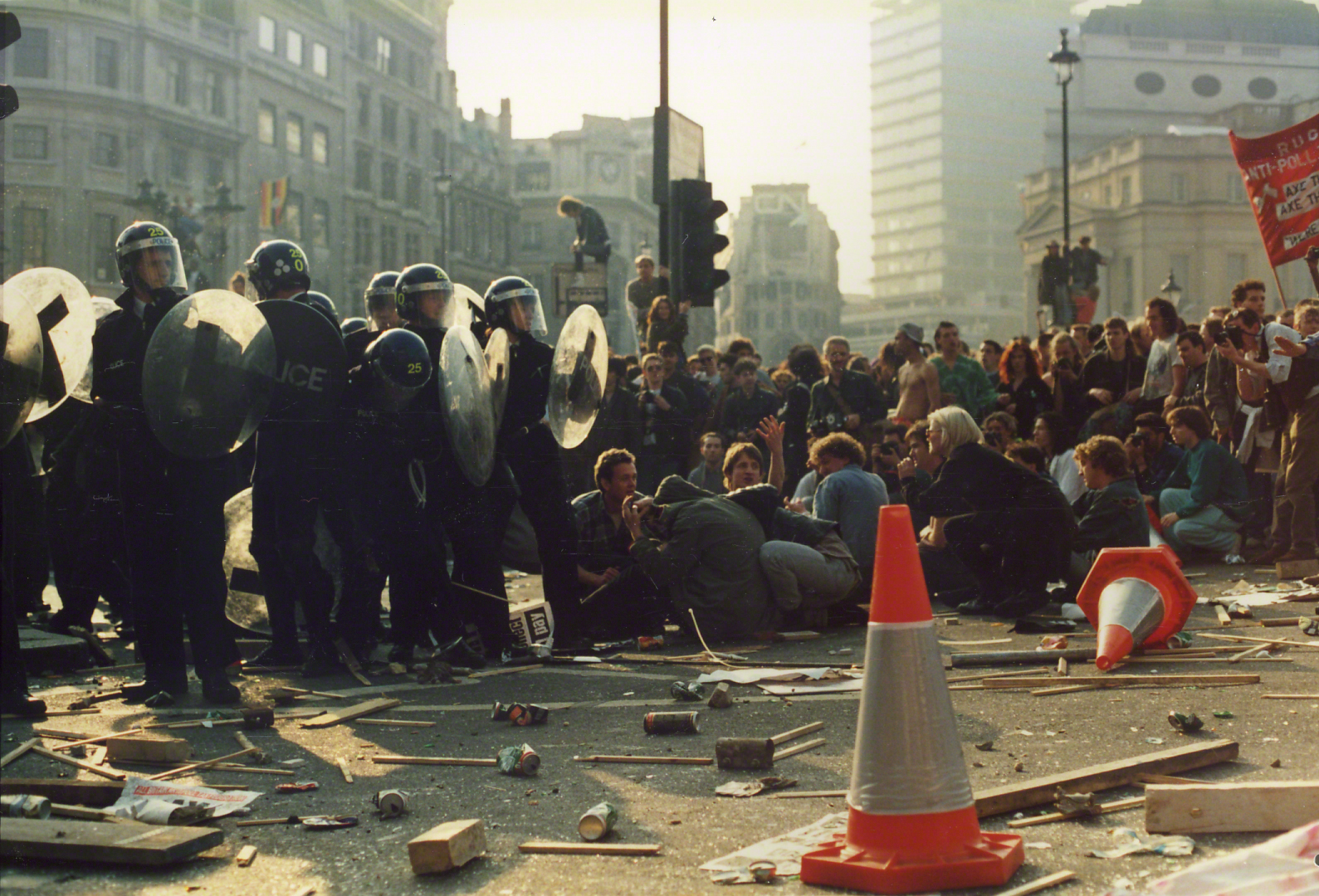

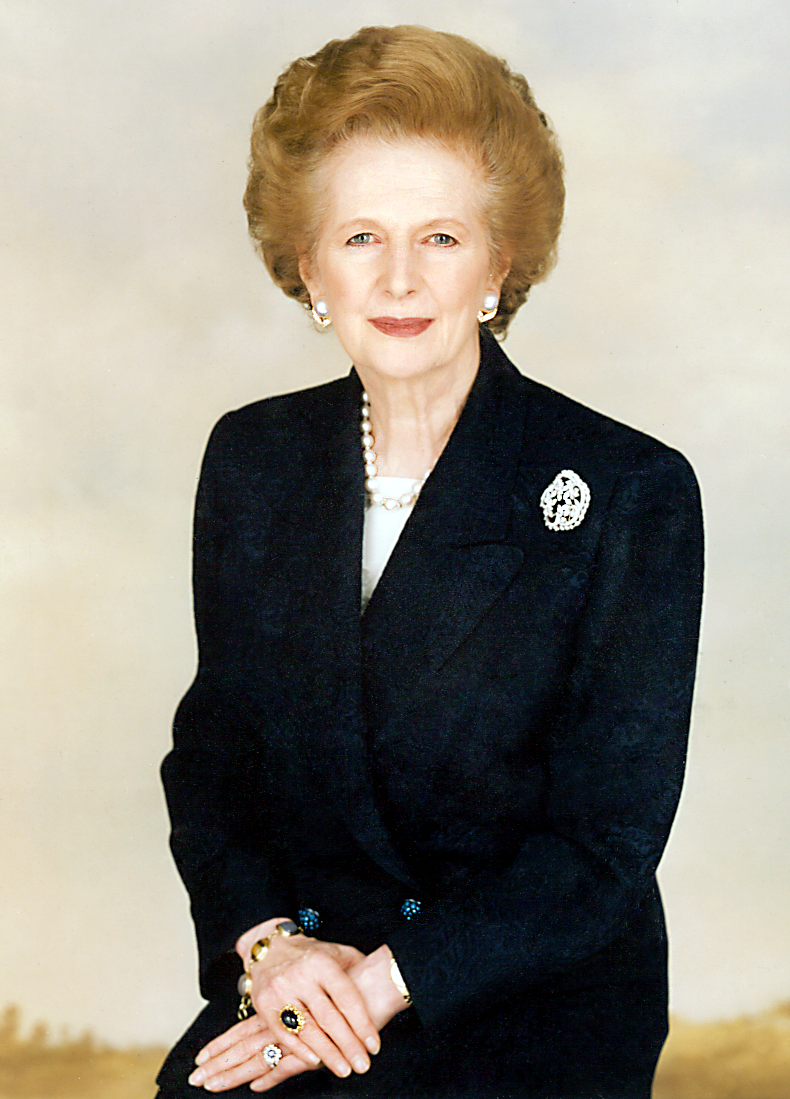
Margaret Thatcher

Începând din 1979, noul premier conservator ales, Margaret Thatcher, a inițiat politici economice liberale stricte care includeau retragerea statului din economie, extinderea privatizării și reducerea impozitelor, reducerea drepturilor muncitorești și ajutoarelor sociale acordate de stat.Primii ani de guvernare conservatoare s-au confundat cu o criză economică, fiind redus volumul producției industriale și crescând șomajul. Margaret Thatcher a întreprins primele măsuri care aveau să stea la baza revoluției întreprinse de Marea Britanie. Susținea că numai capitalismul putea garanta libertatea reală a individului, iar amenințarea comunismului trebuia să fie oprită. Privatizarea și reforma sindicatelor trebuiau să fie armele noului conservatorism.
Principalele argumente ale guvernului în favoarea privatizării au fost: concernele privatizate urmau să-și decidă singure strategia de dezvoltare fără constrângeri financiare din partea Departamentului de Finanțe; clienții urmau să câștige de pe urmă dispariției monopolurilor și apariția concurenței, astfel fiind creată o categorie amplă de proprietari. 
Pentru stoparea inflației guvernul conservator a preluat controlul asupra emisiei monetare, care trebuia corelată cu situația financiară a statului. 
Au fost reduse cheltuielile de stat: indemnizațiile pentru șomaj, investițiile pentru învățământ, pentru sănătate, transport și construcții de locuințe.
Resursele financiare ale statului au fost împărțite. Pentru această, regiunile din Marea Britanie au fost împărțite în trei categorii: regiuni cu un nivel ridicat al șomajului (zone de dezvoltare specială ), regiuni prospere (zone intermediare) și regiuni cu un nivel mai scăzut al șomajului (zone de dezvoltare). Întreprinderile din regiunile cu un nivel crescut/scăzut de șomaj primeau un sprijin financiar mai mare în raport cu regiunile prospere.
Guvernul a stimulat financiar ramuri noi ale economiei, elaborând programe pentru dezvoltarea și utilizarea microelectronicii, microprocesoarelor și roboților. Companiile care produceau roboți industriali primeau de la stat sume cu titlu de ajutor, care reprezentau 25% din cheltuielile de cercetare și producție ale unui prototip. Firmele care foloseau roboți beneficiau de aceleași sume.
Scopul revoluției thatcheriste în plan social a fost transformarea națiunii britanice într-o națiune de proprietari. Guvernul a acționat în două direcții: vânzarea locuințelor din fondul locativ care se află sub jurisidictia municipalităților (statul stabilind prețuri mai mici la locuințe pentru a fi cumpărate) și împărțirea către populație a acțiunilor de la întreprinderile privatizate. 
Premierul Thatcher declara că liderii de sindicat vor să distrugă societatea liberă, iar sindicatele erau purtătoare de valori colectiviste. Guvernul a luat o serie de măsuri: Legea Prior în 1980 care interzicea manifestații și pichetări ale lucrătorilor dacă aceștia nu erau membrii ai companiei la care lucrau și adoptarea Cărții Verzi în 1982 prin care se interzicea desfășurarea grevei în ramurile de baza ale industriei.
Relația cu SUA a fost o caracteristică a politicii externe britanice. Nu numai că Thatcherismul a fost inspirat după modelul american de Reaganomics, dar informațiile transmise de americani prin satelit i-au ajutat pe britanici să câștige în 1982 războiul cu Argentina pentru Insulele Falkland, o colonie britanică.
În 1984, premierul Thatcher a reușit să obțină o reducere considerabilă a contribuțiilor de membru ale Marii Britanii către comunitate. Relațiile dintre Marea Britanie și Comunitatea Europeană au rămas conflictuale.
Inflația s-a diminuat, iar rata investițiilor a crescut. Multe companii au falimentat. Numărul de șomeri a atins recordul de trei milioane în august 1982. Deosebirile dintre venituri au fost tot mai pronunțate. Cu o popularitate în scădere în fața electoratului, Partidul Conservator a protestat vehement la începutul anilor 1990 când a început o altă recesiune, iar Thatcher dorea să introducă o nouă taxă unică pe cap de locuitor, în pofida protestelor.

##### Din 1990

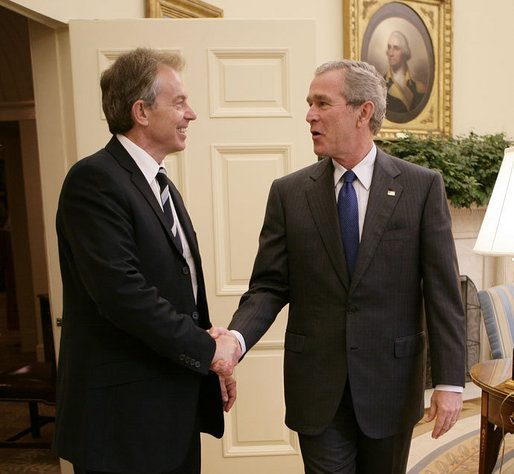
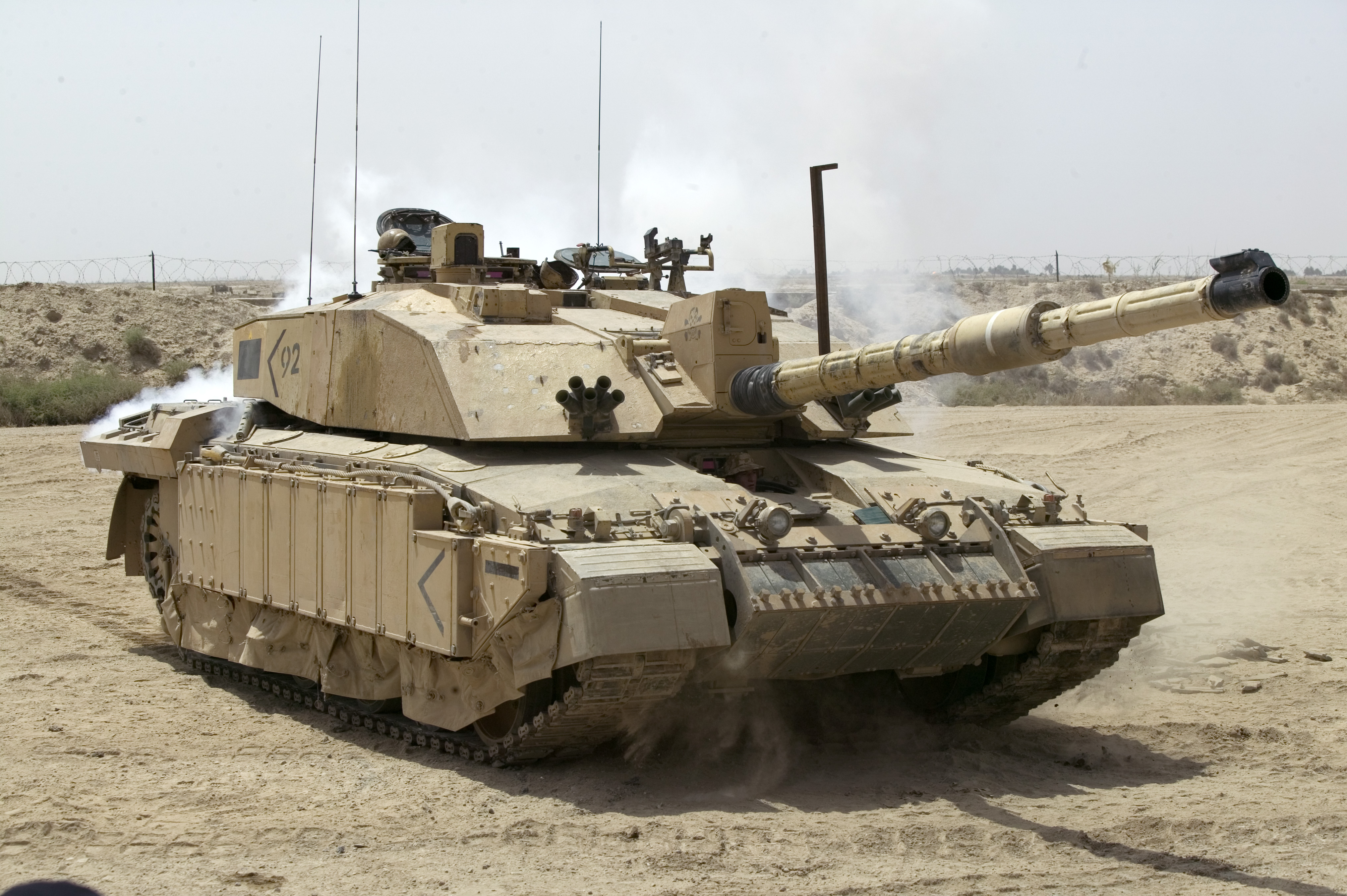
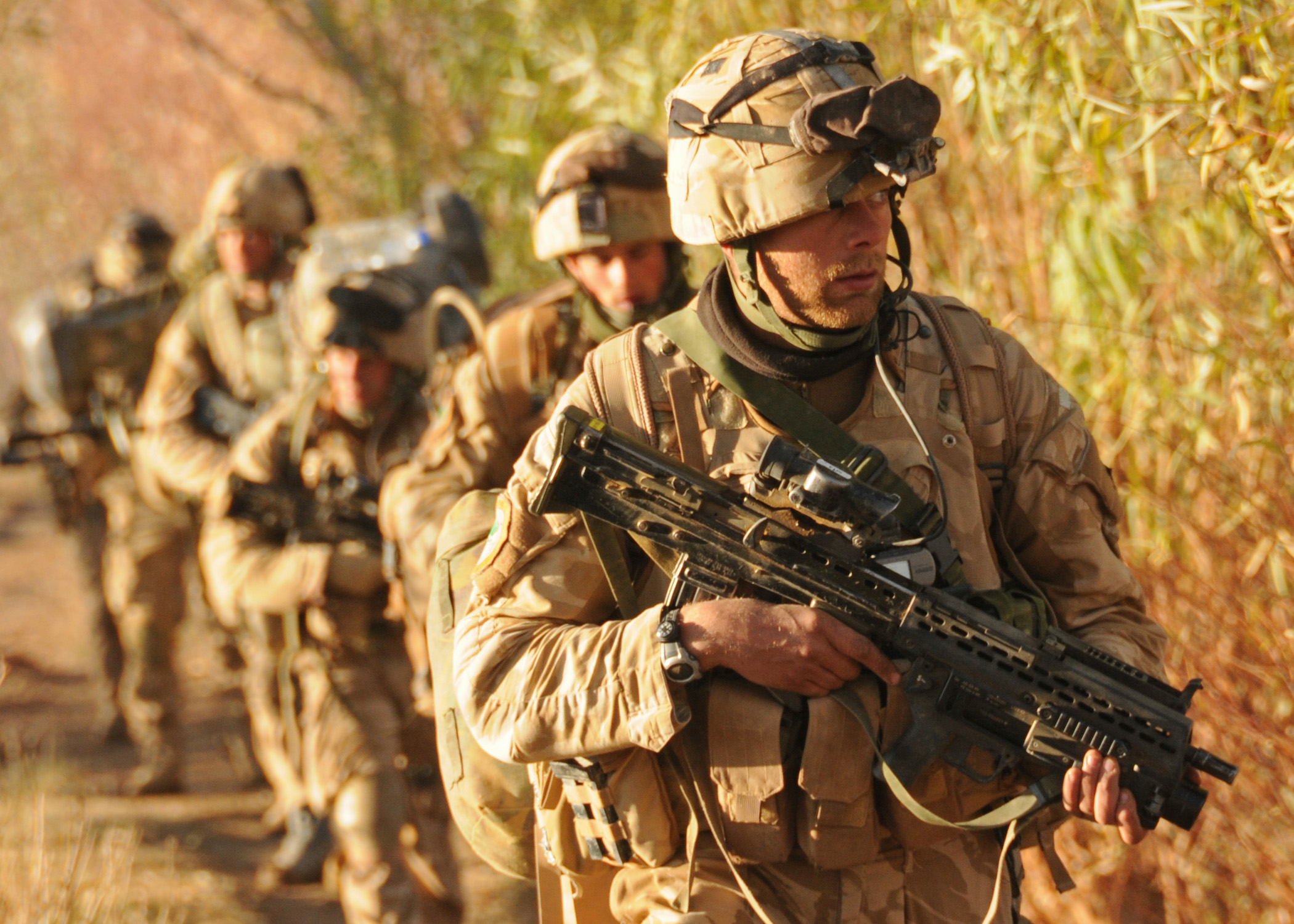
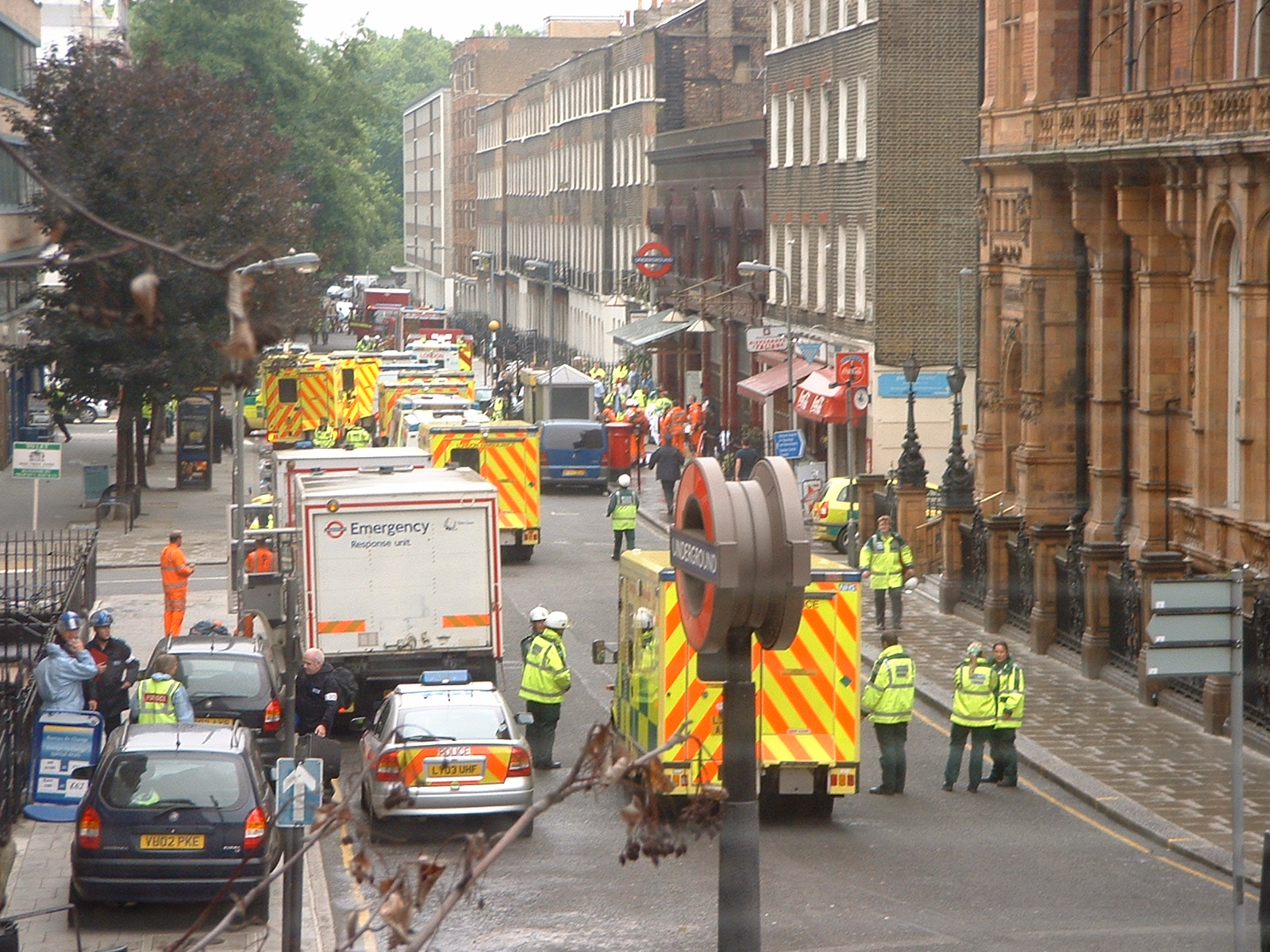
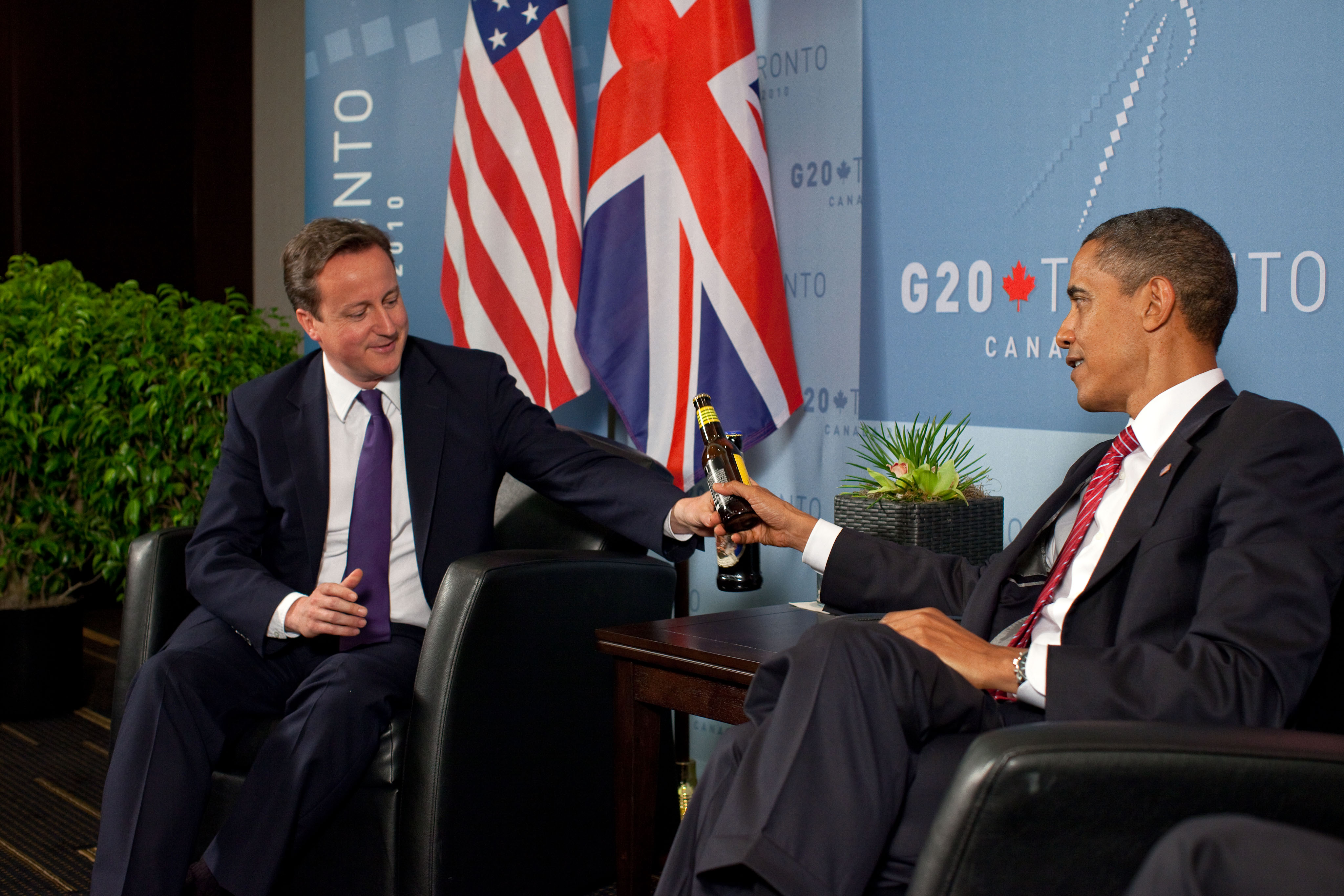
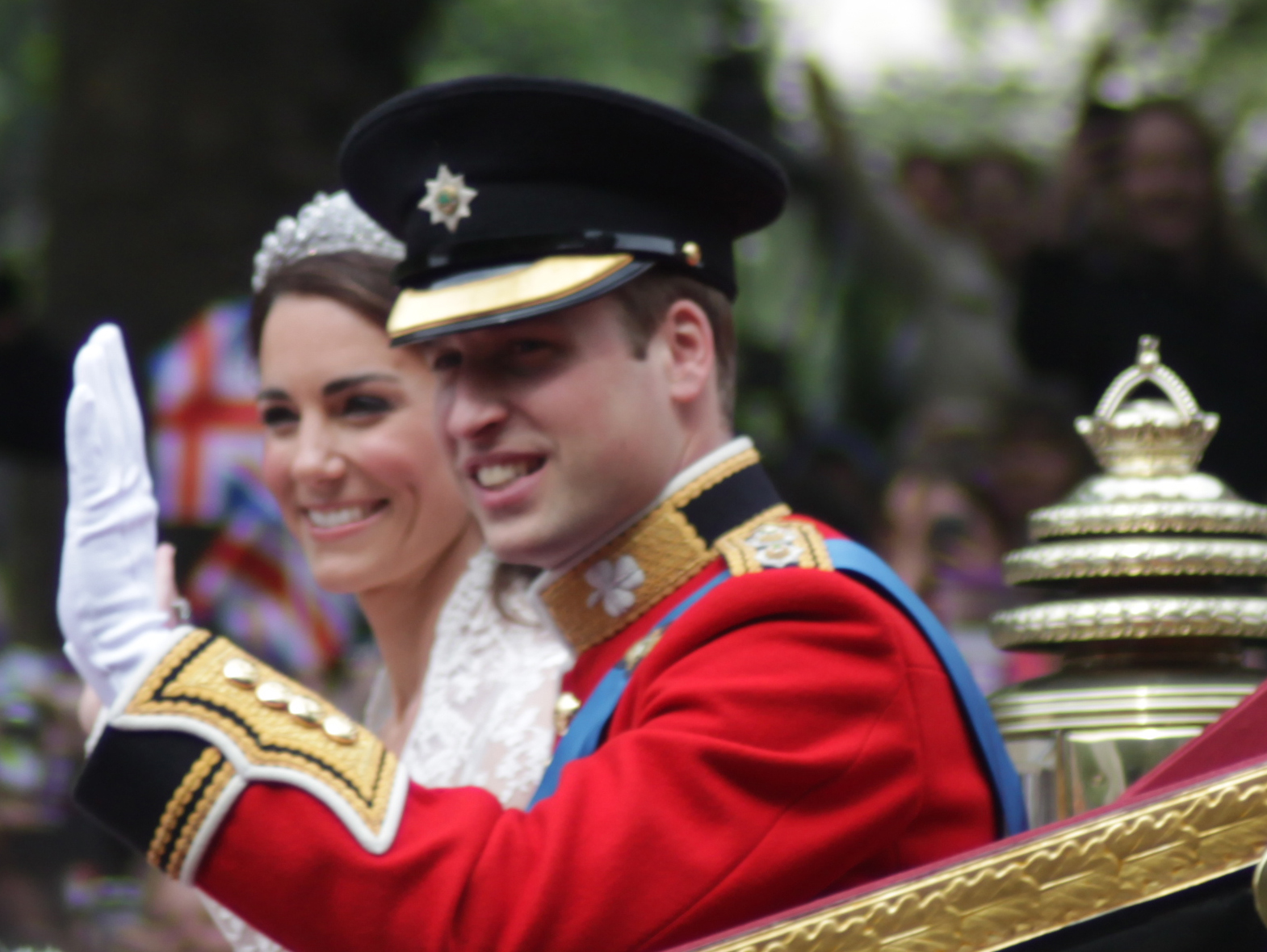
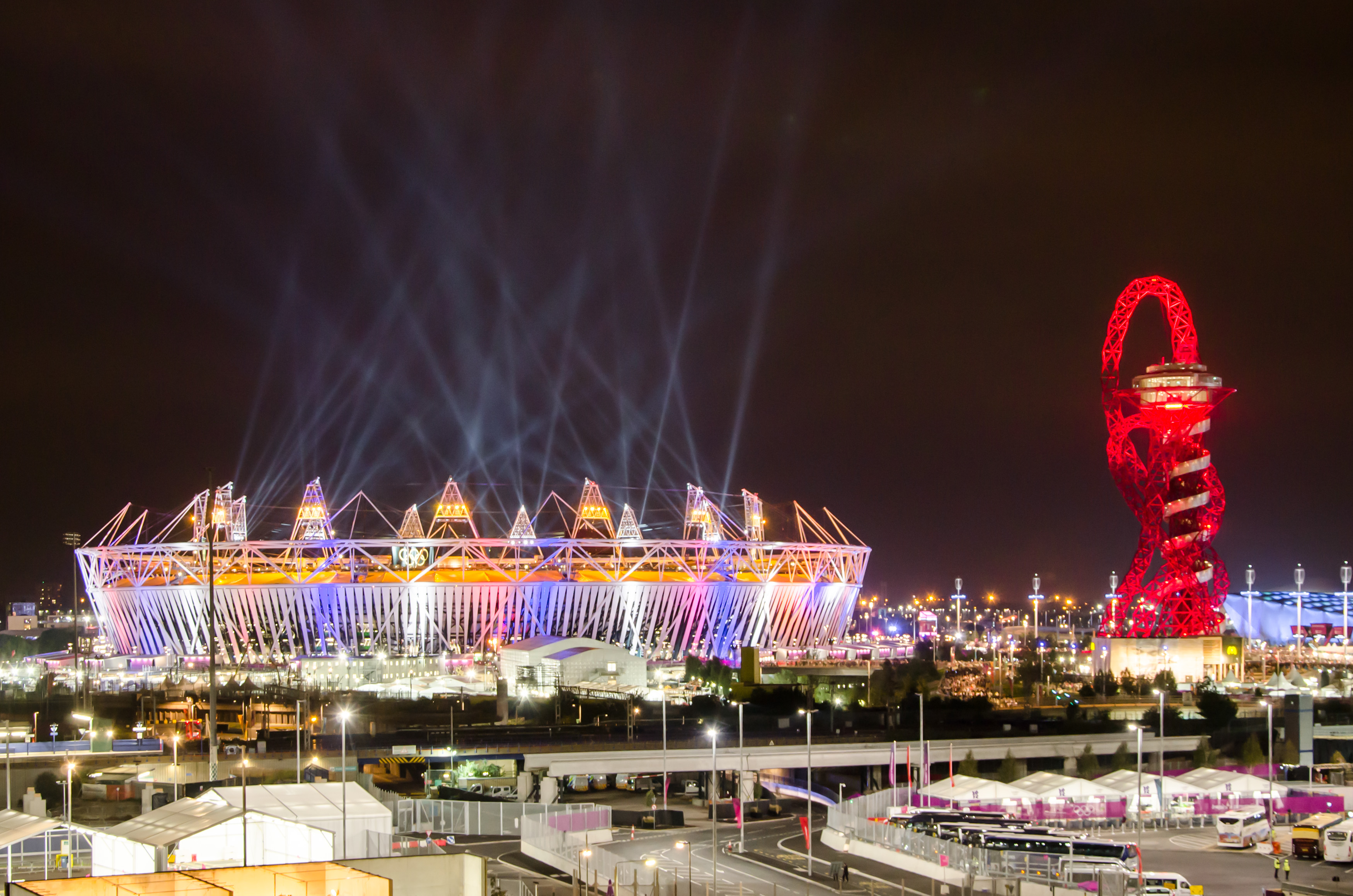
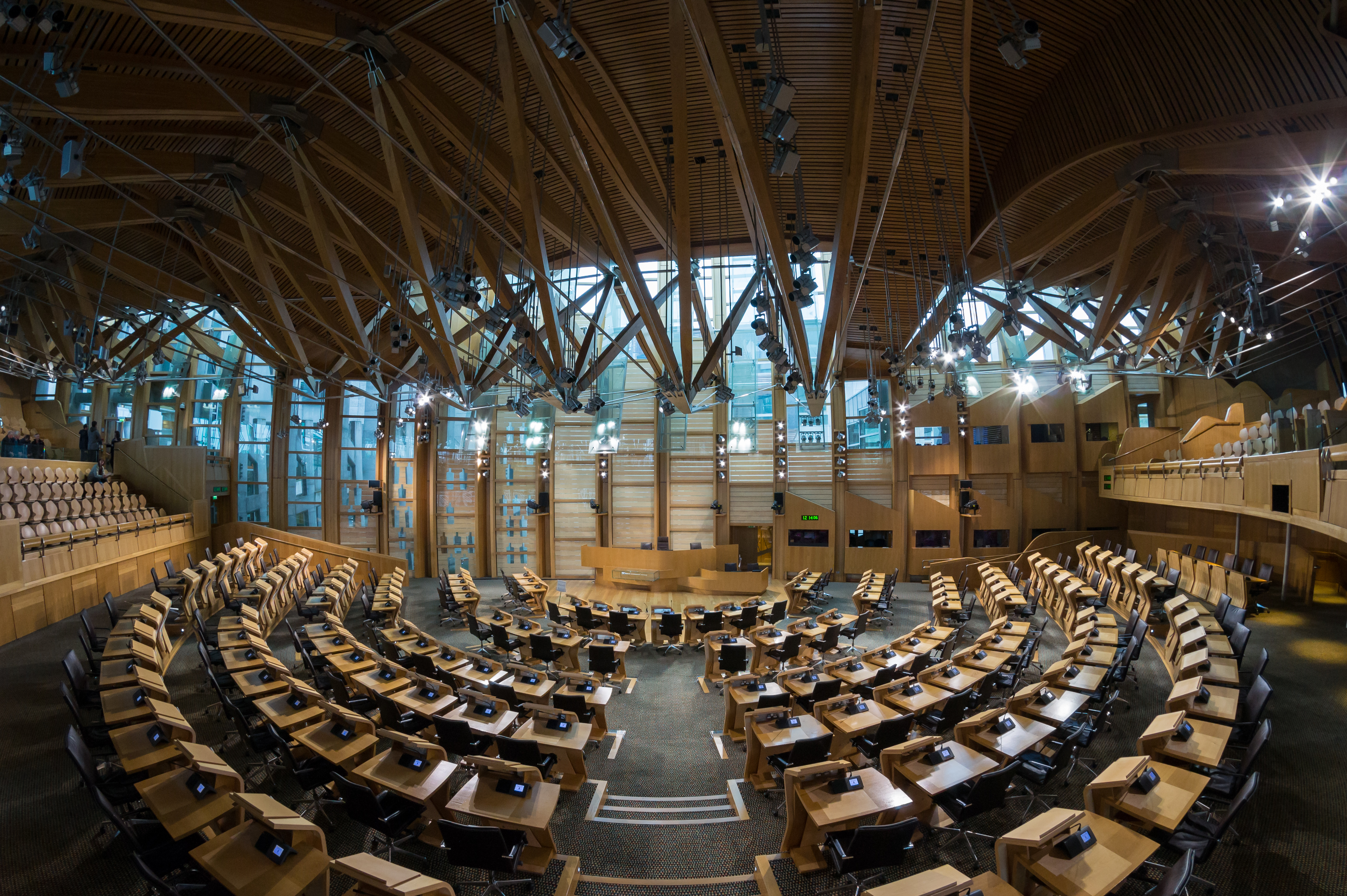
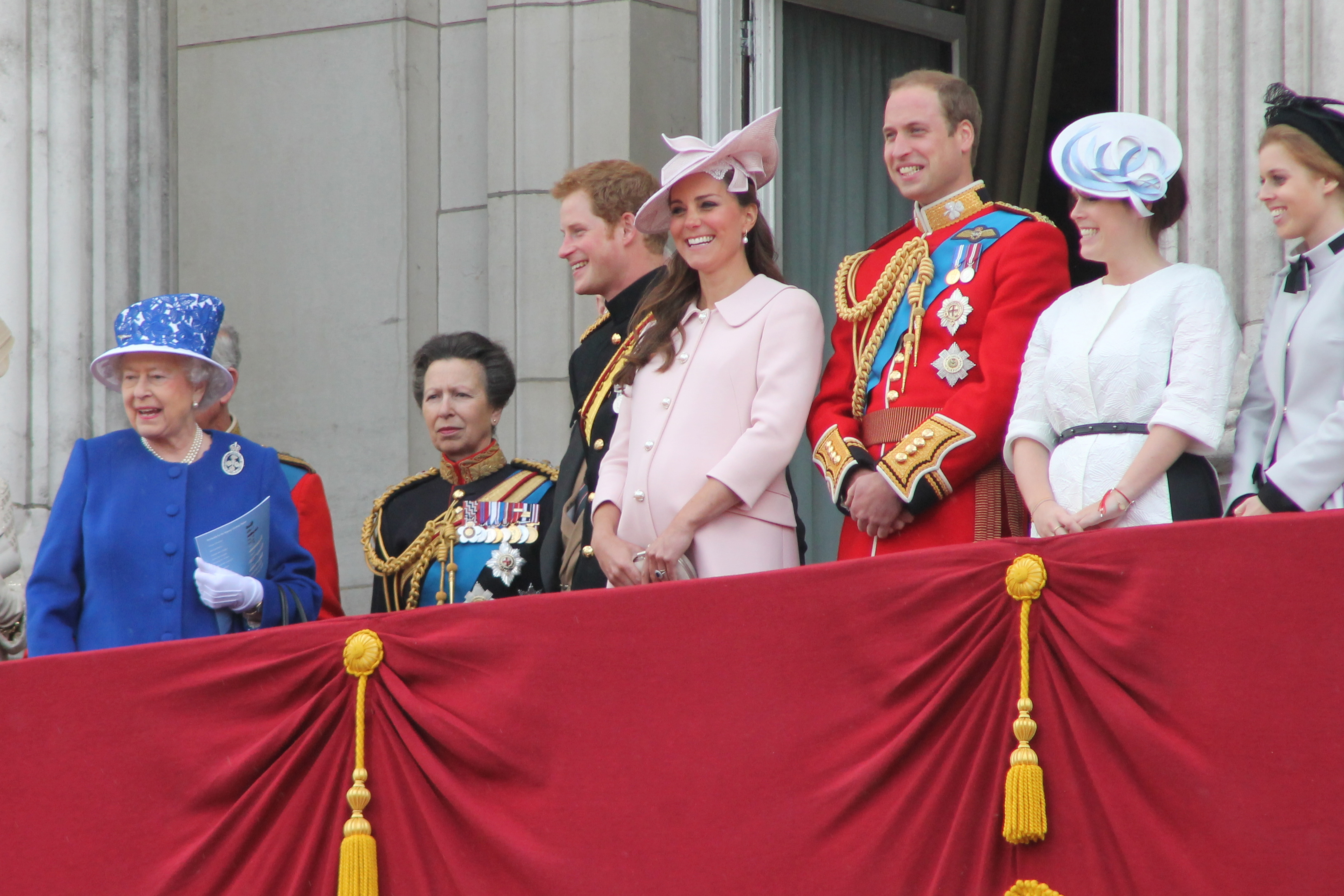

În 1990, partidul l-a ales pe John Major ca premier, însă privatizarea sistemului feroviar, a serviciilor poștale și a mineritului de cărbune implementate de acesta au fost măsuri privite că fiind nepopulare. În 1993, valoarea lirei scădea dramatic, forțând Marea Britanie să iasă din Sistemul Monetar European, care controla stabilitatea monetară în Europa.
Monarhia britanică a   a înfruntat probleme, mai ales evenimentele din 1992, denumit "Annus Horibilis" sau moartea prințesei Diana în urma unui accident, divorțată de prințul Charles de Wales. 
În 1996, relațiile dintre Marea Britanie și continentul european se înrăutățesc după ce Uniunea Europeană a interzis importul de vită din Marea Britanie din cauza numărului mare de animale infestate cu ESB-boala vacii nebune. Respingerea ideii de a primi ordine de la Bruxelles a fost motivul scepticismului față de Uniunea Europeană. Chiar și așa, relațiile strânse cu Europa continuă, dovadă fiind construirea Eurostarului, un tunel feroviar de sub Canalul Mânecii, care leagă Marea Britanie de Franța, după ce guvernul britnaic renunțase să-l mai finanțeze și un consorțiu internațional s-a preocupat de finisarea acestuia în 1994.
Alegerile din 1997 s-au încheiat cu victoria laburiștilor conduși de Tony Blair. Noul premier a încercat să găsească o cale de mijloc pentru a conduce țara, una care să țină cont în mod egal de libertatea sistemului de afaceri și de necesitățile sociale. Tony Blair a fost reales în 2001 și în 2005 cu o majoritate covârșitoare.A introdus Legea Salariului Minim Național, Legea Drepturilor Omului și Legea libertății informației, și a stabilit un parlament scoțian, o adunare națională în Țara Galilor și o adunare în Irlanda de Nord.
Din 2003, Marea Britanie a sprijinit SUA ca aliat principal în acțiunile militare împotriva Irakului condus de Saddam Hussein și împotriva terorismului.
Pe 7 iulie 2005, un atentat comis de patru atacatori musulmani, în care o serie de explozii a lovit sistemul de transport londonez și a provocat moartea a 56 de persoane, a justificat și mai mult lupta împotriva terorismului islamic.
În 2007, Tony Blair a demisionat ca prim-ministru și Gordon Brown a fost ales pentru a-l înlocui. Popularitatea Partidului Laburist a scăzut în timpul recesiunii începute în 2008, acesta pierzând locuri în Camera Comunelor. În 2010, Gordon Brown a demisionat, fiind urmat de premierul conservator, David Cameron, în urmă alegerilor, devenind liderul coaliției dintre conservatori și liberali. Administrația sa a înfruntat o criză financiară izbucnită în 2008 și s-a implicat în modificări privind bunăstarea, imigrația, educația și sănătatea, introducând între 2010-2013 legi precum Welfare Reform Act, Education Act, Immigration Act și Social Care Act.
În 2012, la Londra s-au organizat Jocurile Olimpice care s-au dovedit a fi spectaculoase. În 2013-2014, administrația Cameron s-a înfruntat cu referendumul privind suveranitatea Insulelor Falklands, Referendumul privind Independența Scoției. În alegerile europarlamentare din 2014, UKIP, partid de extremā dreaptā,  a obținut peste 20 de locuri in parlamentul european. A fost legalizată căsătoria dintre persoanele de același sex în Anglia și Țara Galilor. În 2015, conservatorii obțin rezultate semnificative în alegerile parlamentare.
S-a pus problema organizării unui referendum în 2016 privind scoaterea Marii Britanii din UE.